# S-Bahn München

Logo der S-Bahn München

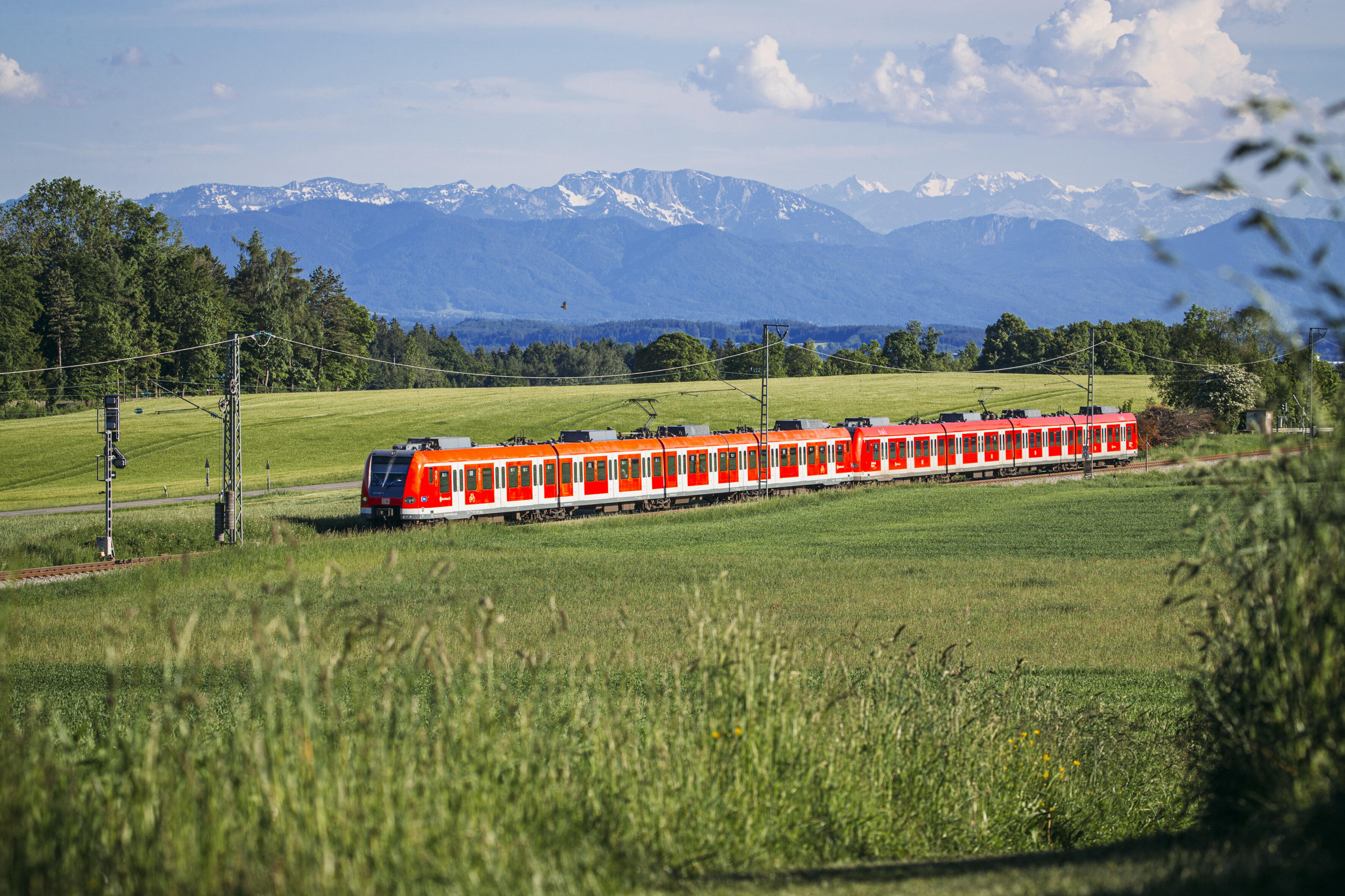
Modernisierter Triebzug der Baureihe 423 auf der Linie S 7 bei Schäftlarn vor den Bayerischen Alpen

Die S-Bahn München ist neben der U-Bahn das wichtigste Verkehrsmittel des öffentlichen Personennahverkehrs im Großraum München. Sie wird von der DB Regio betrieben und ist in den Münchner Verkehrs- und Tarifverbund (MVV) integriert. Zuständiger Aufgabenträger ist die Bayerische Eisenbahngesellschaft (BEG).
Das S-Bahn-Netz entstand zu den Olympischen Sommerspielen 1972 aus mehreren bereits existierenden Vorortstrecken. Sie wurden elektrifiziert und mittels eines Tunnels verbunden. Dieser ist Teil der sogenannten Stammstrecke, die von Pasing über den Hauptbahnhof und die Innenstadt Münchens zum Ostbahnhof führt.
An Werktagen befördert sie zwischen 840.000 und 950.000 Fahrgäste, das Hauptverkehrsaufkommen liegt dabei bei den Pendlerströmen aus dem Münchner Umland in die Stadt München im morgendlichen Berufsverkehr und in der nachmittäglichen Hauptverkehrszeit wieder zurück. Die S-Bahn München beschäftigt etwa 1800 Mitarbeiter, davon sind etwa 750 als Lokführer und weitere 120 als Servicemitarbeiter angestellt.
Gemessen an der Länge des Streckennetzes ist die Münchner S-Bahn (nach der S-Bahn Rhein-Ruhr und der S-Bahn Mitteldeutschland) die drittgrößte Deutschlands.

## Liniennetz

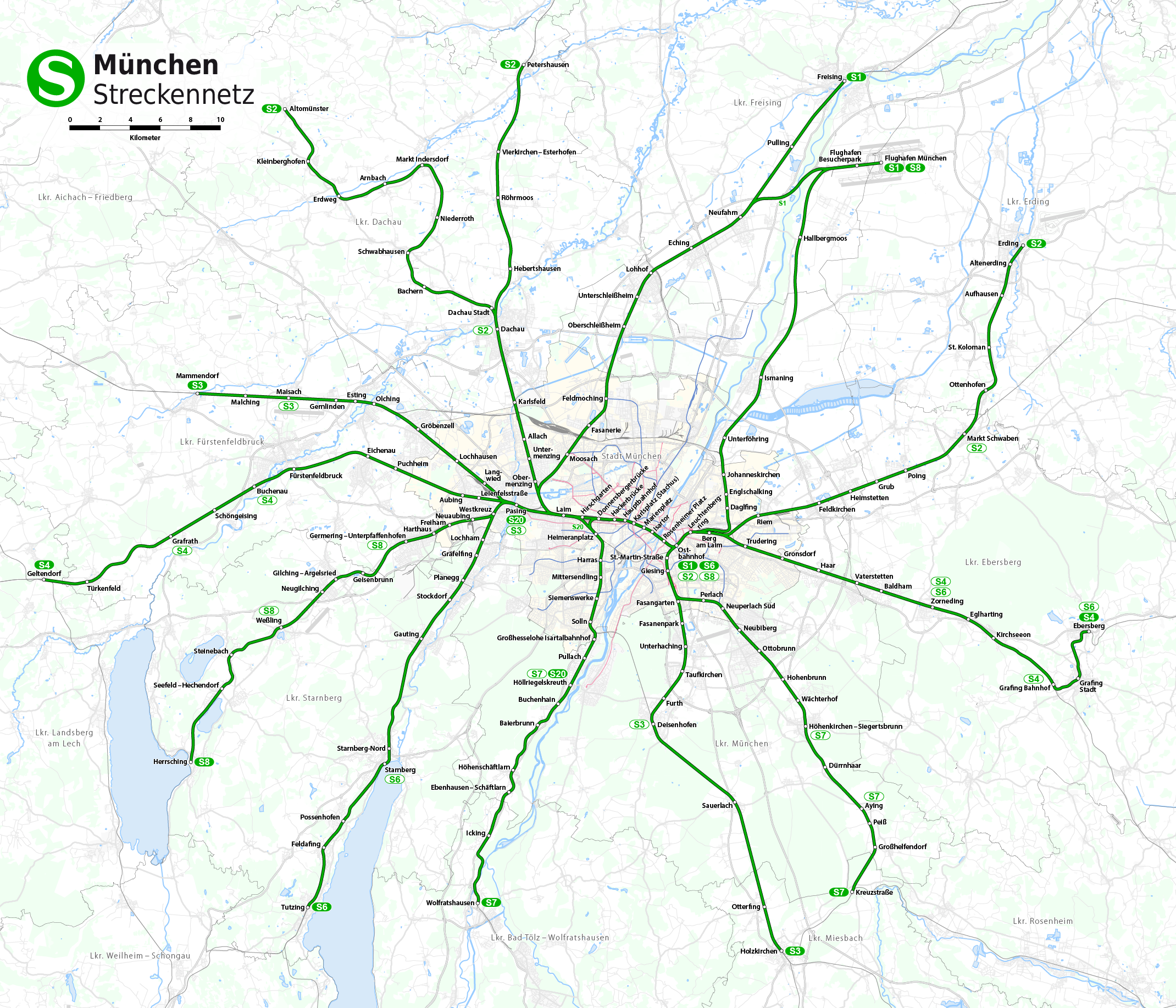
Streckennetz der Münchner S-Bahn 2014–2024

### Systematik
Herzstück des S-Bahn-Netzes ist die Stammstrecke mit dem Verbindungstunnel, der das Münchner Stadtzentrum unterquert. Westlich des Tunnels verzweigt sich das Netz in sieben Streckenäste, deren Linien ursprünglich von Nord nach Süd von S 1 (Freising) bis S 7 (Wolfratshausen) durchnummeriert wurden. Diese werden, mit Ausnahme der S 7, über den Stammstreckentunnel mit den fünf Ostästen gekoppelt. Der Ast nach Ebersberg wird von zwei Linien bedient (S 4 und S 6). Die S 1 endet am Leuchtenbergring. Dadurch ergibt sich jeweils die Nummerierung im Osten. Im Juni 1991 gab es den ersten Wechsel von der S 4 zur S 5 auf dem Ast nach Ebersberg. Die Linie nach Wolfratshausen hieß zunächst S 10 und wurde erst mit der Einführung in die Stammstrecke zur S 7.
Um Linienänderungen auf dem östlichen Ast über Ismaning zum Flughafen zu vermeiden, wird für die dort verkehrende Linie abweichend vom beschriebenen Schema dauerhaft die Bezeichnung S 8 vergeben. Die Nummer, die aus dem Westast hervorgehen würde, entfällt dadurch.
Hinzu kommt mit der S 20, die von Pasing nach Höllriegelskreuth führt, eine Linie, die nicht durch den Stammstreckentunnel fährt. Der 20er-Nummernbereich der S 20 und der ehemaligen S 27 stammt aus der Zeit der Einführung dieser beiden Linien, da diese damals noch die Isar auf der Großhesseloher Brücke überquerten und weiter nach Deisenhofen führten und der Ast nach Holzkirchen über Deisenhofen noch die Nummer S 2 (statt heute S 3) trug.
Bis 2014 verkehrte auf der Bahnstrecke Dachau–Altomünster die dieselbetriebene Linie A, die ebenfalls zum S-Bahn-Netz zählte. Sie begann an der S 2 in Dachau und fuhr nach Altomünster. Im Rahmen des 520-Millionen-Euro-Ausbauprogramms wurde sie bis Dezember 2014 elektrifiziert und als Flügelstrecke in die S 2 eingebunden.
Im Kursbuch werden die S-Bahn-Linien unter den Kursbuchstrecken 999.1 bis 999.8 geführt. Die S 20 und S 27 hatten bis 2013 die Kursbuch-Streckennummer 999.20, die Linie A bis 2014 die Nummer 999.30.

### Linien und Takt
Der Grundtakt der Münchner S-Bahn (Linien S 1 bis S 8) beträgt ganztägig 20 Minuten. Auf Teilstrecken einzelner Äste wurde ab Herbst 2004 in der Hauptverkehrszeit durch Verstärkerzüge ein 10-Minuten-Takt hergestellt. Dieser wurde jedoch gegen Ende der 2010er Jahre nach und nach durch immer häufigere Zugausfälle faktisch eingestellt. Diese verkehren allerdings – außer bei Baumaßnahmen in der Stammstrecke – seit Anfang 2020 wieder. Ein Sonderfall ist die Strecke nach Erding, wo in der Lastrichtung eine Kombination aus Expresszügen ab Erding und normalen S-Bahn-Zügen ab Markt Schwaben verkehrt, die sich ab Ostbahnhof in den 10-Minuten-Takt eingliedern. Ähnlich geschieht dies auch auf der S 5 zwischen Höhenkirchen-Siegertsbrunn und Kreuzstraße. Weiterhin gibt es auch auf der S 4-West sporadisch Verstärkerfahrten in der Hauptverkehrszeit, die allerdings nicht den Stammstreckentunnel befahren. Auf einigen Außenästen wendet einer von drei Zügen außerhalb der Hauptverkehrszeit bereits einige Halte vor der Endstation, so dass sich auf den letzten Teilstücken ein 20/40-Minuten-Takt ergibt.
| Linie | Aktueller Streckenverlauf | Aktuelle Bedienung: Takt in Minuten                                                                                    |
| ----- | --- | --- |
| S1    | Freising – / Flughafen – Neufahrn – Oberschleißheim – Feldmoching – Hauptbahnhof – Marienplatz – Ostbahnhof – Leuchtenbergring                                                                   | 20′ |
| S2    | Petershausen – / Altomünster – Dachau – Untermenzing – Hauptbahnhof – Marienplatz – Ostbahnhof – Riem – Markt Schwaben – Erding                                                                  | 20′ Petershausen – Markt Schwaben 20'/40' Markt Schwaben – Erding 30' Dachau – Altomünster 10′ Dachau – Ostbahnhof (+) |
| S3    | Mammendorf – Maisach – Olching – Pasing – Hauptbahnhof – Marienplatz – Ostbahnhof – Giesing – Deisenhofen – Holzkirchen                                                                          | 20′ 10′ Maisach – Deisenhofen (+)                                                                                      |
| S4    | Geltendorf – Grafrath – Buchenau – Fürstenfeldbruck – Aubing – Pasing – Hauptbahnhof – Marienplatz – Ostbahnhof – Trudering – Haar (– Zorneding – Grafing – Ebersberg)                           | 20′ 20′ zeitw. Haar – Grafing (– Ebersberg)                                                                            |
| S5    | Kreuzstraße – Aying – Höhenkirchen-Siegertsbrunn – Ottobrunn – Neuperlach Süd – Giesing – Ostbahnhof – Marienplatz – Hauptbahnhof – Pasing (– Neuaubing – Germering-Unterpfaffenhofen – Weßling) | 20′ Aying – Pasing 20'/40' Kreuzstraße – Aying 20′ zeitw. Pasing – Germering-U. (– Weßling)                            |
| S6    | Tutzing – Starnberg – Gauting – Pasing – Hauptbahnhof – Marienplatz – Ostbahnhof – Trudering – Zorneding – Grafing – Ebersberg                                                                   | 20′ Tutzing – Grafing 20′/40′ Grafing – Ebersberg                                                                      |
| S7    | Wolfratshausen – Höllriegelskreuth – Solln – Hauptbahnhof | 20′ |
| S8    | Herrsching – Weßling – Germering-Unterpfaffenhofen – Pasing – Hauptbahnhof – Marienplatz – Ostbahnhof – Johanneskirchen – Ismaning – Flughafen                                                   | 20′ |
| S20   | (Geltendorf – Grafrath – Buchenau – Fürstenfeldbruck – Puchheim –) Pasing – Solln – Höllriegelskreuth                                                                                            | einzelne Züge in der HVZ                                                                                               |

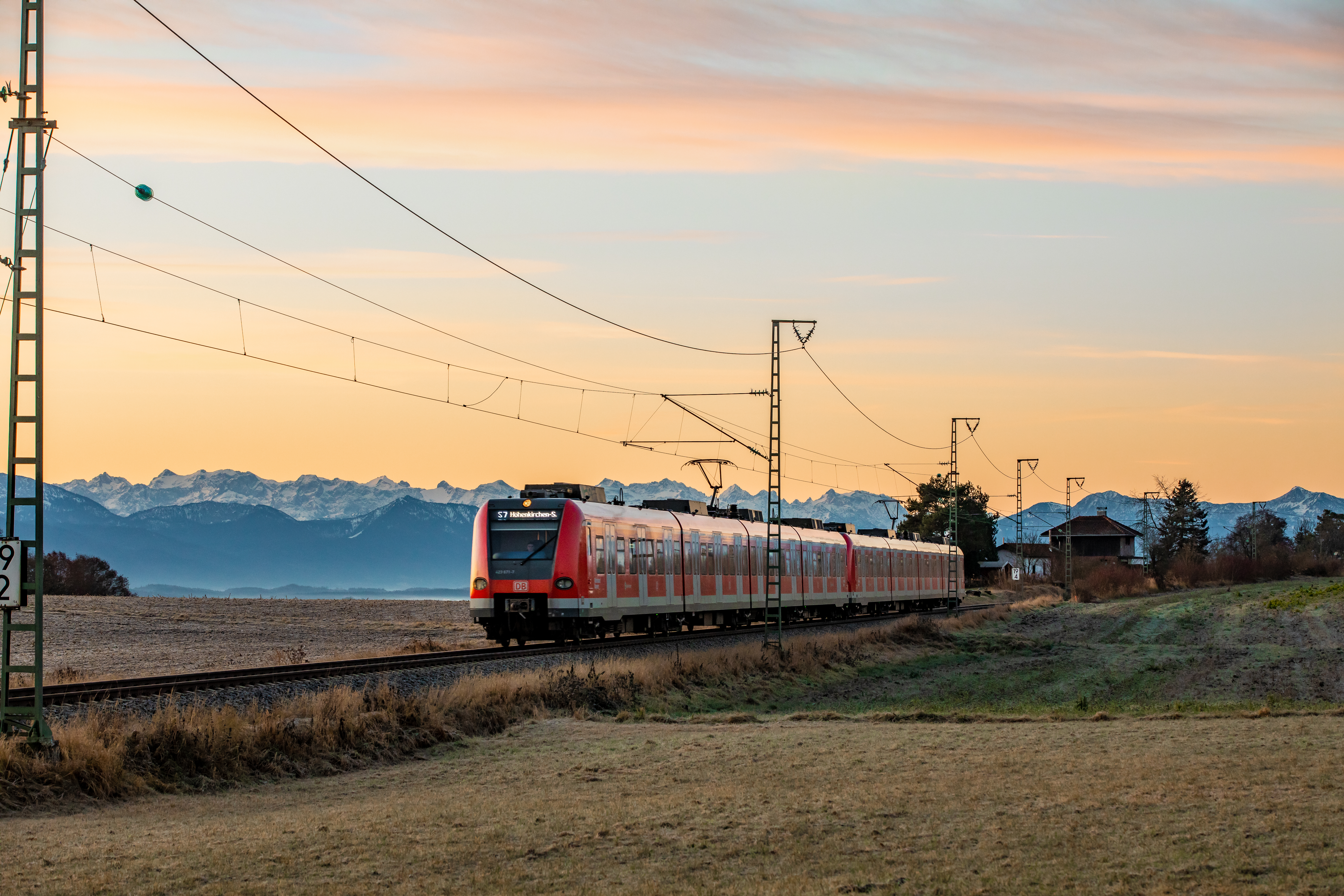
Die S 7 der S-Bahn München vor Alpenpanorama in Ebenhausen-Icking

(+) zusätzlich einzelne Verstärkerzüge, so dass zeitweise ein 10-Minuten-Takt entsteht

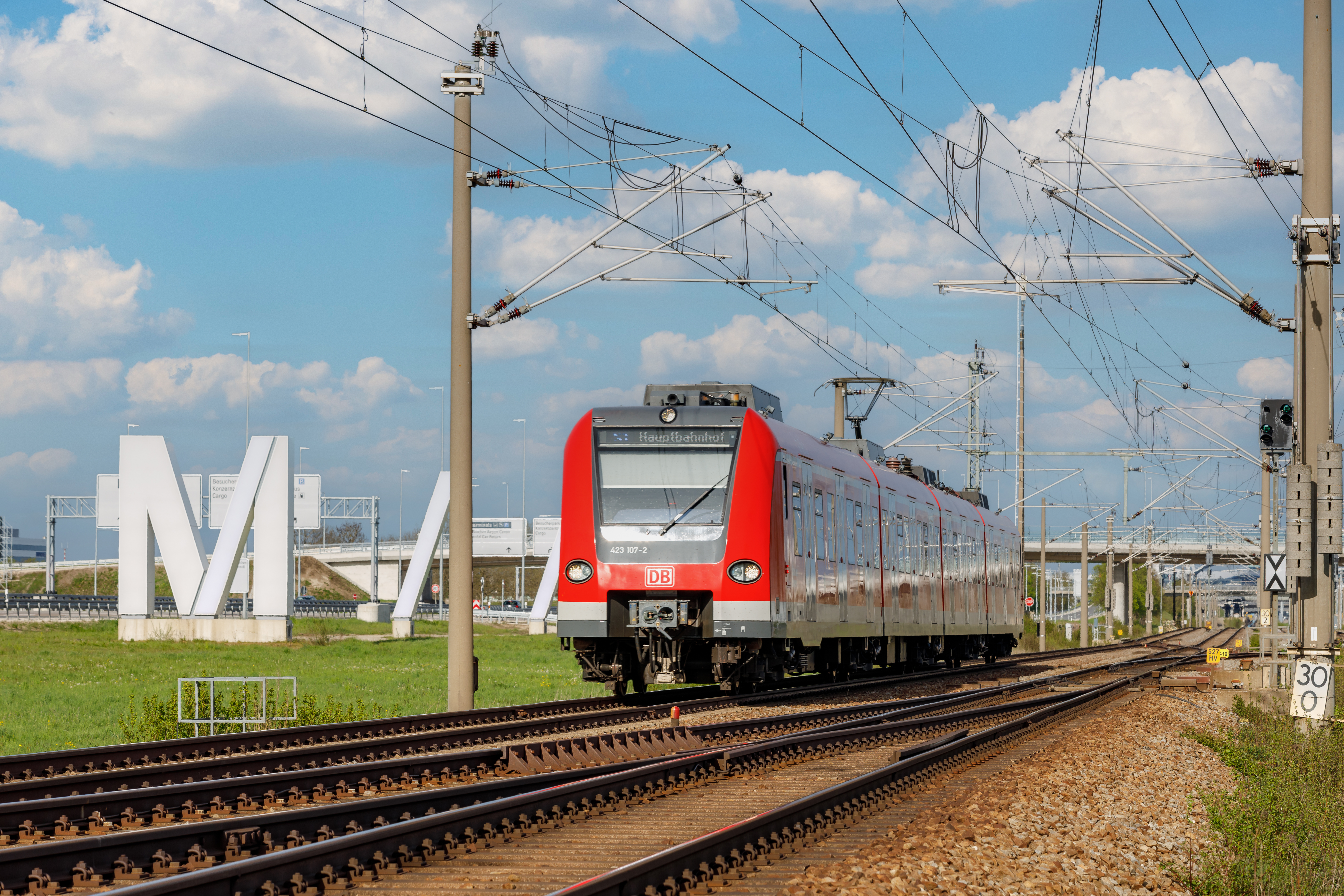
S-Bahn München vor der Kulisse des Flughafens

#### Fahrplan-Symmetrie auf der Stammstrecke
Im Jahresfahrplan 2015 verkehrten die Linien von Ost nach West auf der Stammstrecke in folgender Reihenfolge:

S 2, S 6, S 7, (S 8), S 3, (S 2), S 4, S 1, S 8, (S 3) (in Klammern Taktverstärkerzüge)
In der Gegenrichtung fuhren die Züge exakt in umgekehrter Reihenfolge, was für gute Über-Eck-Anschlüsse unabdingbare Voraussetzung ist. Diese in den Anfangsjahren schon einmal vorhandene Fahrplan-Symmetrie wurde mit dem Fahrplanwechsel am 12. Dezember 2004 wieder eingeführt. Mit dem Fahrplanwechsel am 13. Dezember 2009 (Inbetriebnahme des Haltes Hirschgarten) blieb die Reihenfolge der Züge der Westäste auf der Stammstrecke fast unverändert, nur diejenigen nach Maisach (Taktverstärker) und nach Petershausen wurden getauscht. Im Osten wurden die Äste nach Ebersberg und zum Flughafen je um zwei Minuten verschoben durch Tausch mit am Ostbahnhof endenden Linien. Dadurch haben alle „Takt-10-Linien“ auf der Stammstrecke einen tatsächlichen 10-Minuten-Takt. Des Weiteren wurde die Taktlage von/nach Holzkirchen um zehn Minuten verschoben durch Tausch mit der Trasse der „Takt-10-Verstärker“ von/bis Deisenhofen. Die Abfahrtszeiten auf den Außenstrecken blieben dabei weitgehend gleich, lediglich auf der S 3-Ost wurden sie um zehn Minuten verschoben. Auf den Taktverdichtungsästen nach Dachau (S 2), Maisach (S 3) und Zorneding (S 4/S 6) wurde der bisherige 8/12- oder 7/13-Minuten-Takt der Hauptverkehrszeiten zu einem fast exakten 10-Minuten-Takt verbessert, wie er nach Germering (S 8) und Deisenhofen (S 3) bereits bestand.
Alle über die Innenstadtstrecke verkehrenden Linien haben eine einheitliche Symmetriezeit (Begegnungszeit), die innerhalb der Stammstrecke eine halbe Minute nach :00 liegt, auf den Außenstrecken jedoch eine halbe Minute vor :00, aufgrund der zweiminütigen Pufferzeiten jeweils einwärts am Ostbahnhof sowie in Pasing (S 3, S 4, S 5, S 6, S 8) bzw. Laim (S 1, S 2).

#### Frühere Linien

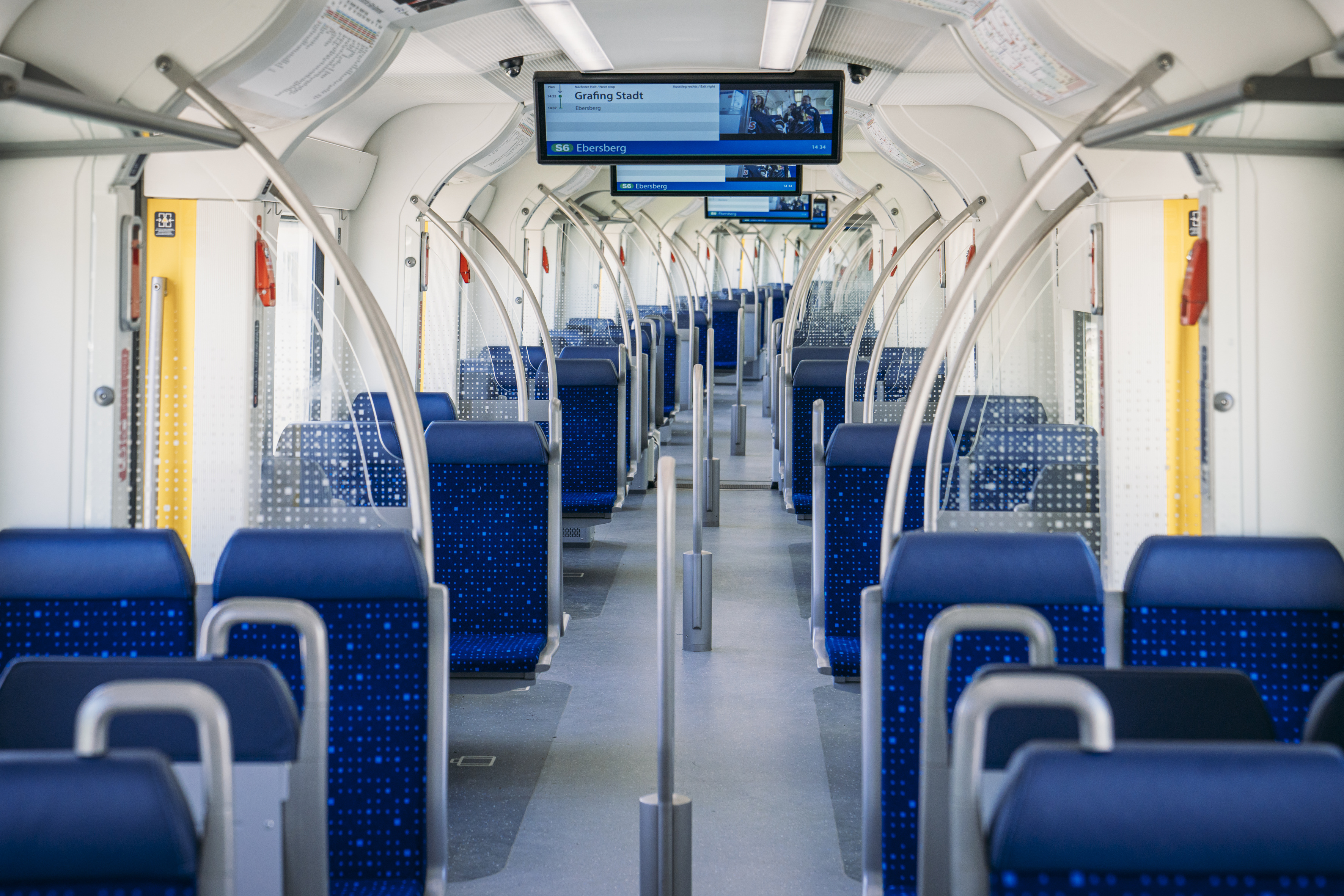
S-Bahn-Abteil

- /: Bis zur Untertunnelung der Fernbahngleise an der Donnersbergerbrücke verkehrte bis 31. Mai 1981 anstelle der heutigen S 7 die S 10 von Wolfratshausen via Solln bis Hauptbahnhof (Holzkirchner Flügelbahnhof, Gleise 5-10) sowie die S 22 von Deisenhofen via Solln zum Hauptbahnhof. Zwischen Harras und Hbf wurde nicht gehalten, da der Bf. Heimeranplatz erst 1982 eröffnet wurde, und die Stationen Hacker- und Donnersbergerbrücke südlich umfahren wurden.[11] Eingesetzt wurden lokbespannte Wendezüge.
- /: Die S 5 und S 11 fuhren als Sonderlinien während der Olympischen Spiele 1972 über Johanneskirchen (S 5) bzw. Moosach (S 11) zum heute stillgelegten Bahnhof Olympiastadion.[11]
- Von Pasing über Mittersendling nach Deisenhofen verkehrten bis zur Eröffnung der S 7 Wendezüge unter der Bezeichnung S 12. Danach verkehrten diese Züge ohne S-Bahn-Bezeichnung. Später wurde die Linie verstärkt und erhielt als S 20 wieder eine S-Bahn-Bezeichnung.
- S 21: Diese Linie verstärkte während der Olympischen Spiele 1972 die S 1 an Wettkampftagen zwischen dem Starnberger Flügelbahnhof und Oberschleißheim.
- S 25: Diese Linie verkehrte als Verstärkerlinie mit rund 400 Meter langen Doppelwendezügen mit Zwischenlokomotive zwischen München Ost und dem Bahnhof Olympiastadion.
- , ab 1985 , fuhr als Sonderlinie bei Großveranstaltungen im Olympiapark bis 1988 über Moosach zum Bahnhof Olympiastadion.
- /: Bis zum Bau der Flughafenlinie S 8 (1991) bediente die S 3 die Strecke Nannhofen (seit 2004: Mammendorf)–Ismaning. Nach dem Bau der Strecke zum Flughafen endete die S 8 im Westen in Pasing, die S 3 fuhr im Osten bis zum Ostbahnhof. Später wurden die beiden Linien zusammengelegt, um die Stammstrecke zu entlasten. Wegen der großen Bedeutung der Flughafenlinie verzichtete man auf die Bezeichnung S 3.
- : Von Dezember 2004 bis Dezember 2005 erlebte die S 3 eine Renaissance: Sie fuhr im Berufsverkehr als Verstärkerlinie zwischen Maisach und Zorneding, um auf diesen Abschnitten den versprochenen 10-Minuten-Takt zu realisieren (Farbe Rot/Schwarz). Nach einem Jahr wurde diese Linienbezeichnung obsolet, da die West-Äste der S 4 und S 8 getauscht wurden, und diese Verstärker nun als S 4 mit verkürztem Linienweg verkehrten. Zum Fahrplanwechsel 2009 kam es zu einem erneuten Linientausch, wodurch auch die Direktverbindung Maisach-Zorneding wieder entfiel.
- : Zum Fahrplanwechsel im Dezember 2009 entfiel die Bezeichnung S 5. Die Strecke nach Herrsching wird seitdem von der S 8, die Strecke nach Holzkirchen von der S 3 bedient. Im Dezember 2024 wurde die S 5 wieder eingeführt. Sie ersetzt die S 7 zwischen Kreuzstraße und Donnersbergerbrücke und verläuft von dort nach Pasing. In der Hauptverkehrszeit verkehrt sie als Verstärker der S 8 weiter nach Germering-Unterpfaffenhofen und zeitweise nach Weßling auf ihrem alten Ast. Nachdem die S 8 farblich an die alte S 5 angeglichen wurde, erfolgte bei der Wiedereinführung ein Farbwechsel.[12][13]
- : Zum Fahrplanwechsel im Dezember 2009 wurde die S 3 wieder eingeführt. Sie verläuft jetzt zwischen Mammendorf und Holzkirchen.
- : Die S 27 führte vom Hauptbahnhof (Starnberger Flügelbahnhof, Gleise 27-36) unter Auslassung der Hackerbrücke entlang der Strecke der S 7 nach Solln, überquerte die Isar auf der Großhesseloher Brücke und führte weiter nach Deisenhofen. Am 15. Dezember 2013 wurde die Bezeichnung S 27 aufgegeben; deren Fahrtenangebot wird nun durch Regionalzüge des Meridian bedient.[14]
- : Von 1995 bis 2014 verkehrte die Linie A als einzige nicht elektrifizierte Münchner S-Bahn-Linie auf der Bahnstrecke Dachau–Altomünster. Nach dem Abschluss der Streckenelektrifizierung wurde sie zum 14. Dezember 2014 als Flügellinie in die S 2 eingegliedert.

### Strecken
Die Züge der S-Bahn befahren teilweise eigene Strecken (ein- oder zweigleisig), teilweise zweigleisige Strecken im Mischbetrieb (Richtungsbetrieb) mit anderen Verkehren (Personen- und Güterverkehr), sowie teilweise mehr als zweigleisige Strecken im Linienbetrieb. Auf letzteren werden ein oder zwei Gleise nur von der S-Bahn benutzt und die beiden anderen Gleise vom restlichen Verkehr.
In der folgenden Übersicht ist die Streckenlänge jeweils ab München Hauptbahnhof bzw. Ostbahnhof angegeben, da dort die Kilometrierung der Strecken beginnt. Ausnahmen bei Verbindungsstrecken, die nicht dort beginnen, sind vermerkt.
| Linie | Strecke und befahrener Abschnitt                                                                                  | Länge ab Hbf bzw. Ostbf | anderer Verkehr | Ausbau |
| ----- | --- | ----------------------- | --- | --- |
| bis   | Stammstrecke / Verbindungsbahn Pasing–Hbf–Ostbahnhof                                                              | 11,4 km                 | zwischen Pasing bzw. Donnersbergerbrücke und Hauptbahnhof verkehren auch verschiedene Züge, zwischen Donnersbergerbrücke und Hauptbahnhof auch die S 7 (jeweils ohne weiteren Zwischenhalt) | drei Stationen mit vier oder mehr Bahnsteiggleisen, drei Stationen in spanischer Lösung                    |
| West  | Bahnstrecke München–Regensburg Laim–Freising                                                                      | 40,7 km                 | Regional und Interregional (ALEX, DIEX), sowie Güterverkehr | zweigleisig im Mischbetrieb auf 34,5 km                                                                    |
| West  | Neufahrner Spange Neufahrn–Flughafen West (7,3 km)                                                                | 40,8 km                 | Teilabschnitt Regionalverkehr (ÜFEX), einzelne Güterzüge | zweigleisig                                                                                                |
| West  | Bahnstrecke München–Treuchtlingen Laim–Petershausen                                                               | 36,4 km                 | ICE aus Berlin und Hamburg sowie Frankfurt über Nürnberg, Regionalverkehr aus Nürnberg und Ingolstadt, sowie Güterverkehr                                                                   | getrennte Gleise für die S-Bahn (ein bis zwei Gleise) neben Schnellfahrstrecke für ICE und andere Verkehre |
| West  | Bahnstrecke Dachau–Altomünster Dachau–Altomünster                                                                 | 47,7 km                 | ausschließlich S-Bahn-Verkehr | eingleisig                                                                                                 |
| West  | Bahnstrecke München–Augsburg Pasing–Mammendorf                                                                    | 31,0 km                 | Regional-, Fern- und Güterverkehr. Es handelt sich um eine der am stärksten befahrenen Strecken in Deutschland, weshalb sie auch als erste für die S-Bahn viergleisig ausgebaut wurde.      | eigene Gleise für die S-Bahn (zwei bis Maisach, ab dort eines bis Mammendorf)                              |
| West  | Bahnstrecke München–Buchloe Pasing–Geltendorf                                                                     | 42,1 km                 | verschiedene zweistündliche Regionalverbindungen, zweistündlicher EC nach Zürich, Umleiterfernverkehr Augsburg-München                                                                      | zweigleisig im Mischbetrieb auf 34,7 km                                                                    |
| West  | Bahnstrecke München-Pasing–Herrsching Pasing–Weßling (S 5)–Herrsching                                             | 38,3 km (S 5: 26,2 km)  | bis Freiham einzelne Güterzüge, ab dort ausschließlich S-Bahn | zweigleisig bis Weßling, dann eingleisig                                                                   |
| West  | Bahnstrecke München–Garmisch-Partenkirchen Pasing–Tutzing                                                         | 39,6 km                 | Regionalverkehr und einzelne Fernzüge nach Garmisch-Partenkirchen (Innsbruck) | zwei eigene S-Bahn-Gleise bis Gauting, dann zweigleisig im Mischbetrieb                                    |
| S7    | Bahnstrecke München–Lenggries und Isartalbahn Donnersbergerbrücke–Solln–Wolfratshausen                            | 31,3 km                 | S-Bahn-Verkehr und Güterverkehr (sporadisch), zwischen Donnersbergerbrücke und Solln verkehrt auch die Bayerische Regiobahn                                                                 | zweigleisig bis Höllriegelskreuth, dann eingleisig                                                         |
| Ost   | Bahnstrecke München Ost–München Flughafen Ostbahnhof–Flughafen                                                    | 33,1 km                 | Güterverkehr des Nordrings zwischen Daglfing und Johanneskirchen; zwischen Besucherpark und Flughafen Terminal Regionalverkehr (ÜFEX)                                                       | durchgehend zweigleisig                                                                                    |
| Ost   | Bahnstrecke München–Simbach und Bahnstrecke Markt Schwaben–Erding Ostbahnhof–Markt Schwaben–Erding                | 34,7 km                 | Güter- und Regionalverkehr in Richtung Mühldorf und Freilassing bis Markt Schwaben, danach ausschließlich S-Bahn-Verkehr                                                                    | zweigleisig im Mischbetrieb bis Markt Schwaben, dann eingleisig bis Erding                                 |
| Ost   | Bahnstrecke München Ost–Deisenhofen und Bahnstrecke München–Lenggries Ostbahnhof–Giesing–Deisenhofen–Holzkirchen  | 31,2 km                 | bis Deisenhofen ausschließlich S-Bahn-Verkehr, zwischen Deisenhofen und Holzkirchen verkehrt auch die Bayerische Regiobahn                                                                  | zweigleisig                                                                                                |
| Ost   | Bahnstrecke München–Rosenheim und Bahnstrecke Grafing–Wasserburg Ostbahnhof–Grafing–Ebersberg                     | 31,0 km                 | Regionalverkehr nach Rosenheim und Wasserburg, Fernverkehr nach Salzburg, sowie Güterverkehr                                                                                                | viergleisig bis Grafing Bahnhof (S-Bahn betrieblich getrennt), dann eingleisig im Mischbetrieb             |
| S5    | Bahnstrecke München Ost–Deisenhofen und Bahnstrecke München-Giesing–Kreuzstraße Ostbahnhof–Giesing–Kreuzstraße    | 30,1 km                 | ausschließlich S-Bahn-Verkehr | eingleisig zwischen München-Giesing und Kreuzstraße, Rest zweigleisig                                      |
| S20   | Sendlinger Spange (8,8 km), Bahnstrecke München–Lenggries und Isartalbahn Pasing–Mittersendling–Höllriegelskreuth | 20,5 km                 | verkehrt teilweise über Gütergleise von/ab München Laim Rangierbahnhof, zwischen Mittersendling und Solln Regionalverkehr der Bayerische Regiobahn                                          | eingleisig bis Mittersendling, dann zweigleisig im Mischbetrieb                                            |

### Bahnhöfe
Im Bereich der S-Bahn München liegen acht von 31 Tunnel-Stationen im Netz der Deutschen Bahn. Davon liegen fünf im Bereich der Stammstrecke zwischen Haupt- und Ostbahnhof und drei an der Flughafen-Linie S 8.

#### Barrierefreier Ausbau

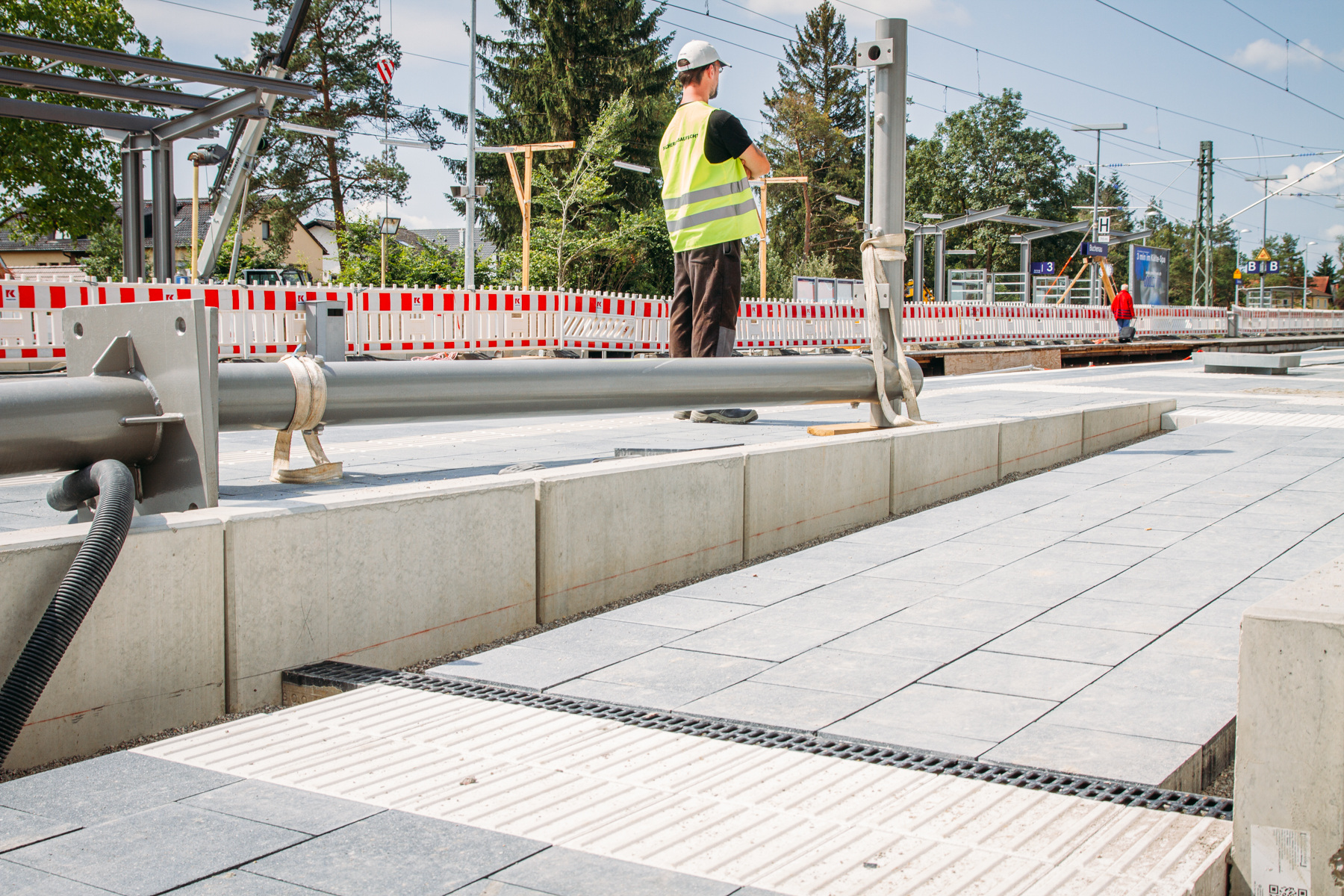
Umbau des Bahnhofs Buchenau für mehr Barrierefreiheit

Im Ursprungszustand von 1972 waren keinerlei Stationen im Außenbereich und nur wenige Stationen entlang des Stammstrecken-Tunnels barrierefrei ausgebaut. Die Bahnsteighöhe von nur 76 Zentimetern (bei einer Einstiegshöhe in die Züge von 96 Zentimetern) sowie fehlende Aufzüge verhinderten dies in den meisten Fällen. Seit Ende der 1990er Jahre werden jedoch die Stationen der S-Bahn München sukzessive barrierefrei ausgebaut. Anfangs geschah dies zumeist im Rahmen von Streckenausbauten, da hierfür die Bahnhöfe oftmals ohnehin abzubrechen und neu zu bauen waren, so z. B. entlang der mehrgleisig ausgebauten Streckenabschnitte nach Grafing Bahnhof (1999), Deisenhofen (2004) und Dachau (2005). Mittlerweile werden aber zunehmend auch einzelne Bahnhöfe entlang nicht ausgebauter Außenstrecken saniert. Da neben der Nachrüstung von Aufzügen und der Erhöhung der Bahnsteigoberfläche auf 96 Zentimeter zumeist auch zahllose andere Arbeiten ausgeführt werden, wandelt sich das Erscheinungsbild der Münchner S-Bahnhöfe zusehends vom nicht mehr zeitgemäßen Standard der frühen 1970er Jahre zu einem spürbar moderneren Erscheinungsbild. Hierzu zählen vor allem neue, lichtdurchlässige Bahnsteigdächer und eine neue Bahnsteigmöblierung (Sitzbänke, Informationsvitrinen). Nur noch wenige Bahnhöfe befinden sich heute noch überwiegend im Ursprungszustand von 1972.
2017 kritisierte der Bayerische Oberste Rechnungshof, dass die Barrierefreiheit im Bereich der S-Bahn München immer wieder an den Bahnsteigkanten aufhört. Der Abstand zum Schienenfahrzeug sei für mobilitätseingeschränkte Menschen an einer Reihe von Bahnhöfen zu groß. Um das Ziel, Barrierefreiheit bis 2023 zu erreichen, seien bauliche Maßnahmen und technische Lösungen etwa bei den Schienenfahrzeugen eng aufeinander abzustimmen.

#### Stillgelegte Bahnhöfe

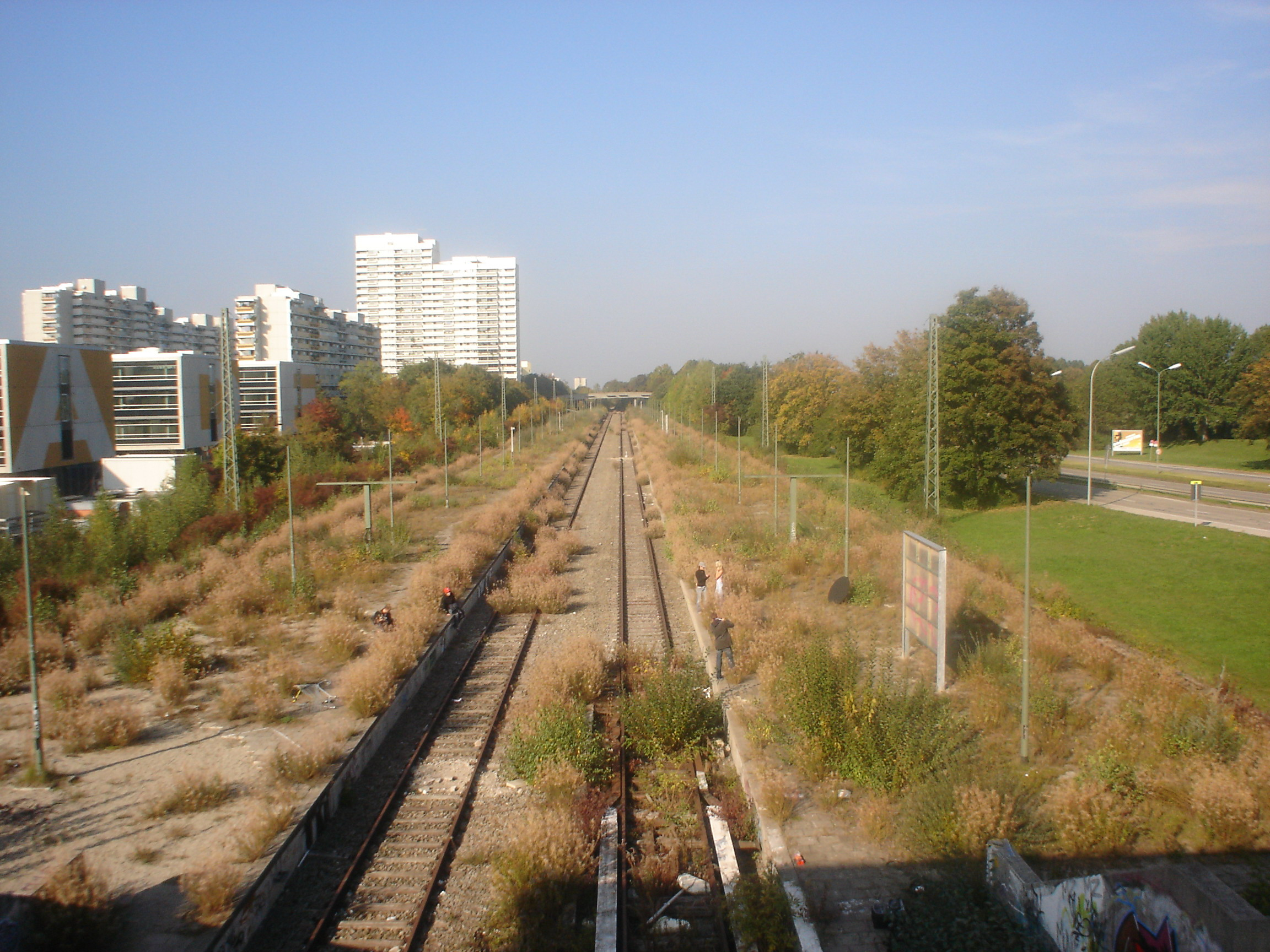
Der seit 1988 stillgelegte Bahnhof Olympiastadion im Jahr 2006

Als Besonderheit weist die S-Bahn München einige stillgelegte, allesamt oberirdisch gelegene, aber nicht abgebaute Bahnhöfe auf. Erwähnenswert ist hier der ehemalige S-Bahnhof Olympiastadion, der 1972 zu den Olympischen Spielen eröffnet wurde und eine erhebliche Verkehrslast während der Olympischen Sommerspiele 1972 trug. Danach wurde der Bahnhof noch an Fußball-Spieltagen oder bei Veranstaltungen im Olympiastadion von einer Sonderlinie angefahren, dann jedoch überflüssig und 1988 schließlich stillgelegt. Der Bahnhof befindet sich heute noch großteils im Ursprungszustand und verfällt zusehends. Eine Gleisverbindung zum übrigen Netz gibt es seit mehreren Jahren nicht mehr, da die Strecke durch eine Baugrube für die Verlängerung der U 3 unterbrochen wurde. Eine Reaktivierung des Bahnhofs ist nicht geplant, da das Gebiet mittlerweile durch die zum Olympia-Einkaufszentrum verlängerten Linien der Münchner U-Bahn erschlossen wird. Nach dem Planungsende für das Transrapid-Projekt vom Hauptbahnhof zum Flughafen München, dessen Trasse direkt durch den ehemaligen Bahnhof verlaufen wäre, wurde der Weg frei für den Grunderwerb des Areals durch die Stadt München, die auf dieser Strecke eine Rad- und Fußwegverbindung in den Münchner Norden plant.

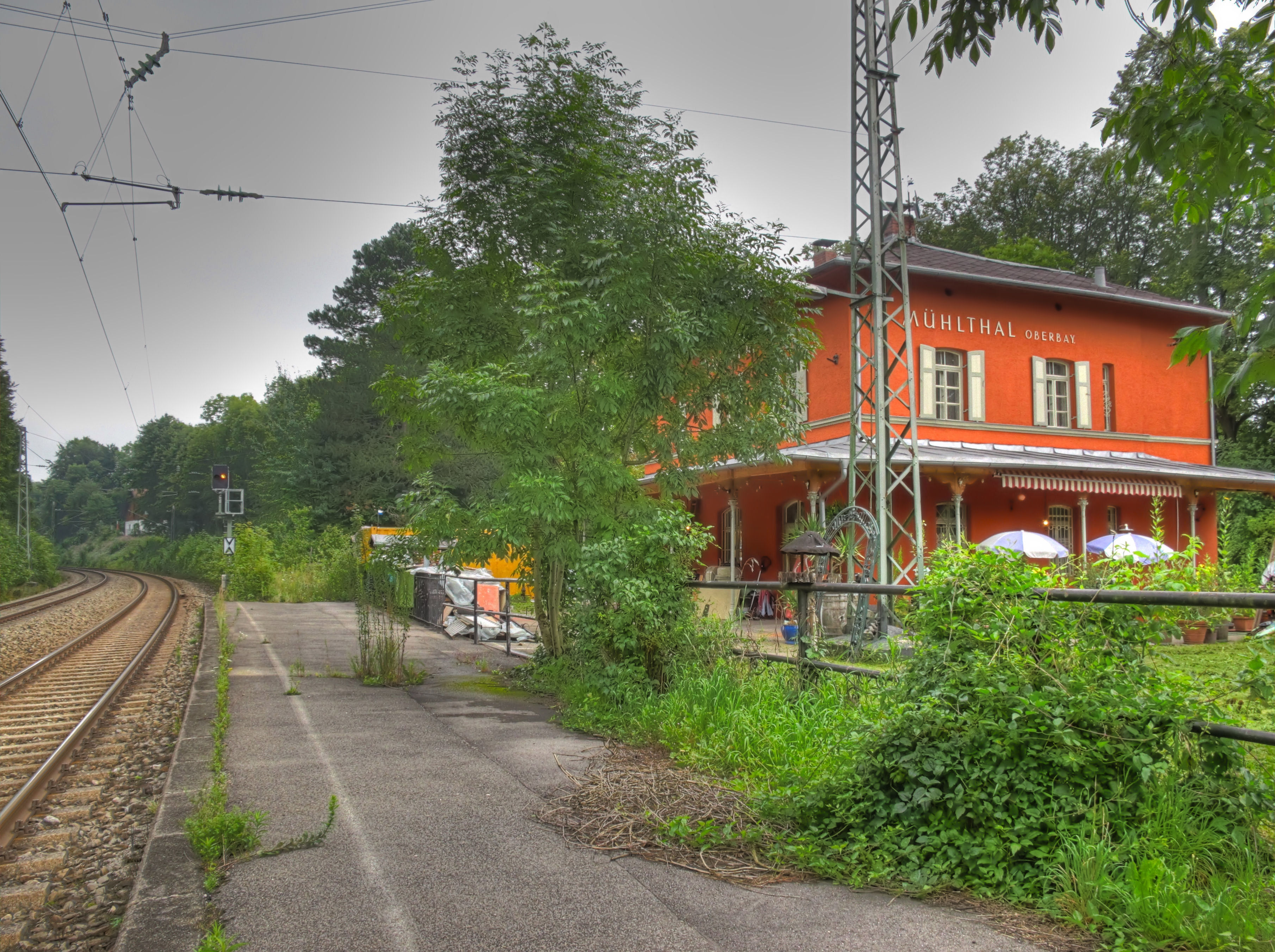
Stillgelegter Bahnhof Mühlthal 2010

Freiham am südwestlichen Stadtrand hatte bis Ende Mai 1975 einen eigenen S-Bahnhof an der Linie S 5 (jetzt S 8), der wegen der lediglich rund 70 Ein- und Aussteiger pro Tag aber geschlossen wurde. Im Empfangsgebäude wird seither nur noch das Stellwerk benutzt. Die Bahnsteige wurden im Zuge des zweigleisigen Ausbaus der S-Bahn-Strecke Mitte der 1980er Jahre abgerissen. Wegen derzeitiger bedeutender Neubauvorhaben ist der Stadtteil seit 2013 über einen neuen, im Zentrum des Stadtteils gelegenen Haltepunkt Freiham wieder an die jetzige Linie S 8 angebunden.
Im Außenbereich ist zudem der S-Bahnhof Mühlthal zu erwähnen, der etwas nördlich von Starnberg liegt. Nachdem am 10. Juni 2001 der neue S-Bahnhof Starnberg Nord eröffnet worden war, wurde mit dem neuen Fahrplan im Dezember 2004 die eher schwach frequentierte Station in Mühlthal stillgelegt. Da die Station als Kuriosum weitab von jeder Ortschaft mitten im Wald lag und als „Wandererbahnhof“ galt, war die Stilllegung relativ einfach durchzusetzen. Die Station war zentraler Schauplatz in der Premierenepisode Waldweg der Krimiserie Derrick, die am 20. Oktober 1974 erstmals ausgestrahlt wurde. Im Jahr 2020 wurden die Bahnsteige des Bahnhofes Mühlthal abgetragen.
In der Gemeinde Pullach im Isartal (südlich von München) befindet sich ein stillgelegter Bahnhof im Ortsteil Großhesselohe vor der Brücke über die Isar. Der Staatsbahnhof Großhesselohe wurde durch die Linien S 12 und S 22 auf der Fahrt von Deisenhofen nach München-Solln bedient. Das Bahnhofsgebäude ist noch heute vorhanden.

#### Umbenannte Bahnhöfe
- : 1975 wurde die Bedienung des S-Bahnhofs Freiham eingestellt.
- : 1981 wurde die Bedienung des S-Bahnhofs Großhesselohe eingestellt.[21]
- /: Die Inbetriebnahme des S-Bahnhofs Heimeranplatz erfolgte am 26. September 1982.[11]
- : Zum 2. Juni 1991 wurde der Bahnhof Taufkirchen-Unterhaching an der damaligen Linie S 2 in Taufkirchen umbenannt.[22][23]
- : Zum 31. Mai 1992 wurde der Bahnhof Unterpfaffenhofen-Germering in Germering-Unterpfaffenhofen umbenannt.[24]
- : Zum 28. Mai 2000 wurden die Haltepunkte Esterhofen und Walpertshofen an der Linie S 2 in Vierkirchen-Esterhofen und Hebertshausen umbenannt.[11]
- : Mit dem Fahrplanwechsel Ende 2004 (12. Dezember 2004) wurde der Bahnhof Mühlthal stillgelegt (und dessen Bahnsteige 2020 abgerissen), seitdem fahren die Züge der S 6 die 7,7 km zwischen Gauting und Starnberg Nord ohne Zwischenhalt.
- : Mit dem Fahrplanwechsel Ende 2005 wurde der Endbahnhof der Linie S 4 (vorher S 8) von Nannhofen in Mammendorf umbenannt.

## Geschichte

### Vorgeschichte

LAG-Triebwagen auf der Isartalbahn als Vorortbahn

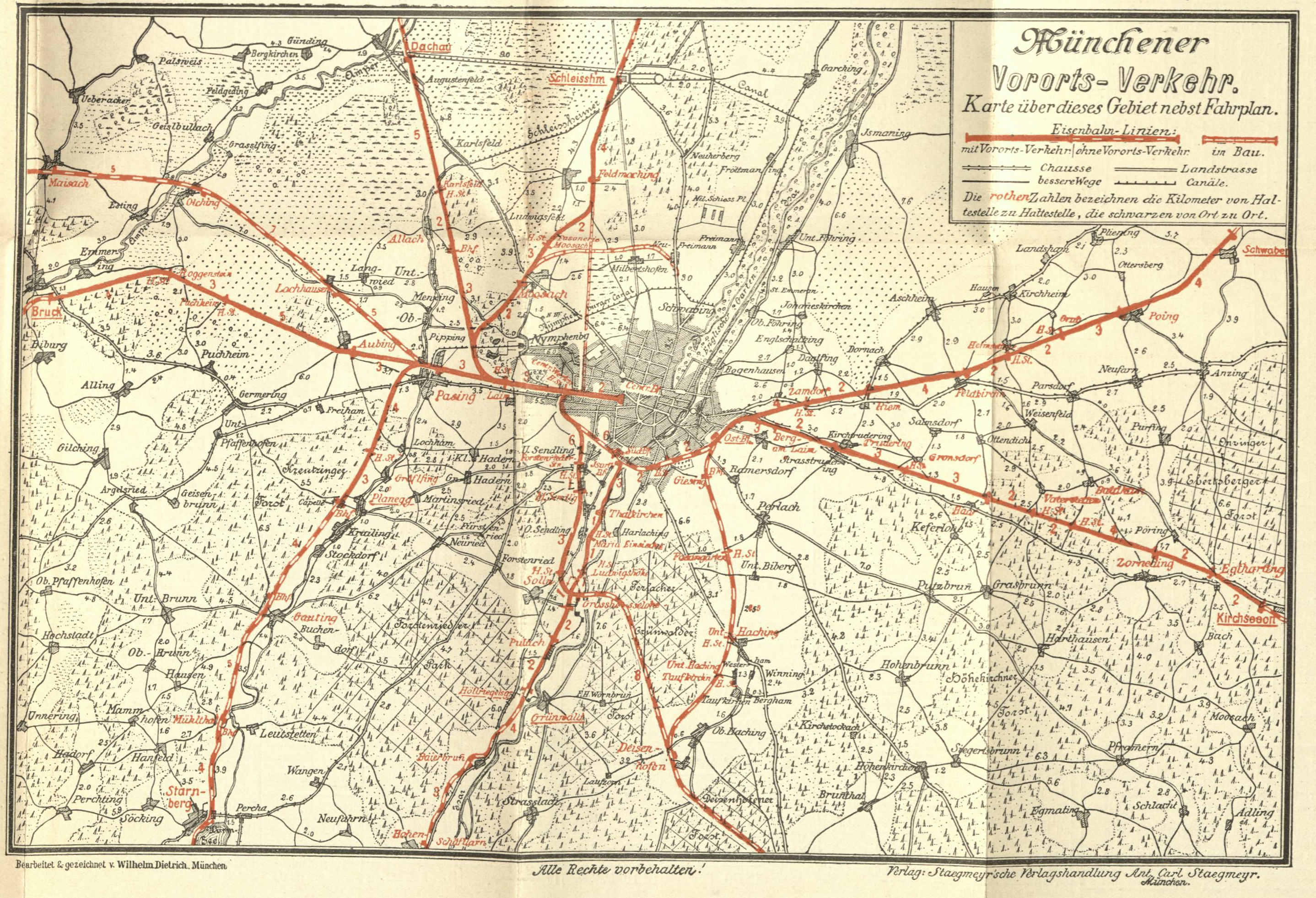
Karte des Vorortverkehrs 1898

#### Erste Pläne
Um die Jahrhundertwende des 19. und 20. Jahrhunderts entstanden im Münchner Umland zahlreiche Vorortbahnen. An bestehenden Bahnstrecken wurden im Münchner Westen 1896 und im Münchner Osten 1897 zahlreiche neue Haltepunkte eingerichtet, um den Münchner Vorortbereich besser mit der Stadt München verknüpfen zu können. Am 1. Mai 1895 führten die Königlich Bayerischen Staatseisenbahnen einen Vororttarif für zwei Pfennig pro Kilometer ein. Der Verkehr auf den Vorortbahnen stieg in der Folgezeit stark an, sodass vor allem im Ausflugsverkehr an Wochenenden eine dichte Taktfolge bestand. Die Züge bestanden meist aus Wagen der dritten Klasse, die Durchschnittsgeschwindigkeit betrug 25 km/h. Ein Nachteil dieses aus insgesamt 13 Linienästen bestehenden Vorortbahnnetzes war, dass sieben Linien des Netzes im Münchner Hauptbahnhof und in seinen Flügelbahnhöfen begannen und endeten, weitere fünf im Münchner Ostbahnhof und eine weitere, die Isartalbahn, im ehemaligen Münchner Isartalbahnhof. Eine Verknüpfung der Bahnhöfe war über Vorortbahnen nicht vorhanden, sodass die Fahrgäste meist die überfüllten Straßenbahnzüge nutzen mussten.
Im Jahre 1900 wurde eine Studie von Theodor Lechner, der zu dieser Zeit Direktor der Lokalbahn Aktiengesellschaft war, zum Bau einer vier Kilometer langen Verbindungsbahn vom Hauptbahnhof zum Ostbahnhof veröffentlicht. Die Lokalbahngesellschaft betrieb unter anderem die Strecke von München-Isartalbahnhof nach Wolfratshausen. Bei diesem Vorschlag sollte der Streckenverlauf von West nach Ost über die heutige Verbindung Hauptbahnhof–Ostbahnhof verlaufen und zusätzlich eine Verbindung Isartalbahnhof–Unterföhring gebaut werden, die sich im Bereich Kohleninsel, der heutigen Museumsinsel, treffen sollten. In dieser Studie wurde von einer Tunnel- oder Hochbahn gesprochen.
Im September 1911 entstand eine Denkschrift des Königlich Bayerischen Staatsministerium für Verkehrsangelegenheiten, bei der die Idee zum Bau einer Verbindungsbahn von Ost nach West fortgeführt wurde. Die Verbindungsbahn sollte zum Schutz der Bevölkerung durch den Untergrund geführt werden, wobei eine Planung und Realisierung erst mit der Projektierung des Münchner Untergrundbahn-Netzes beginnen würde. Für die Vorortzüge sollten an den Fernstrecken zwei eigene Gleise entstehen. Da die Realisierung in den folgenden Jahren des viergleisigen Ausbaus der Fernstrecken jedoch als zu teuer angesehen wurde, wurde das Projekt nicht realisiert.
Im Jahr 1928 wurde erneut in einer Studie von Joseph Rank eine Denkschrift eingebracht mit dem Titel „Zur Verschiebung des Verkehrsschwerpunktes“. Dabei wurde angedacht, den damaligen Hauptbahnhof in Richtung Westen etwa auf Höhe der heutigen Donnersbergerbrücke zu verschieben und durch eine Tunnelstrecke Haupt- und Ostbahnhof zu verbinden. Die Tunnelstrecke würde eine direkte Fernverkehrsverbindung durch die Stadt München ohne umständliches Kopfmachen ermöglichen. Wegen der im Jahr 1929 ausgebrochenen Wirtschaftskrise war allerdings an eine Ausführung des Planes nicht zu denken.

#### Planungen zum Bau einer S-Bahn bis 1941
| Enges Netz                  | Erweitertes Netz | Tunnel            |
| --------------------------- | ---------------- | ----------------- |
| Schleißheim                 | Freising         | Ringbahn          |
| Dachau                      | –                | Ost-West          |
| Maisach                     | –                | Ost-West          |
| Aubing                      | Grafrath         | Ost-West          |
| Unterpfaffenhofen-Germering | Herrsching       | Ost-West          |
| Gauting                     | –                | Ost-West Ringbahn |
| Luise-Kiesselbach-Platz     | Großhadern       | Nord-Süd          |
| Höllriegelskreuth           | –                | Nord-Süd          |
| Deisenhofen                 | Bayrischzell     | Nord-Süd Ost-West |
| Neubiberg                   | Kreuzstraße      | Ost-West          |
| Haar                        | Grafing          | Ost-West          |
| Riem                        | Markt Schwaben   | Ost-West          |
| Daglfing                    | –                | Ost-West          |
| Freimann                    | –                | Nord-Süd          |
| Ismaning                    | –                | Nord-Süd          |

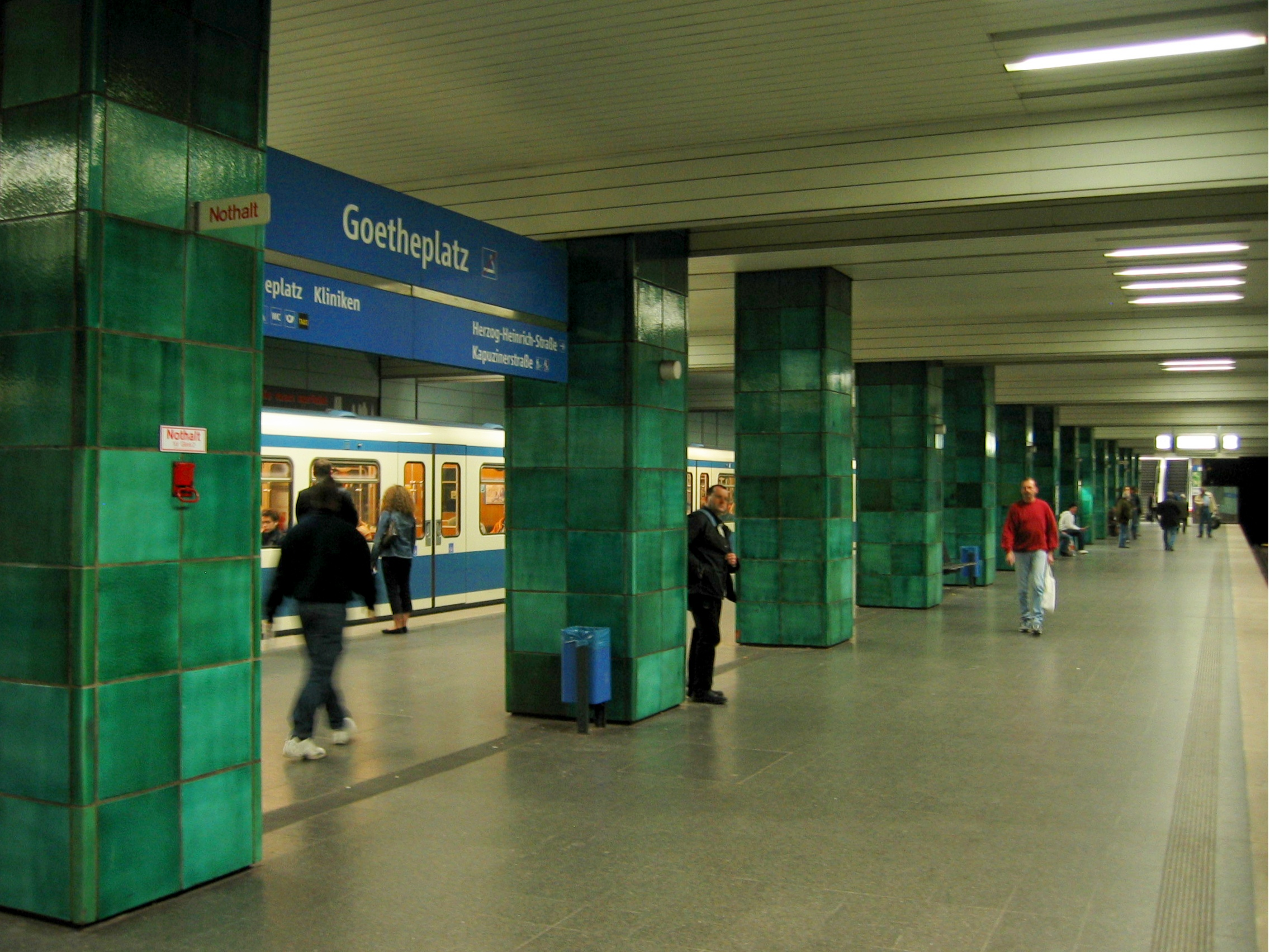
U-Bahnhof Goetheplatz heute

Nachdem Adolf Hitler den Auftrag gab, die Münchner Bahnanlagen um einen neuen Hauptbahnhof in der Nähe der heutigen Friedenheimer Brücke neu zu strukturieren, begann die Deutsche Reichsbahn ab 1937 mit dem Konzept, ihn durch die Stadt München mit einer Untergrundbahn an die Innenstadt anbinden zu lassen. Im Oktober 1937 entschied man, die Untergrundbahn mit den Vorortbahnen zu verknüpfen, weshalb die Deutsche Reichsbahn die Planungen wieder an sich nahm. Zur Verbindung der Vorortbahnen aus Richtung Pasing und München Ost sollte ein Ost-West-Verbindungstunnel gebaut werden. Der Verlauf des Tunnels entsprach dem ungefähren Verlauf der heutigen Stammstrecke, allerdings sollte die Querung der Isar nicht in einem Tunnel erfolgen, sondern mit einer Brücke. Auch der Bahnhof Isartorplatz sollte oberirdisch errichtet werden. Am Karlsplatz sollte ein Nord-Süd-Tunnel anschließen, der die Vorortbahnen aus Richtung Holzkirchen, Wolfratshausen, Gauting, Garching und Ismaning aufnehmen sollte. Der Tunnel sollte am Schwabinger Güterbahnhof beginnen, wo Anschluss an den Münchner Nordring hergestellt werden konnte, und am Harras an die Bahnstrecke München–Lenggries anbinden. Eine Ringlinie nach Berliner Vorbild verband die beiden Tunnelstrecken. Im Süden verlief sie auf der Bahnstrecke München–Rosenheim, im Norden auf dem Nordring. In der Ansprache des Generaldirektors der Deutschen Reichsbahn, Julius Heinrich Dorpmüller, wurde das Vorhaben in der Öffentlichkeit als „S-Bahn“ vorgestellt. Die S-Bahn sollte im stadtnahen Bereich 60 Bahnhöfe erhalten, hierfür waren 103 Kilometer an Neubaustrecken vorgesehen. Diese Neubaustrecken waren notwendig, da jede S-Bahn-Strecke neben der Fernbahn ihre eigenen Gleise erhalten sollte. Zusätzlich mussten Strecken des Erweiterten Netzes elektrifiziert werden, im Gegensatz zu Berlin und Hamburg sollte in München das gleiche Wechselstrom-System mit Oberleitung wie auf den Fernbahnen verwendet werden. Die S-Bahn-Züge sollten im Vorortbereich im 20-Minuten-Takt verkehren, der auch als Enges Netz bezeichnet wurde, in den Hauptverkehrszeiten war ein 10-Minuten-Takt geplant. Eine Verlängerung der S-Bahn-Linien bot das sogenannte Erweiterte Netz an, womit weitere von München weiter entferntere Vororte eine Anbindung im Stundentakt erhalten sollten. Als Fahrzeuge waren hier elektrische Triebzüge vorgesehen, die aus etwa 60 Meter langen dreiteiligen Einheiten mit rund 20 Meter langen angetriebenen Endwagen und 64 Sitzplätzen 3. Klasse sowie 19 Meter langen antriebslosen Mittelwagen mit 52+24 Sitzplätzen 3. und 2. Klasse bestehen sollten, die insgesamt mit Stehplätzen Platz für etwa 600 Fahrgäste bieten sollte. Die fortgeschrittene Planung sah für den Antrieb acht Motoren mit jeweils 210 kW Nennleistung bei 65 km/h vor, 90 km/h waren als Höchstgeschwindigkeit vorgesehen. Die Elektromotoren sollten bei der Bremsung als Generatoren genutzt werden und damit die elektrische Energie wieder ins Netz zurückspeisen können (Nutzbremse).
Für die erste Baustufe sah man den viergleisigen Ausbau der Bahnstrecke nach Treuchtlingen bis Dachau, der Bahnstrecke nach Mühldorf bis Riem, der Bahnstrecke nach Ismaning bis Daglfing, sowie von Freimann nach Unterföhring, und der Bahnstrecke nach Augsburg bis Maisach. Der zweigleisige Ausbau war auf der Bahnstrecke nach Herrsching, auf der Bahnstrecke nach Kreuzstraße bis Höhenkirchen-Siegertsbrunn und auf der Bahnstrecke vom Ostbahnhof nach Deisenhofen geplant. In einer zweiten Ausbaustufe, die nach der Eröffnung der S-Bahn-Linien auf der ersten Ausbaustufe realisiert werden sollte, wurde der viergleisige Ausbau der Bahnstrecke München–Buchloe bis Fürstenfeldbruck und der Bahnstrecke nach Ismaning projektiert.
Um die bestmögliche Bauweise für die beiden S-Bahn-Tunnelstrecken herauszufinden, vergab die Deutsche Reichsbahn 1938 ein erstes Probebaulos. Dieses war Teil der geplanten Nord-Süd-Tunnelstrecke und verlief mit einer Länge von 750 Metern in der Lindwurmstraße, der sogenannte Lindwurmtunnel. Neben der Tunnelstrecke sollte auch die S-Bahn-Station Goetheplatz errichtet werden. Die Deutsche Reichsbahn wählte ein Baulos auf der Nord-Süd-Tunnelstrecke, um nicht die Zufahrten zum Bau des neuen Hauptbahnhofes zu behindern. Bei einem Baubeginn an der Ost-West-Strecke hätten mehrere Zufahrten gesperrt werden müssen. Im Juli 1941 wurden die Bauarbeiten aufgrund des Zweiten Weltkrieges eingestellt, bis zu diesem Zeitpunkt wurde ein 580 Meter langes Teilstück des Tunnels fertiggestellt. Im Zweiten Weltkrieg wurde der Tunnel der Bevölkerung als Luftschutzraum zur Verfügung gestellt.
Nach dem Zweiten Weltkrieg wurden allerdings alle Arbeiten und Planungen am Münchner S-Bahn-Netz gestoppt. Nach Ende des Krieges wurde der schon errichtete Teil des Tunnels von den Münchnern als Anbaugebiet für Pilze genutzt und ab 1971 als Teil der U-Bahn-Linie U 6 seiner heutigen Bestimmung zugeführt.

#### Weitere Entwicklung des Vorortverkehrs
München wurde 1957 zur Millionenstadt, auch im Münchner Umland stiegen die Bevölkerungszahlen. Zehn Jahre später überschritt die Bevölkerung des Münchner Umlandes ebenfalls die Millionengrenze. So waren es nach dem Zweiten Weltkrieg rund 24.000 Pendler täglich, die die Münchner Vorortzüge benutzten. 1950 verdoppelte sich die Zahl, und im Jahr 1961 nutzten täglich 114.300 Pendler die Vorortzüge. Die meisten Pendler aus dem Münchner Umland nutzten jedoch Kraftfahrzeuge, um in die Stadt München zu kommen. Die Vorortzüge erwiesen sich als zu unbequem und fuhren nicht in einem festen Taktfahrplan. Dies führte dazu, dass die Stadt München zu einer der kraftfahrzeugreichsten Städte in Deutschland wurde. Um das drohende Verkehrschaos zu verhindern, wurden die Planungen zur Einführung eines Massenverkehrsmittels im Jahr 1954 wieder aufgenommen. Die Deutsche Bundesbahn sah vor allem in einem Innenstadttunnel vom Ost- zum Hauptbahnhof Vorteile, um die westlichen und östlichen Vorortbahnen miteinander zu verbinden und somit die Fahrzeiten zu verkürzen. Die Stadt München und die Deutsche Bundesbahn stellten daraufhin 1959 eine Prüfungskommission, die ein geeignetes Tarifsystem, sowie ein geeignetes Massenverkehrsmittel ermitteln sollte. Noch im selben Jahr teilte die Deutsche Bundesbahn mit, dass sie eine Verbindungsbahn, abgekürzt als V-Bahn, plane, die als die schon von der Deutschen Reichsbahn geplante Verbindung vom Ost- zum Hauptbahnhof ausgeführt werden solle. Die Länge des Tunnels sollte 4,2 Kilometer betragen, und er sollte mit einem ungefähr 380 Kilometer langen Streckennetz an das Münchner Umland angeschlossen werden. Auf dem gesamten Streckennetz waren 134 Bahnhöfe geplant. Zuvor, am 1. November 1955, hatte die Deutsche Bundesbahn mit Hilfe eines Gutachtens den Bau einer Unterpflasterbahn auf der geplanten Verbindungsbahn verhindert. Auch die im Jahr 1959 beauftragte Prüfungskommission kam 1963 zum Ergebnis, dass die Trasse für die geplante Verbindungsbahn der Deutschen Bundesbahn übergeben werden solle und dass eine Nord-Süd-Tunnelstrecke der U-Bahn am Marienplatz an die Verbindungsbahn anschließen solle. In einem Stadtratsbeschluss wurde am 10. Juli 1963 der Bau der Verbindungsbahn und am 29. Januar 1964 den Bau einer anschließenden Untergrundbahn bewilligt.

### Erste Ausbaustufe

#### Finanzierung
Im Jahr 1956 übernahm die Deutsche Bundesbahn die Pläne von 1941 zur S-Bahn mit Ost-West-Tunnel und den wesentlichen Außenstrecken; erweiternde Planungsvarianten entfielen. Erste Überlegungen zur Finanzierung des Projektes ergaben, dass die Bundesbahn nicht die gesamte Stammstrecke finanzieren konnte. Also schlug man eine Mischfinanzierung durch eine Trägergesellschaft vor, an der sich auch der Bund, der Freistaat Bayern und die Landeshauptstadt München beteiligen sollten. Im Dezember desselben Jahres führte die Deutsche Bundesbahn erste Gespräche mit dem Bund, dem Freistaat Bayern und der Stadt München. Im Jahr 1961 stimmten der Freistaat Bayern und die Landeshauptstadt München einer Finanzierung mit der Deutschen Bundesbahn zu. Der Bund stellte eine Sachverständigen-Kommission, die die Umstände im Raum München prüfen sollte. Im Oktober 1964 war die Arbeit der Kommission abgeschlossen, der Bund sah daraufhin auch Vorteile einer Mischfinanzierung durch eine Trägergesellschaft. Sie sollte nach Ergebnissen der Kommission auch die Nord-Süd-Tunnelstrecke der U-Bahn finanzieren. Um den U-Bahn-Bau nicht zu verzögern, gründeten die Landeshauptstadt München und der Freistaat Bayern am 1. Februar 1965 die Trägergesellschaft, die den Namen Münchner Tunnelgesellschaft (MTG) trug. Die Deutsche Bundesbahn und der Bund beteiligten sich vorerst nicht, da der Bau der Stammstrecke der S-Bahn noch nicht gesichert war. Im Juni 1965 teilte das Bundeskabinett mit, dass über die Finanzierung des S-Bahn-Netzes wegen zunehmender Notwendigkeit und nach Ausräumen von Einwänden des Bundes am 9. Juli 1965 Verhandlungen geführt werden. Da die Verhandlungen erfolgreich waren, wurde der Bau des S-Bahn-Netzes am 21. Juli 1965 genehmigt. Am 16. September 1965 wurde die Finanzierung der ersten Ausbaustufe des S-Bahn-Netzes durch den sogenannten Konsortialvertrag gesichert. Im Konsortialvertrag wurde auch die Beteiligung der Deutschen Bundesbahn und des Bundes an der Münchner Tunnelgesellschaft sichergestellt. Der Vertrag beschloss außerdem, die erste Ausbaustufe des S-Bahn-Netzes zu finanzieren. Die erste Ausbaustufe beinhaltete den Bau der Verbindungsbahn vom Ostbahnhof nach Pasing, die Einführung der Vorortbahnen in die Verbindungsbahn und den Ausbau und die Elektrifizierung der vorhandenen Vorortbahnen. Für die Realisierung der ersten Ausbaustufe wurden insgesamt 490 Millionen DM veranschlagt. Zwei Drittel des benötigten Geldes sollten vom Bund gestellt werden, ein Drittel vom Freistaat Bayern. Mit 31 Millionen DM beteiligte sich die Landeshauptstadt München und mit 40 Millionen DM die Deutsche Bundesbahn an dem Drittel des Freistaates Bayern. Mit der Anschaffung der benötigten Fahrzeuge wurde die Deutsche Bundesbahn verantwortet. Die Beseitigung der Bahnübergänge an den Vorortbahnen wurde auch der Deutschen Bundesbahn überlassen.

#### S-Bahn-Netz
| Linie | Westast                      | Ostast Planung                            | Ostast Stand 1972                         |
| ----- | ---------------------------- | ----------------------------------------- | ----------------------------------------- |
|       | Freising                     | Ismaning                                  | Kreuzstraße                               |
|       | Petershausen                 | Erding                                    | Deisenhofen                               |
|       | Nannhofen (heute Mammendorf) | Deisenhofen                               | Ismaning                                  |
|       | Geltendorf                   | Kreuzstraße                               | Ebersberg                                 |
|       | Herrsching                   | Ostbahnhof                                | Ostbahnhof                                |
|       | Tutzing                      | Ebersberg                                 | Erding                                    |
|       | Wolfratshausen               | Hauptbahnhof (Holzkirchner Flügelbahnhof) | Hauptbahnhof (Holzkirchner Flügelbahnhof) |
|       | Deisenhofen                  | –                                         | Hauptbahnhof (Holzkirchner Flügelbahnhof) |
|       | Deisenhofen                  | –                                         | Pasing                                    |

Nach Planungen der Deutschen Bundesbahn im Jahr 1963 war ein Stundentakt als Grundtakt auf allen S-Bahn-Linien vorgesehen. In den Hauptverkehrszeiten wurde wegen des höheren Verkehrsaufkommens mit einem 20-Minuten-Takt geplant. 1972 ging die Deutsche Bundesbahn von einem 20- und 40-Minuten-Takt aus, da man sich 1963 im Verkehrsaufkommen verschätzt hatte. Der 20-Minuten-Takt zu stadtnahen Vororten und der 40-Minuten-Takt zu den Endbahnhöfen konnte in den Anfangsjahren wegen Fahrzeugmangels jedoch nicht eingehalten werden, da bis 1972 nur 101 der bestellten 120 Triebzüge ausgeliefert wurden. Die fehlenden Triebzüge wurden durch lokbespannte Züge ersetzt, die allerdings die kurzen Fahrzeiten der Triebzüge nicht einhalten konnten. An den Bahnhöfen wurde eine Aufenthaltszeit von 20 bis 30 Sekunden eingerechnet.
Die erste Ausbaustufe sah vor, sieben Linienäste von Westen mit fünf Linienästen vom Osten zu verknüpfen. Das Vorhaben musste jedoch durch die am 26. April 1966 in Rom vom Internationalen Olympischen Komitee getroffene Entscheidung zur Austragung der Olympischen Sommerspiele 1972 in München beschleunigt werden, weshalb die Einführung der Vorortbahnen aus Richtung Wolfratshausen und Deisenhofen über Solln vorerst zurückgestellt wurde. Bei der Liniennummern-Vergabe wurden die westlichen Linienäste, beginnend in Freising, entgegen dem Uhrzeigersinn durchnummeriert. Eine Ausnahme bildete die S-Bahn-Linie nach Wolfratshausen, die die Liniennummer S 10 erhielt, da die Züge im Holzkirchner Flügelbahnhof des Hauptbahnhofes endeten. Die sechs westlichen Linienäste, die über die Stammstrecke führen, wurden mit den fünf östlichen Linienästen gekoppelt. Dabei wurde darauf geachtet, dass eine Linie nicht im Westen und im Osten über eine verspätungsanfällige Strecke verläuft, dies waren zum Beispiel zweigleisige Strecken, auf denen neben den S-Bahn-Züge auch zahlreiche Regional- und Fernverkehrszüge verkehren. Eine Ausnahme blieb die S-Bahn-Linie S 4, die über die Bahnstrecken München–Buchloe und München–Rosenheim verlief.

#### Baumaßnahmen
Bis zur Eröffnung des S-Bahn-Netzes im Jahr 1972 wurden von der Deutschen Bundesbahn folgende Baumaßnahmen durchgeführt:
- Als Verbindungsbahn wurde die Stammstrecke neu errichtet. Zusätzlich musste der oberirdische Bereich der Stammstrecke umgebaut und mit neuen möglichst behindertengerechten Bahnsteigen ausgestattet werden. Mit dem Bau der Stammstrecke wurden die Bahnhöfe München Ost und München-Pasing umgebaut, für die S-Bahn entstanden eigene Bahnsteige. Die Ausfädelung der S-Bahn-Gleise aus den Fernbahngleisen wurde möglichst niveaugleich durchgeführt, um längere Baumaßnahmen an Kreuzungsbauwerken zu vermeiden. Die S-Bahn-Linien aus Deisenhofen und Kreuzstraße wurden mit einem 350 Meter langen Kreuzungsbauwerk an die S-Bahnsteige des Ostbahnhofes angeschlossen.
- Des Weiteren wurden die Bahnsteige von 115 Stationen der insgesamt 136 Stationen der S-Bahn auf eine Bahnsteighöhe von 76 Zentimeter und auf eine Bahnsteiglänge von 210 Metern gebracht. Die Stationen Ottenhofen bis Erding, Wächterhof bis Kreuzstraße und Großhesselohe Isartalbahnhof bis Wolfratshausen wurden nur mit 140 Meter langen Bahnsteigen ausgestattet.[55] 39 Bahnhöfe erhielten eine neue Bahnsteigunterführung, um niveaugleiche Übergänge zu vermeiden. Weitere 64 Stationen im stadtnahen Bereich erhielten eine Bahnsteigüberdachung.[56]
- Die fünf Stationen Oberschleißheim, Leienfelsstraße, Neugilching, Sankt-Martin-Straße und Fasanenpark wurden neu errichtet.
- Im Westen Pasings wurde eine Abstellanlage für S-Bahn-Züge eingerichtet, in Steinhausen eine Werkstätte.[57]
- 143 Kilometer des Eisenbahnnetzes wurden elektrifiziert, Nebenbahnen wurden zu Hauptbahnen. Die Deutsche Bundesbahn beschränkte sich bei dem Bau eigener Strecken für die S-Bahn neben der Stammstrecke auf den Abschnitt Pasing–Lochhausen und Ostbahnhof–Berg am Laim.[57]
- An der Donnersbergerbrücke wurde eine zentrale Betriebsüberwachung eingerichtet, die den gesamten S-Bahn-Betrieb steuert.[57]
- Mehrere Bahnübergänge wurden durch Über- oder Unterführungen ersetzt. An den Bahnhöfen wurden neue Parkplätze errichtet und das Park-and-ride-System eingeführt. Zuletzt wurden die alten Bahnhofsgebäude an S-Bahn-Stationen modernisiert oder abgerissen.[57]
- Für den S-Bahn-Betrieb bestellte die Deutsche Bundesbahn 120 neue S-Bahn-Triebzüge der DB-Baureihe 420.[57]

#### Stammstreckentunnel

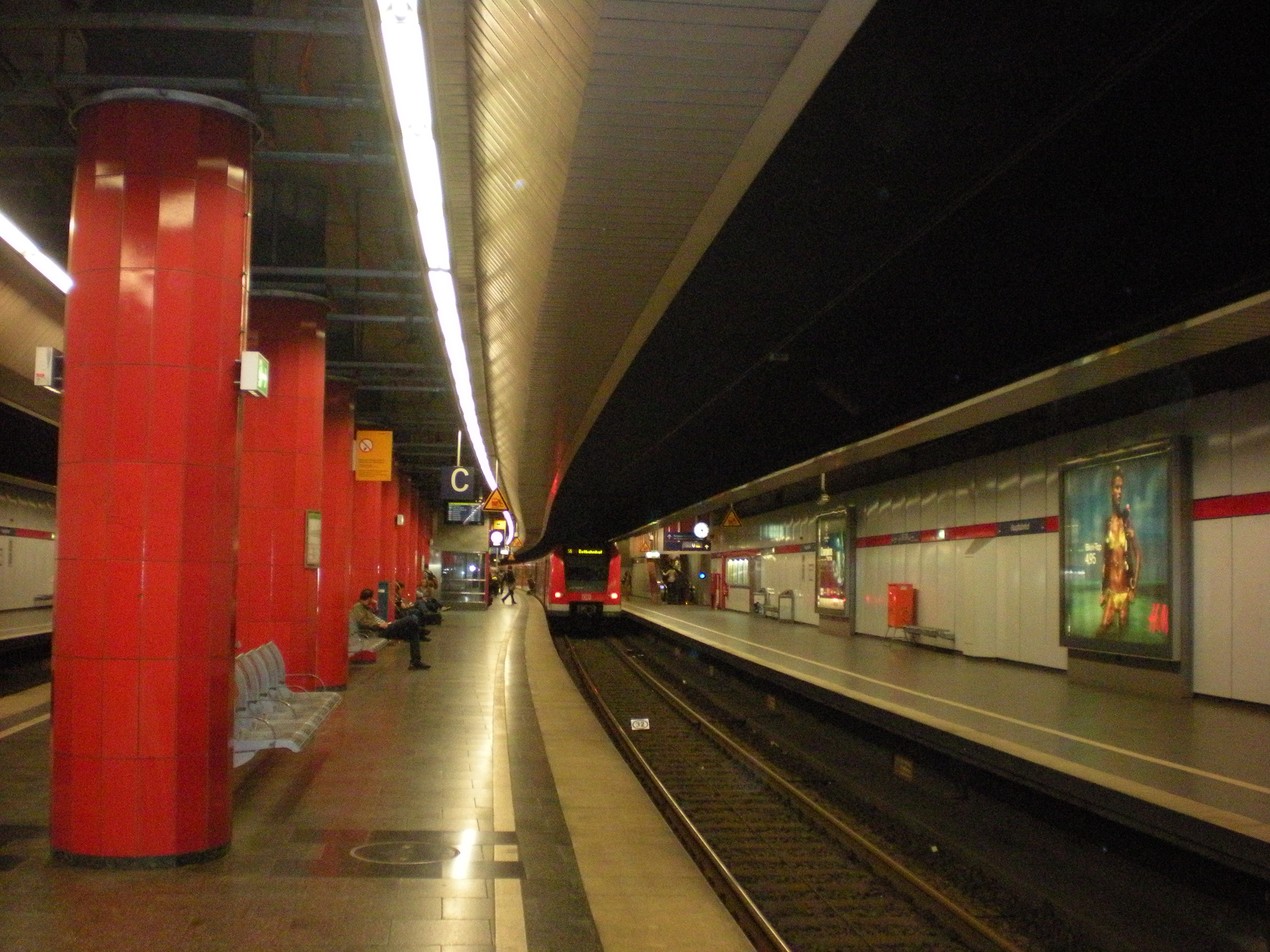
S-Bahnhof Hauptbahnhof (tief) mit S-Bahn-Zug

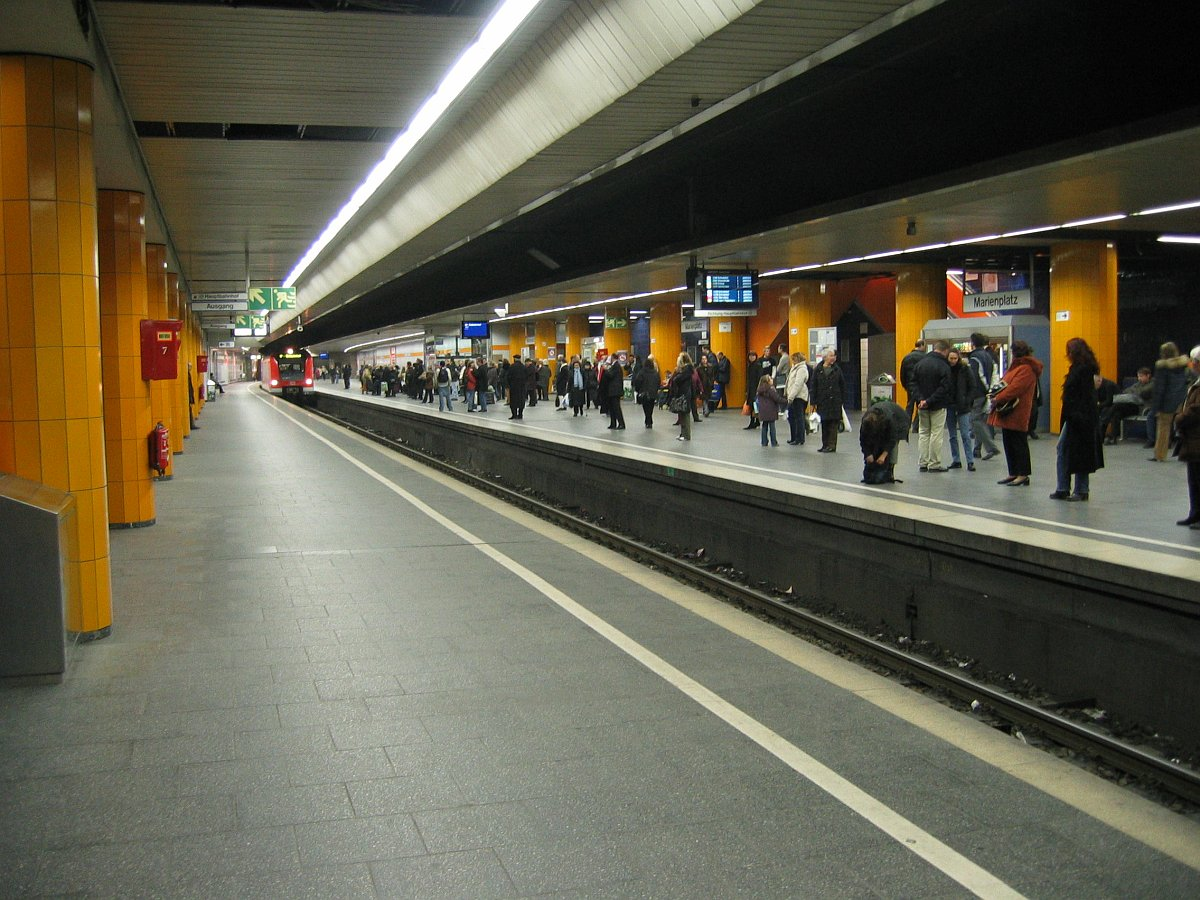
S-Bahnhof Marienplatz mit einfahrendem Zug der S 7 zum Ostbahnhof

Nachdem 1965 der Bund, der Freistaat Bayern, die Landeshauptstadt München und die Deutsche Bundesbahn den Vertrag über den Bau der Münchner S-Bahn und die Stammstrecke geschlossen hatten und am 26. April 1966 die Olympischen Sommerspiele 1972 an München vergeben worden waren, standen die Bauarbeiten unter einem enormen Zeitdruck. Der vier Kilometer lange Stammstreckentunnel musste für die olympischen Spiele in München also binnen sechs Jahren einsatzfähig sein. Zwischen Hauptbahnhof und Karlsplatz ist die Strecke 476 Meter lang, zwischen Karlsplatz und Marienplatz beträgt die Länge des Streckenabschnittes 748 Meter. Der Streckenabschnitt zwischen Marienplatz und Isartor ist 735 Meter lang. Die Länge der Strecke zwischen Isartor und Rosenheimer Platz beträgt 939 Meter und zwischen Rosenheimer Platz und Ostbahnhof 1056 Meter. Die Strecke besitzt eine maximale Neigung von 32 Promille. Diese wird an der Rampe zwischen dem Stammstreckentunnel und dem Ostbahnhof ausgeführt. Der Mindesthalbmesser im Stammstreckentunnel beträgt 300 Meter, eine Ausnahme bildet eine Kurve mit einem Mindesthalbmesser von 280 Metern. Die Höchstgeschwindigkeit beträgt 80 km/h. Die Strecke verläuft außer bei der Isarunterquerung unter Straßen, sodass keine Gebäude untertunnelt werden mussten.
Am 15. Juni 1966 wurde der erste Rammstoß zum Bau des Stammstreckentunnels anlässlich des Beginns des Münchner S-Bahn-Baus in der Arnulfstraße gegenüber dem Starnberger Bahnhof getätigt. Zuvor wurden die ab 1963 von der Deutschen Bundesbahn getätigten Planungen fertiggestellt. In der Bauzeit wurden monatlich ungefähr zwei Millionen D-Mark zum Bau des Tunnels aufgebracht. Die Stammstrecke wurde in acht Baulose aufgeteilt. Insgesamt wurden 200 bis zu 50 Meter tiefe Bohrungen, die sich in einem Abstand von 25 Metern befinden, durchgeführt. Zusätzlich musste während des Baues der Grundwasserspiegel von 330 Grundwasserpegeln kontrolliert werden. Die Abschnitte Hackerbrücke–Karlsplatz und Ostbahnhof–Rosenheimer Platz wurden in offener Bauweise mit Trägern und Schlitzwänden erbaut. Die Isar sowie einige Gebäude im Baulos 7 wurde mit Hilfe eines Schildvortriebs unterquert, sodass keine Baugruben notwendig waren. Da der Grundwasserspiegel in München relativ hoch ist, mussten die restlichen Abschnitte zwischen Isartor und Karlsplatz in geschlossener Bauweise ausgeführt werden, um ein Eindringen des Grundwassers zu verhindern. Die S-Bahnhöfe am Karlsplatz und am Marienplatz wurden gemeinsam mit den U-Bahnhöfen von der Landeshauptstadt München errichtet. Vor und nach der Isarunterquerung wurde ein Wehrkammertor mit einem Gewicht von 25 Tonnen eingebaut, um bei Wassereinbruch ein Überfluten der restlichen Stammstrecken, sowie der ersten Stammstrecke der U-Bahn zu verhindern. Die Tunnelbahnhöfe wurden zur besseren Erkennung in fünf verschiedenen Farben ausgeführt. Die Bahnsteighöhe mit 95 Zentimetern machte einen höhenfreien Zugang in die S-Bahn-Züge möglich.
Am 25. Februar 1971 wurde das Richtfest in der Tunnelröhre der Stammstrecke gefeiert. Nach einigen Probefahrten fand am 28. April 1972 die offizielle Eröffnung des Tunnels statt. Am selben Tag wurden Pendelfahrten zwischen Haupt- und Ostbahnhof mit den neuen Fahrzeugen der Baureihe 420 eingeführt. Ab dem 1. Mai 1972 fuhren die Pendelzüge bis zur Hackerbrücke. Am 28. Mai 1972 wurde der reguläre Betrieb im gesamten S-Bahn-Netz aufgenommen.
Bereits 1972 verkehrte die S-Bahn auf der Stammstrecke mit Linienzugbeeinflussung (LZB) mit Führerstandssignalisierung. Aufgrund geringer Verfügbarkeit und weiterer Faktoren wurde das System 1983 außer Betrieb genommen. Im Jahr 2004 wurde auf der Stammstrecke verbesserte LZB-Technik eingebaut, um den Durchsatz der Strecke von 24 auf 30 Züge in der Stunde je Richtung zu erhöhen. Damit ist sie laut Angaben der Deutschen Bahn die am dichtesten befahrene Eisenbahnstrecke in Europa.

#### Betriebsaufnahme 1972
Im Mai 1972 kam ein erster S-Bahn-Zug der Baureihe 420 auf der Strecke Pasing–Gauting zum Einsatz. Der regelmäßige Vorlaufbetrieb wurde dort am 1. September 1971 mit Wendezügen aufgenommen. Am 28. April 1972 wurde die S-Bahn-Stammstrecke (Hauptbahnhof–Marienplatz–Ostbahnhof) für den Probebetrieb eröffnet. Am 28. Mai 1972 wurde die Münchner S-Bahn schließlich mit über 360 Kilometern an Gleisen und 101 Zügen der Baureihe 420 in der damals aktuellen Pop-Lackierung Grünblau/Kieselgrau von der Deutschen Bundesbahn feierlich eröffnet. Es war das erste Mal, dass in Deutschland ein S-Bahn-Netz zu einem Stichtag in einem derartig großen Umfang in Betrieb ging. Die Prognosen vor der Inbetriebnahme gingen von 240.000 Reisenden pro Tag aus, nach einem Jahr lag die Zahl der täglichen Fahrgäste bereits bei 400.000. Zunächst konnte aufgrund Fahrzeugmangels nur ein 40-Minuten-Takt angeboten werden, der abschnittsweise auf 20 Minuten verdichtet wurde.
Nur drei Monate nach der Premierenfahrt 1972 eröffnete der damalige deutsche Bundespräsident Gustav Heinemann die Olympischen Sommerspiele 1972 in München. Während der Spiele wurden zusätzlich zu den bestehenden S-Bahn-Linien zwei Sonderlinien der S-Bahn, die sogenannten Olympialinien, über den Bahn-Nordring zum 1988 stillgelegten und heute verfallenden Bahnhof Olympiastadion eingesetzt. Das neue Münchner S-Bahn-System bewährte sich während der Olympischen Spiele bestens und transportierte in 17 Tagen 3,18 Millionen Fahrgäste in 7138 Fahrten zu und von den Sportstätten. Die Sonderlinien wurden noch mehrere Jahre zu wichtigen Fußballspielen und anderen Großereignissen im Olympiastadion eingesetzt.
Zum 1. Dezember 1972 wurde die erste Klasse durch die Abschaffung einer entsprechenden Zuschlagsregelung außer Kraft gesetzt, nachdem die unerwartet starke Inanspruchnahme der S-Bahn zu öffentlicher Kritik an den vielfach schwach ausgelasteten Erste-Klasse-Bereichen geführt hatte. Zum Fahrplanwechsel am 29. Mai 1983 wurde sie offiziell abgeschafft.

#### Südstreckeneinführung

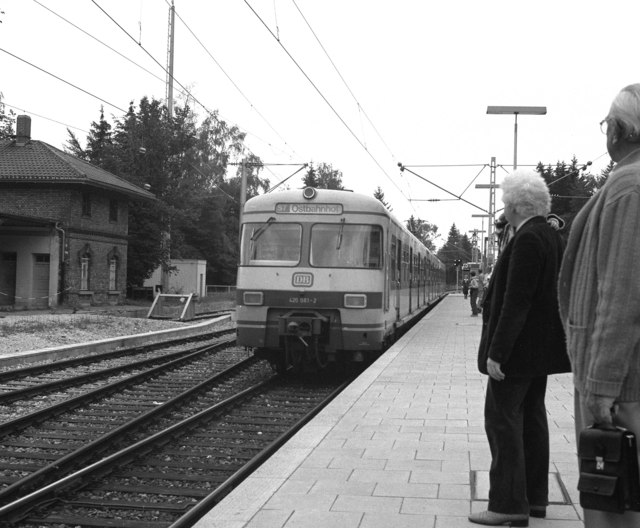
Triebzüge der Baureihe 420 am 31. August 1982 in Großhesselohe

Die Strecke nach Wolfratshausen – die heutige S 7 – ging mit der Eröffnung als Linie S 10 in das Münchner S-Bahn-Netz ein, wurde jedoch noch mit älteren n-Wagen-Wendezügen betrieben, die vom Holzkirchner Flügelbahnhof des Hauptbahnhofs aus fuhren. Durch den Einsatz der lokbespannten Züge, die längere Fahrzeiten benötigten, waren auf den S-Bahn-Linien in Richtung Wolfratshausen und Deisenhofen nur ein 30- bzw. 60-Minuten-Takt möglich. Da eine Verbindung vom Südring zur S-Bahn-Stammstrecke nicht bestand, endeten die S-Bahn-Züge im Holzkirchner Flügelbahnhof, womit längere Umsteigezeiten entstanden.
Nachdem der Anschluss der Südstrecken an die Stammstrecke von der Deutschen Bundesbahn zurückgestellt wurde, begannen 1972 erneut Untersuchungen, die feststellen sollten, wie die Südstrecken an die Stammstrecke angeschlossen werden sollen. Als Ergebnis der Untersuchung wurde aufgeführt, dass als einziger Abschnitt der Bereich um den Haltepunkt Donnersbergerbrücke geeignet wäre, die zusätzlichen Linien aufzunehmen und eine Umsteigemöglichkeit zu anderen Linien herzustellen. Nach dem Beginn des S-Bahn-Betriebs wurde der Bau einer Südstreckeneinführung wieder in Frage gestellt, da die Fahrplantrassen von anderen westlichen Linien dringender benötigt wurden. So entstanden Alternativplanungen, die den Anschluss der Südstrecken an den Haltepunkt Donnersbergerbrücke vorsahen, woraufhin die S-Bahn-Züge im Starnberger Flügelbahnhof enden sollten. Ein weiteres Alternativprojekt war der Bau eines weiteren Haltepunktes auf der Südseite der Donnersbergerbrücke. 1976 beschloss die Deutsche Bundesbahn am Haltepunkt Donnersbergerbrücke einen Anschluss an die Stammstrecke zu ermöglichen und somit die Weiterfahrt über die Stammstrecke oder zum Starnberger Flügelbahnhof des Hauptbahnhofes möglich zu machen.
Um die Stammstrecke von der Südseite der Gleisanlagen zu erreichen, musste ein sogenannter Südstreckentunnel, der zehn Ferngleise unterquert, erbaut werden. An der Donnersbergerbrücke sollte ein weiterer Bahnsteig eingerichtet werden, um ein direktes Umsteigen zu ermöglichen. Zur Ausführung der Gleise in Richtung dem Starnberger Flügelbahnhof des Hauptbahnhofes musste ein weiteres Kreuzungsbauwerk zwischen der Hacker- und der Donnersbergerbrücke errichtet werden. Als zusätzliche Maßnahme an der Südstrecke nach Wolfratshausen wurde der zweigleisige Ausbau der Verbindungskurve zur Isartalbahn von Solln nach Großhesselohe Isartalbahnhof beschlossen. Alle Bahnsteige im S-Bahn-Bereich mussten dem S-Bahn-Betrieb angepasst werden. Wegen des höheren Stromverbrauchs der S-Bahn-Züge entstand in Wolfratshausen ein Unterwerk sowie ein Anschluss an die Bahnstromleitung nach Kochel am See. Am 28. Juni 1976 wurde die Südstreckeneinführung von der Münchner Tunnel-Gesellschaft genehmigt.
Mit den Bauarbeiten am Südstreckentunnel wurde kurz nach der Genehmigung des Projektes begonnen. Der Tunnel ist zweigleisig und 260 Meter lang. Eine 85 Meter lange Rampe, die von einer Stützwand aus Bohrpfählen und Spundwänden abgestützt wird, verbindet den Tunnel mit dem Südring. Ein offener Trog mit 35 Meter Länge und zwei eingleisige Rampen mit einer Länge von je 110 bzw. 120 Metern verbinden den Tunnel mit dem Bahnhof Donnersbergerbrücke. Der Tunnel wurde in der Deckelbauweise errichtet, um den Verkehr auf den Fernbahnen möglichst nicht einzuschränken. Während des Baus des Tunnels wurden die Decken und Bohrpfähle in zehn Bauabschnitten, um die einzelnen Ferngleise möglichst kurz zu blockieren, in den Tunnel eingelassen. Die in den Bauabschnitten benötigten Materialien wurden über einen Stollen zum jeweiligen Bauabschnitt gebracht. Die Lücken zwischen den 1,7 Meter voneinander entfernten Bohrpfählen wurden mit Spritzbeton aufgefüllt. Der Tunnel, das Trogbauwerk und ein Teil der Rampe wurden mit einer insgesamt 260 Meter langen Grundwasserwanne ausgestattet, da der Grundwasserspiegel nur bei sechs Metern lag.
Als weitere Baumaßnahme war ein Kreuzungsbauwerk zwischen der Donnersbergerbrücke und der Hackerbrücke zu schaffen. Dieses Bauwerk war notwendig, um die an der Donnersbergerbrücke noch getrennt gelegten Gleise der S 7 in die Stammstrecke einzufädeln. Zusätzlich wird das Bauwerk zur Überführung der Gleise aus der Stammstrecke zum Starnberger Flügelbahnhof genutzt. Da zwischen der Donnersberger- und Hackerbrücke nur beschränkt Platz zur Verfügung stand, wurde das Bauwerk als Trog- und Brückenbauwerk ausgeführt. Die Länge des Bauwerks konnte so auf 180 Meter verkürzt werden. Das obere Gleis liegt dabei 4½ Meter über dem unteren Gleis, das obere Gleis, das zum Starnberger Flügelbahnhof führt, besitzt eine Neigung von bis zu 40 Promille, das untere, in die Stammstrecke führende Gleis hat eine Neigung von bis 32 Promille. Im Frühjahr 1978 konnte das Bauwerk eingeweiht werden. Nachdem die Bahnstrecken auf den S-Bahn-Betrieb vorbereitet wurden und der Südstreckentunnel fertiggestellt war, konnten am 31. Mai 1981 die neuen Linien S 7 Wolfratshausen–Ostbahnhof und S 27 Deisenhofen–Hauptbahnhof in Betrieb genommen werden. Die zuvor eingesetzten Wendezüge wurden durch die Triebzüge der Baureihe 420 ersetzt.

### Weitere Entwicklung

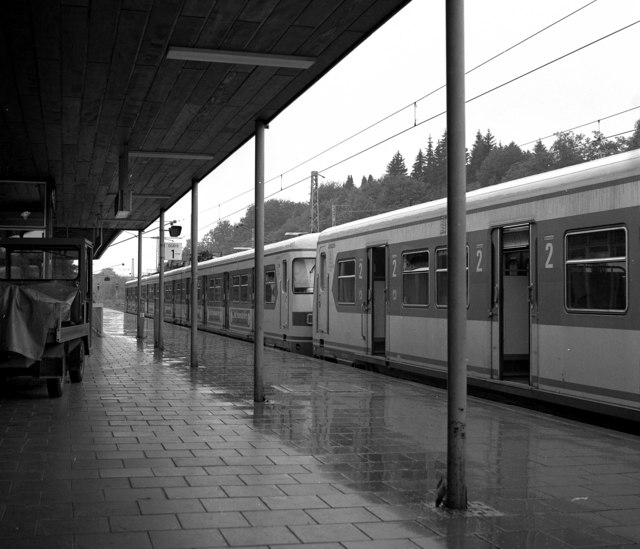
S-Bahn-Triebzüge der DB-Baureihe 420 am 20. August 1982 in Tutzing

Nach der Eröffnung der S-Bahn nutzen Anfang des Jahres 1972 ungefähr 150.000 bis 160.000 Fahrgäste die S-Bahn München täglich. Die Prognosen vor der Eröffnung der S-Bahn, die 240.000 Fahrgäste voraussahen, waren Ende des Jahres mit 250.000 Fahrgästen täglich schon überschritten. Einzelne Außenstrecken mussten jedoch immer noch von Wendezügen betrieben werden, da von den 120 bestellten Fahrzeugen nur 101 Einheiten vorhanden waren. Bis Anfang 1973 waren alle 120 S-Bahn-Einheiten ausgeliefert, ihre Anzahl war jedoch immer noch nicht ausreichend, da das Verkehrsaufkommen vor allem für die Hauptverkehrszeiten unterschätzt wurde und Züge auf anderen schon mit Triebzügen befahrenen Außenstrecken verstärkt werden mussten. Im Herbst 1976 konnte München weitere sechs Einheiten einsetzen, sodass der Ostast der Linie S 1 von Hohenbrunn nach Kreuzstraße, der zuvor mit n-Wagen-Wendezügen betrieben wurde, auch mit S-Bahn-Triebfahrzeugen betrieben werden konnte. Des Weiteren war der Einsatz der Triebzüge auf dem Ostast der S 3 von Ostbahnhof nach Ismaning möglich, zuvor wurde der Verkehr auf der Strecke mit Bussen durchgeführt. Nachdem der S-Bahn München 1975 weitere Fahrzeuge der zweiten Bauserie zur Verfügung standen, konnte auch der Ostast der S 2 von Deisenhofen nach Holzkirchen verlängert werden und auch auf der S 22 konnten Triebzüge der Baureihe 420 eingesetzt werden. Diese Fahrzeuge wurden jedoch nach der Südstreckeneinführung auf der S 7 eingesetzt, sodass die nun in S 27 umbenannte Linie S 22 wieder mit Wendezügen betrieben wurde. Erst 1983 konnten wieder S-Bahn-Triebzüge auf der S 27 eingesetzt werden, da inzwischen 187 Fahrzeuge vorhanden waren.
In den folgenden Jahren bis Ende der 1970er Jahre verdoppelte sich die Fahrgastzahl auf 430.000 Fahrgäste pro Werktag. Im Jahr 1987 nutzten 639.000 Fahrgäste an Werktagen täglich die S-Bahn München. Dies lag vor allem daran, dass die Einwohnerzahlen im Münchner Umland stiegen, vom Wachstum am meisten betroffen waren die Gemeinden mit einem direkten S-Bahn-Anschluss. Die Fahrgastzahlen stiegen in den nächsten Monaten weiter an. Dadurch waren die Züge in den Hauptverkehrszeiten oft überfüllt, weshalb von den Fahrgästen Angebotsverbesserungen gefordert wurden. Außerdem wurde der 40-Minuten-Takt auf den meisten Außenstrecken als ungenügend bezeichnet. In den nächsten Jahren konnte mit dem Einsatz von längeren Voll- und Langzügen Abhilfe geschaffen werden. 1974 wurde der Bestand an Triebzügen der S-Bahn München von 126 auf 138 Fahrzeuge erhöht, sodass auf den Strecken mit dem höchsten Verkehrsaufkommen ein 20-Minuten-Takt sichergestellt werden konnte. Durch den weiteren Streckenausbau konnte in den 1980er Jahren werktags ganztägig ein 20-Minuten-Takt eingeführt werden. Seit 1996 wird das gesamte Netz im stadtnahen Bereich täglich im 20-Minuten-Takt bedient.

### Zweite Ausbaustufe

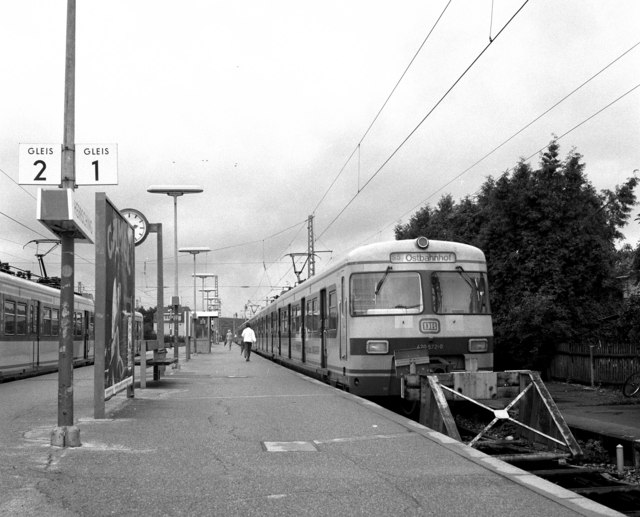
S-Bahn-Triebzug am 20. August 1982 am Bahnhof Herrsching

#### Übersicht/Planungen
Die erste Ausbaustufe war durch die Olympischen Spiele im Jahr 1972 zeitlich begrenzt. Wegen des enormen Zeitdrucks konnten nicht alle Strecken für einen 10- bzw. 20-Minuten-Takt ausgerüstet werden.
Die zweite Ausbaustufe wurde vor allem wegen des steigenden Verkehrsaufkommens notwendig. In den Jahren 1973 und 1974 legte die Deutsche Bundesbahn folgende Baumaßnahmen fest: Es sollten eigene S-Bahn-Gleise auf den Bahnstrecken von Lochhausen nach Nannhofen (heute Mammendorf) und von München Ost nach Grafing gebaut werden, um den Fern- und Regionalverkehr auf den entsprechenden Strecken nicht mehr zu behindern. Da in Esting, im Süden Neuperlachs und in Unterschleißheim neue Siedlungsgebiete entstanden, wurden die neuen Haltepunkte Unterschleißheim im Jahr 1977, Neuperlach Süd 1977 und Esting 1980 errichtet. Die Bahnstrecke nach Herrsching sollte zwischen Freiham und Weßling zweigleisig ausgebaut werden.
Die Planungen sahen weiterhin vor, die Bahnstromversorgung zu verbessern, um den Einsatz von mehr und längeren S-Bahn-Zügen zu ermöglichen. Das Bahnbetriebswerk Steinhausen sollte ausgebaut werden, um das Stationieren und Abstellen weiterer Triebfahrzeuge zu ermöglichen.
Die Betriebszentrale an der Donnersbergerbrücke sollte ebenfalls ausgebaut werden. Zusätzlich sollten an wichtigen Stationen weitere Park-and-Ride-Parkplätze entstehen.
Außerdem war der Bau eigener S-Bahn-Gleise von Laim nach Dachau (heute S 2) und Oberschleißheim (heute S 1), sowie der zweigleisige Ausbau von Giesing nach Höhenkirchen-Siegertsbrunn (heute S 5) und von Weßling nach Herrsching (heute S 8) geplant, wodurch ein 10-Minuten-Takt auf diesen Strecken möglich gewesen wäre. Diese Baumaßnahmen wurden jedoch wieder zurückgestellt.
Am 1. Januar 1971 wurde die Finanzierung der zweiten Ausbaustufe beschlossen, für die 830 Millionen DM veranschlagt wurden. 60 Prozent davon trug der Bund.

#### S3-West Richtung Nannhofen (heute Mammendorf)
Auf der Linie S 3 zwischen München-Pasing und Lochhausen waren seit der Eröffnung des S-Bahn-Netzes eigene S-Bahn-Gleise vorhanden. Das steigende Verkehrsaufkommen auf der Fernbahn nach Augsburg und der S-Bahn nach Nannhofen machte den Bau eigener Gleise zwischen Lochhausen und Nannhofen notwendig. Zwischen Lochhausen und Maisach konnte der Takt somit auf einen 20/40-Minuten-Takt erhöht werden. Bis Nannhofen sah man einen 40/80-Minuten-Takt vor, aufgrund der geringen Taktfolge genügte auf dem Abschnitt ein S-Bahn-Gleis. Die Strecke wurde in drei Bauabschnitte aufgeteilt. Der erste Bauabschnitt zwischen Lochhausen und Olching wurde nach fünfjähriger Bauzeit im Dezember 1976 eröffnet. Danach begann der Bau des zweiten Abschnitts zwischen Olching und Maisach. Die Arbeiten verzögerten sich jedoch wegen Schwierigkeiten beim Grunderwerb. Während der Bauarbeiten wurden die Bahnhöfe Maisach und Olching umgebaut. Am 28. Mai 1980 gingen die S-Bahn-Gleise in Betrieb. Drei Jahre nach Baubeginn 1985 wurde im Mai 1988 der eingleisige dritte Bauabschnitt von Maisach nach Nannhofen fertiggestellt, die Bauarbeiten wurden vor allem durch Umbaumaßnahmen am Bahnhof Nannhofen verzögert.

#### S4-Ost nach Ebersberg
Auf der S-Bahn-Linie S 4 standen zwischen München-Berg am Laim und München-Trudering eigene Gleise zur Verfügung. Diese wurden anfangs von Güterzügen mitbenutzt, bis 1973 ein eigenes Gütergleis erbaut werden konnte. Wegen der dichten Folge der Fernzüge in Richtung Rosenheim war bei der S-Bahn ab München-Trudering nur noch ein 40- bzw. 60-Minuten-Takt möglich. Weiter steigende Fahrgastzahlen ließen die Strecke zum meistfrequentierten Ostast werden und machten eine Verdichtung auf einen 20-Minuten-Takt notwendig. Dies konnte jedoch nur durch den Bau eigener S-Bahn-Gleise realisiert werden. 1973 wurde der Bau zweier zusätzlicher S-Bahn-Gleise beschlossen, die Deutsche Bundesbahn teilte daraufhin die Strecke in drei Bauabschnitte ein. 1974 begannen die Arbeiten am ersten Bauabschnitt von München-Trudering nach Haar. Dieser Abschnitt konnte am 3. November 1979 eröffnet werden. Probleme beim Grunderwerb verzögerten den Bau der S-Bahn-Gleise des nächsten Bauabschnitts von Haar nach Zorneding, weshalb er erst zum Winterfahrplan des Jahres 1988 in Betrieb ging. Während des Baus entstanden an Stationen mit hohem Verkehrsaufkommen zusätzliche P+R-Parkplätze. Die Eröffnung des letzten Bauabschnittes von Zorneding nach Grafing konnte wegen weiterer Schwierigkeiten bei der Trassenführung erst im Jahr 1999 stattfinden. Die Baukosten für die S-Bahn-Gleise betrugen 114 Millionen D-Mark.

#### S5-West (heute S8) nach Herrsching

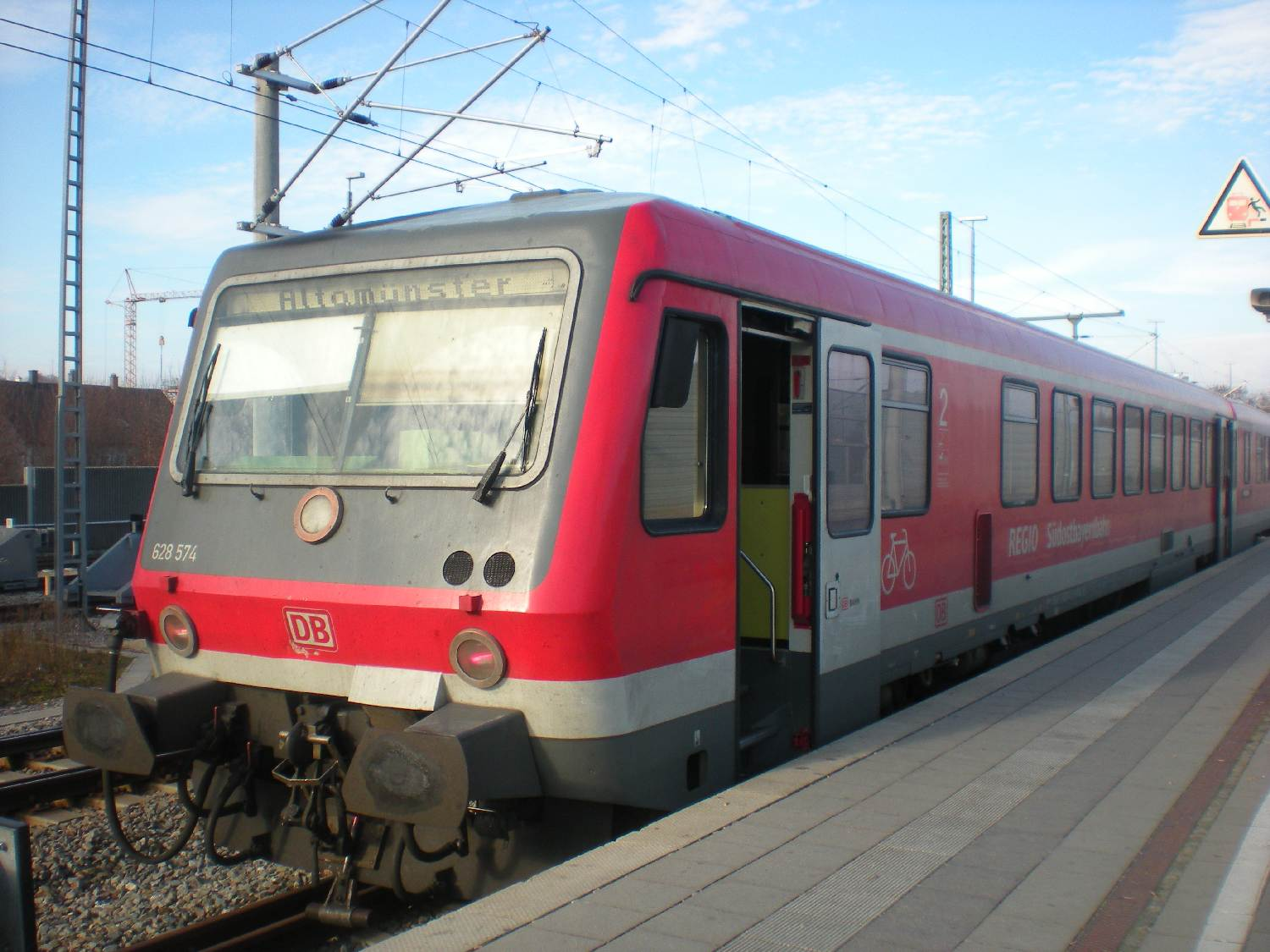
Triebzug der DB-Baureihe 628 der Linie A im Bahnhof Dachau

Auch auf dem Westast der Linie S 5 nach Herrsching (heute S 8) waren Ausbaumaßnahmen im Rahmen der zweiten Ausbaustufe notwendig. Der Streckenabschnitt von München-Pasing bis Freiham war, aufgrund des schon damals hohen Verkehrsaufkommens, seit 1913 zweigleisig ausgebaut. Seit 1972 wurde auf der gesamten Strecke bis Herrsching ein 20-Minuten-Takt angeboten. Der 20-Minuten-Takt reichte in den Hauptverkehrszeiten jedoch nicht aus, sodass teilweise ein 10-Minuten-Takt angeboten wurde. Die Verstärkerzüge konnten allerdings nicht in einem festen Takt verkehren, da nicht genügend Bahnhöfe zum Kreuzen der Züge vorhanden waren. Um einen festen 10-Minuten-Takt auf der gesamten Strecke zu ermöglichen, sollte die Strecke in der zweiten Ausbaustufe zweigleisig ausgebaut werden. 1980 wurde die Finanzierung des zweigleisigen Ausbaues gesichert. Ein Jahr später konnte mit den Bauarbeiten begonnen werden, nach dreijähriger Bauzeit konnte das zweite Gleis 1984 bis Unterpfaffenhofen-Germering in Betrieb genommen werden. 1985 war der Bau des zweiten Gleises zwischen Gilching-Argelsried und Weßling abgeschlossen, 1986 war die komplette Strecke bis Weßling zweigleisig befahrbar. Der Endabschnitt bis Herrsching ist weiterhin eingleisig mit einer Kreuzungsmöglichkeit in Seefeld-Hechendorf. Während des Baus entstanden an den Bahnhöfen Park-and-Ride-Parkplätze und neue Bahnhofsanlagen. Mit dem Ausbau konnte in der Hauptverkehrszeit bis Germering-Unterpfaffenhofen beziehungsweise Weßling ein Zehn-Minuten-Takt angeboten werden.

#### Zentraler Bereich im Osten
Einen weiteren Teil der zweiten Ausbaustufe stellte der Umbau der Gleisanlagen um den Bahnhof Leuchtenbergring dar. Es wurden eigene Gleise bis Berg am Laim für den S-Bahn-Verkehr in Richtung Markt Schwaben geschaffen. Außerdem wurde eine eigene zweigleisige Abstellbahn zum Bahnbetriebswerk München-Steinhausen erstellt. Mit dem Abschluss dieser Arbeiten war weitgehend auf dem gesamten S-Bahn-Netz ein durchgehender 20-Minuten-Takt möglich.

#### Park-and-Ride-Plätze
Im Zuge eines Ausbauprojektes wurden bis 1996 an 90 S-Bahn-Stationen 14.600 P+R-Stellplätze errichtet. Auch für Fahrräder mussten aufgrund der steigenden Zahlen an Fahrgästen, die mit dem Fahrrad zum Bahnhof fuhren, neue Abstellplätze geschaffen werden. Im Jahr 1996 standen 27.000 Abstellplätze im gesamten S-Bahn-Netz zur Verfügung, die Zahl der Fahrradfahrer stieg Mitte der 1990er Jahre um bis zu 400 Prozent an.

#### S-Ost Strecke zum Flughafen
Am 17. März 1992 wurde die S-Bahn-Strecke nach Ismaning zum neu in Betrieb genommen Flughafen München verlängert und der bisherige Endbahnhof Ismaning durch einen neuen Tunnelbahnhof ersetzt. Seitdem verkehrt auf dieser Strecke die Linie S 8.

#### S1-West Strecke zum Flughafen
Sechs Jahre später, am 29. November 1998, konnte auch der Westast der S 1 von Neufahrn zum Flughafen verlängert werden.

#### Linie A Dachau – Altomünster
Bis 1995 wurde die Strecke der Linie A modernisiert. Die Strecke wurde erneuert, um einen festen Stundentakt zu ermöglichen. Auf der Strecke kamen von 1994 bis 2014 Triebzüge der Baureihe 628 an Stelle von n-Wagen-Wendezügen zum Einsatz.
Im Dezember 2014 wurde die Strecke auf elektrischen Betrieb umgestellt und wird seither mit Elektrotriebzügen der Baureihen 420 und 423 bedient.

### Einführung des Zehn-Minuten-Takts

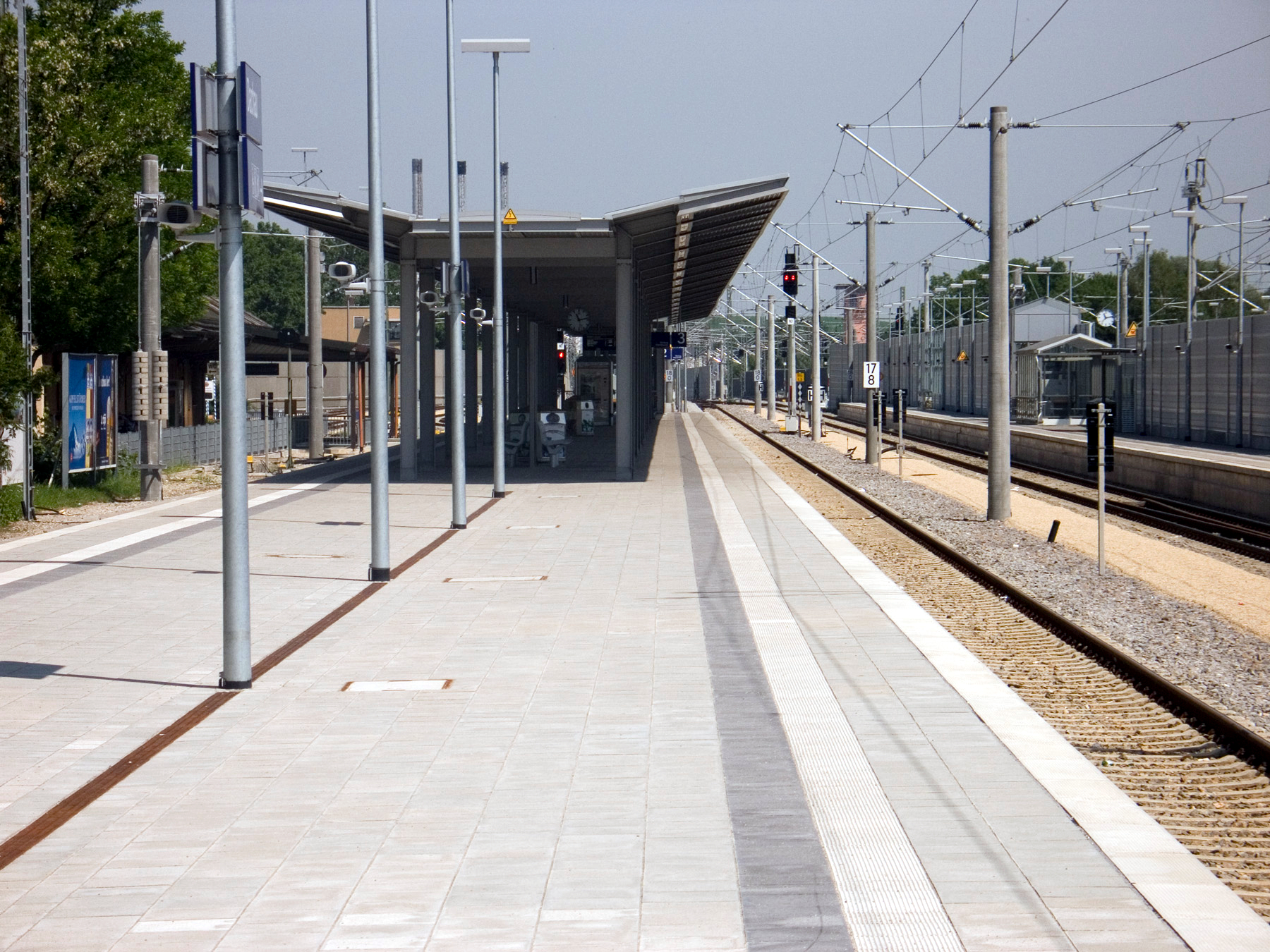
Zeitgemäße Verkehrsanlagen in Dachau

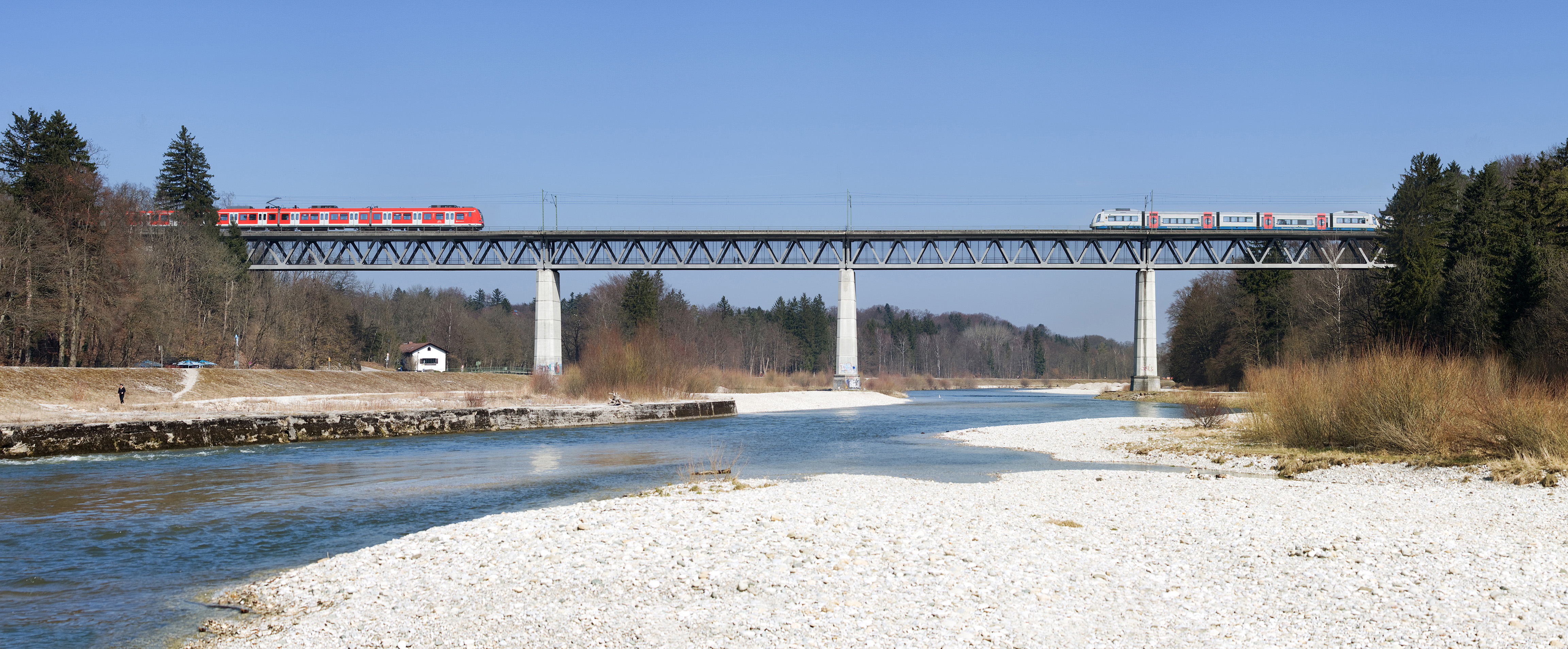
S-Bahn-Triebzüge und Integral der Bayerischen Oberlandbahn auf der Großhesseloher Brücke

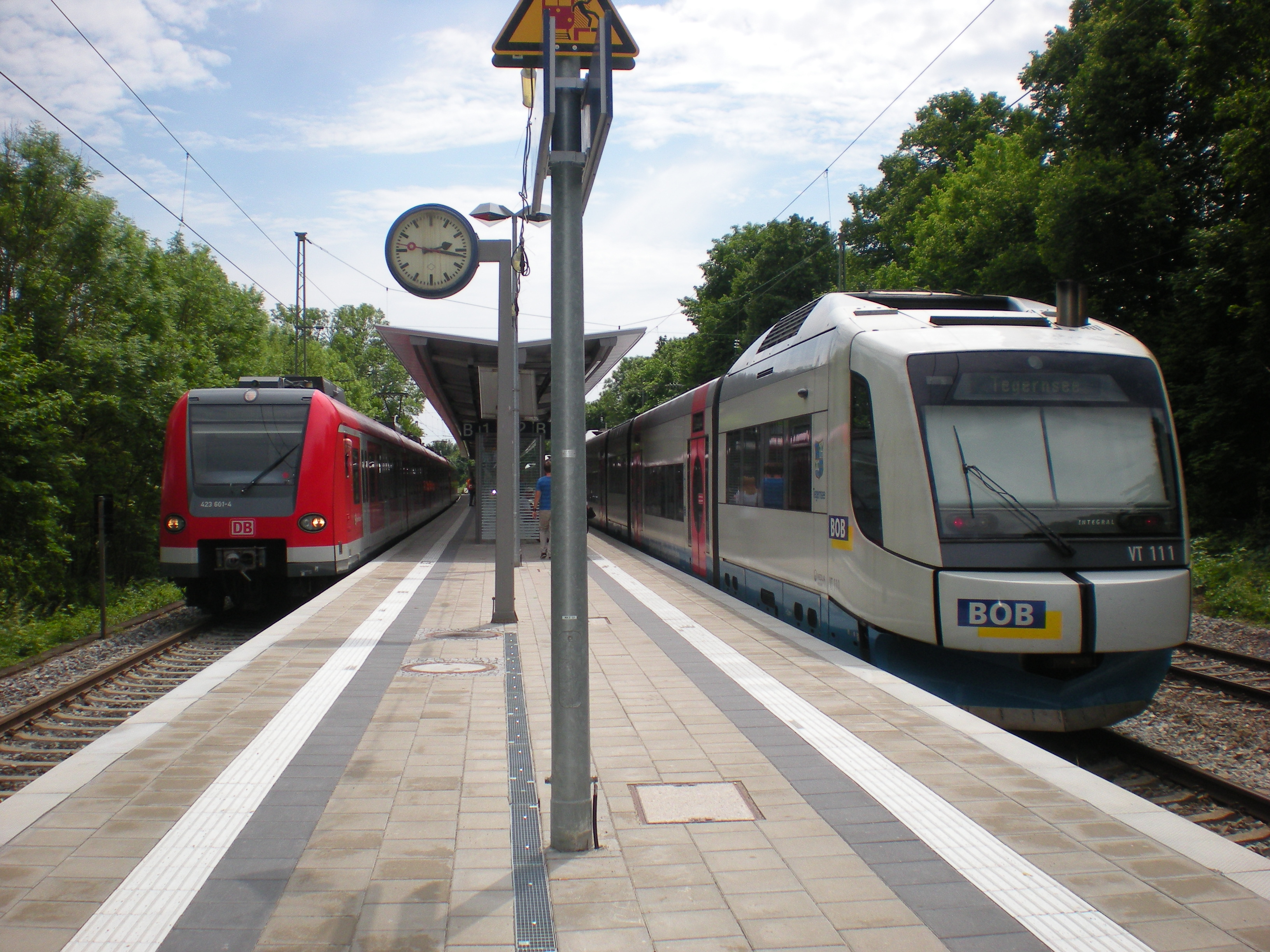
BR 423 auf S 7 der S-Bahn München und Integral der BOB am Bahnhof Harras

#### Ausbau des S-Bahn-Netzes
Aufgrund der in den Hauptverkehrszeiten sehr stark frequentierten S-Bahn-Züge war eine weitere Taktverdichtung notwendig. Im Berufsverkehr konnte der 20-Minuten-Takt zwar mit Ergänzungszügen verdichtet werden, diese waren jedoch nicht auf allen Strecken möglich oder verkehrten nicht in einem festen Takt. Des Weiteren war die Durchfahrt der Züge durch die S-Bahn-Stammstrecke aufgrund von Kapazitätsengpässen im Stammstreckentunnel nicht möglich, dies bedeutete zusätzliches Umsteigen an den Bahnhöfen München-Pasing und München Ost. Um die Situation zu verbessern, beauftragte das Staatsministerium 1991 die Bundesbahndirektion München, einen 10-Minuten-Takt auf drei West- und drei Ostästen zu ermöglichen. Hierfür war der Ausbau und der Bau eigener S-Bahn-Gleise auf einigen Strecken notwendig.
Die Kapazität des Ostastes der Linie S 2 von Giesing nach Deisenhofen, der heutigen S 3, war in den Hauptverkehrszeiten ausgeschöpft. Ein 10-Minuten-Takt war jedoch nur durch einen zweigleisigen Ausbau möglich. Der Streckenabschnitt zwischen München Ost und München-Giesing war aufgrund der gemeinsamen Nutzung des Abschnitts mit der heutigen S 5 bereits zweigleisig. 1995 wurde mit den Bauarbeiten am 90 Millionen DM teuren Projekt begonnen. Während der Baumaßnahmen entstanden an den S-Bahnhöfen Park-and-Ride-Parkplätze, außerdem wurden die Bahnhöfe behindertengerecht ausgebaut. Die behindertengerechten Ausbaumaßnahmen am Bahnhof Deisenhofen erzwangen die Verlängerung der Bauarbeiten, da alle Gleisanlagen neu gestaltet werden mussten. 2004 konnten die Bauarbeiten abgeschlossen werden.
Auch der Westast der S 2 war in den Hauptverkehrszeiten überlastet. Eine weitere Taktverdichtung war nicht möglich, da die Strecke auch von einigen Fern- und Regionalzügen genutzt wurde. Zwischen Laim und Obermenzing nutzten im Jahr 1992 täglich 33.500 Fahrgäste die S-Bahn, weiter bis Dachau rund 19.000. Um weitere Sitzplätze zur Verfügung stellen zu können, wurde in den Hauptverkehrszeiten ein 10-Minuten-Takt geplant. Neben den Fernbahngleisen sollten zwischen Laim und Dachau eine eigene zweigleisige S-Bahn-Trasse entstehen. 1996 wurde mit dem Bau der zwei weiteren Gleise begonnen. Durch größere Umbaumaßnahmen im Bahnhof Dachau wurden die Bauarbeiten verzögert, außerdem mussten einige Empfangsgebäude abgerissen werden. An den Zwischenstationen entstanden behindertengerechte Bahnsteige und Park-and-Ride-Anlagen. Das 200 Millionen D-Mark teuere Bauprojekt wurde am 12. Dezember 2005 abgeschlossen. 2004 wurde auch der Abschnitt von Dachau bis Petershausen mit einem eigenen Gleis ausgestattet, um den Fernverkehr auf der Schnellfahrstrecke nach Nürnberg vom S-Bahn-Verkehr zu trennen. Zwischen Hebertshausen und Röhrmoos erhielt die ansonsten eingleisige separate S-Bahn-Strecke einen zweigleisigen Begegnungsabschnitt.
Der Ostast der S 6, der heutigen Linie S 2, war im Berufsverkehr vollständig ausgelastet. Da die Bevölkerungszahlen der anliegenden Gemeinden weiter anstiegen, war auch mit einem höheren Fahrgastaufkommen zu rechnen. Um dieses zu bewältigen zu können, plante die Deutsche Bundesbahn die Einführung eines 10-Minuten-Takts in der Hauptverkehrszeit auch auf diesem Linienast. Ein 10-Minuten-Takt war jedoch nur durch die Trennung der Ferngleise nach Mühldorf und der S-Bahn-Gleise möglich. In den folgenden Jahren wurde der Bau einer eigenen zweigleisigen S-Bahn-Trasse geplant. Bis Riem sollten die Fernbahngleise auf das Gelände des ehemaligen Rangierbahnhofes München Ost verlegt werden, im weiteren Verlauf sollte neben der Fernbahntrasse eine neue zweigleisige Trasse entstehen. Zusätzlich war die Inbetriebnahme eines neuen Haltepunktes Poing West geplant. Die Bahnhöfe sollten behindertengerecht ausgebaut werden und es sollten neue Park-and-Ride-Anlagen entstehen. Das 500 Millionen D-Mark teuere Bauprojekt ist bis heute, bis auf die Verlegung der Fernbahngleise im Bereich Berg am Laim–Riem im Jahr 2003 auf den ehemaligen Rangierbahnhof München Ost, nicht verwirklicht worden, sodass bis heute auf der gesamten Strecke nur ein eingeschränkter 10-Minuten-Takt mit Express-S-Bahn-Zügen möglich ist.
Auch der Bau eigener S-Bahn-Gleise auf dem Westast der S 4 nach Geltendorf bis Buchenau wurde geplant. Dies wurde durch die Bevölkerungszuwächse in der Region der Stadt Fürstenfeldbruck notwendig. Der hohe Takt auf der Bahnstrecke München–Buchloe ließ vorerst keinen 10-Minuten-Takt in den Hauptverkehrszeiten zu, weshalb 1991 von der Deutschen Bundesbahn Studien über die Trassierung von zwei weiteren S-Bahn-Gleisen in Auftrag gegeben wurden. Im Jahr 1992 wurden die Planungen eingestellt, heute ist die Wiederaufnahme der Planungen vorgesehen. Heute kann der Verkehr in den Hauptverkehrszeiten wegen der fehlenden Gleise nur von einzelnen Verstärkerzügen verstärkt werden.
Im Zuge dieser Streckenausbauten für den Zehn-Minuten-Takt und den Ausbauten der zweiten Ausbaustufe wurde zunächst jeweils ein durchgehender 20-Minuten-Takt realisiert. Ab Dezember 2004 wurde dann der Takt 10 auf der S 3 (heute zwischen Maisach und München S 3, zwischen München und Zorneding S 4) zwischen Maisach und Zorneding, sowie auf der S 5 (heute zwischen Deisenhofen und München S 3, zwischen München und Germering-Unterpfaffenhofen S 5) zwischen Deisenhofen und Germering-Unterpfaffenhofen eingeführt, wie er noch heute besteht. Seit Dezember 2005 wird im Berufsverkehr auch auf dem Westast der S 2 zwischen München und Dachau ein 10-Minuten-Takt angeboten. Alle „Takt-10-Linien“ fahren nun auf eigenen Gleisen, getrennt vom übrigen Verkehr.

#### Ertüchtigung der Stammstrecke
Im Januar 2003 wurde im Zuge der Realisierung des Projektes Takt 10 ein weiteres großes S-Bahn-Bauprojekt begonnen. Auf der Stammstrecke zwischen den Stationen Pasing und Leuchtenbergring wurde ein neues Signalsystem installiert. Deshalb wurde der Stammstreckentunnel bis Februar 2004 nachts und an 49 Wochenenden nicht befahren, ein oberirdischer Schienenersatzverkehr wurde angeboten. Außerdem wurde für die Stammstrecke ein neues elektronisches Stellwerk (ESTW) mit Unterzentralen in der Nähe der Donnersbergerbrücke und am Ostbahnhof errichtet, das von der Betriebszentrale nahe der Donnersbergerbrücke bedient wird.
Seit Herbst 2004 wird der Fahrbetrieb auf der S-Bahn-Stammstrecke mit LZB CIR-ELKE II durchgeführt. Diese Signaltechnik ermöglicht Fahren auf elektronische Sicht mit sehr dichten Zugfolgen. Die Kapazität des Tunnels erhöhte sich von 24 mit Fahren auf Lichtsignale auf 30 Züge stündlich mit LZB-Führerstands-Signalisierung, die Kapazitätserweiterung war für den ab Dezember 2004 geplanten 10-Minuten-Takt in den Hauptverkehrszeiten auf einigen S-Bahn-Linien notwendig.
Um die dazu notwendigen planmäßigen Haltezeiten von 24 bis 42 Sekunden einhalten zu können, werden auf allen 13 Stationen der Stammstrecke zur Hauptverkehrszeit jeweils zwei Mitarbeiter zur Reisendenlenkung eingesetzt.
Mit dem Fahrplanwechsel am 12. Dezember 2004 wurde der Zehn-Minuten-Takt auf der S 4 von Maisach nach Zorneding und auf der S 5 von Germering-Unterpfaffenhofen nach Deisenhofen in der Hauptverkehrszeit eingeführt, die Anzahl der Zugfahrten wurde von bisher drei auf sechs pro Stunde verdoppelt. Seit dem 12. Dezember 2005 wird auch auf dem Westabschnitt der S 2 bis Dachau eine Taktverdoppelung angeboten.
Bis 2007 investierten Bund, Land und Bahn rund zwei Milliarden Euro in den Ausbau des Streckennetzes.

### Weitere Entwicklung des S-Bahn-Netzes

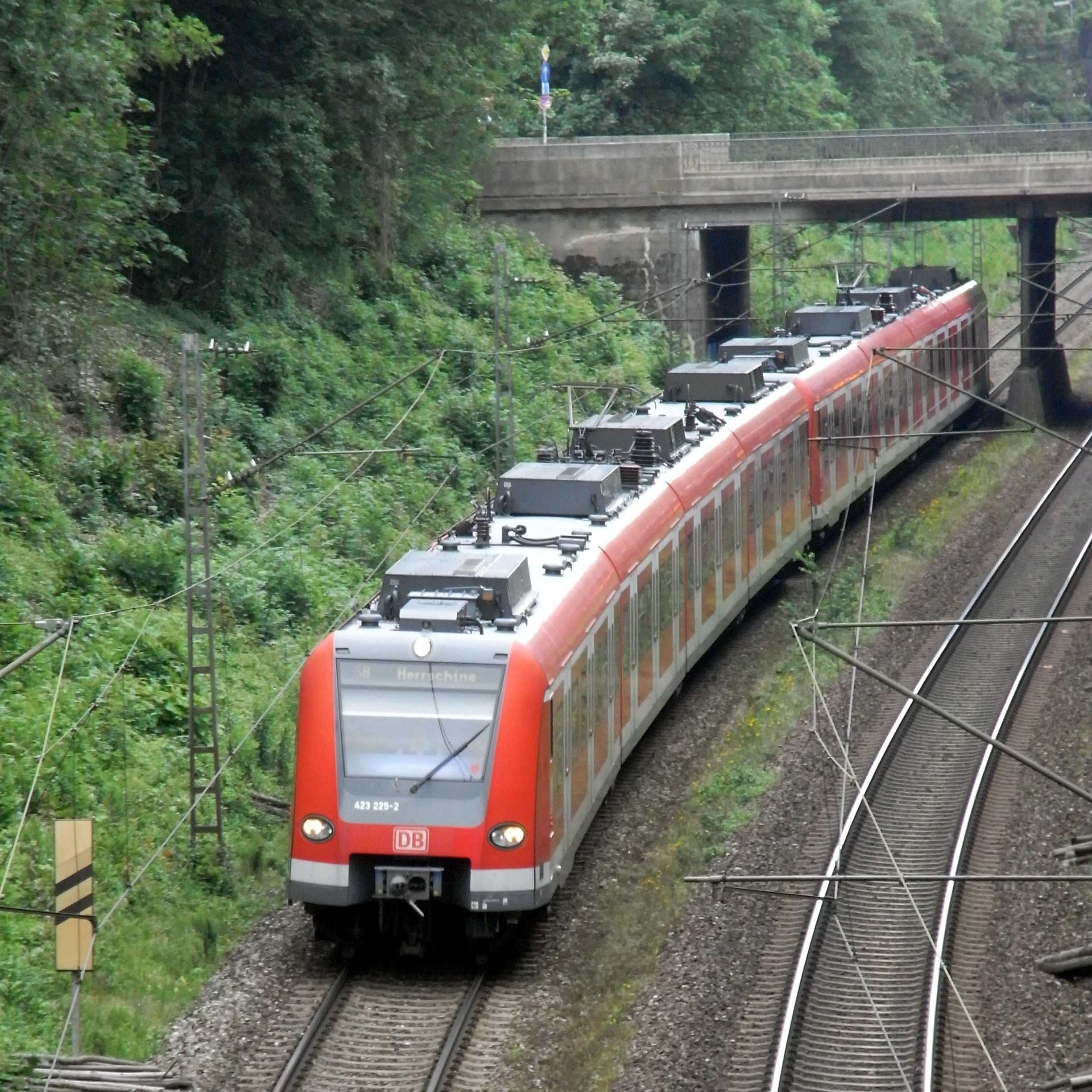
S-Bahn-Triebzüge der Baureihe 423 während einer Stammstreckensperrung auf dem Münchner Südring

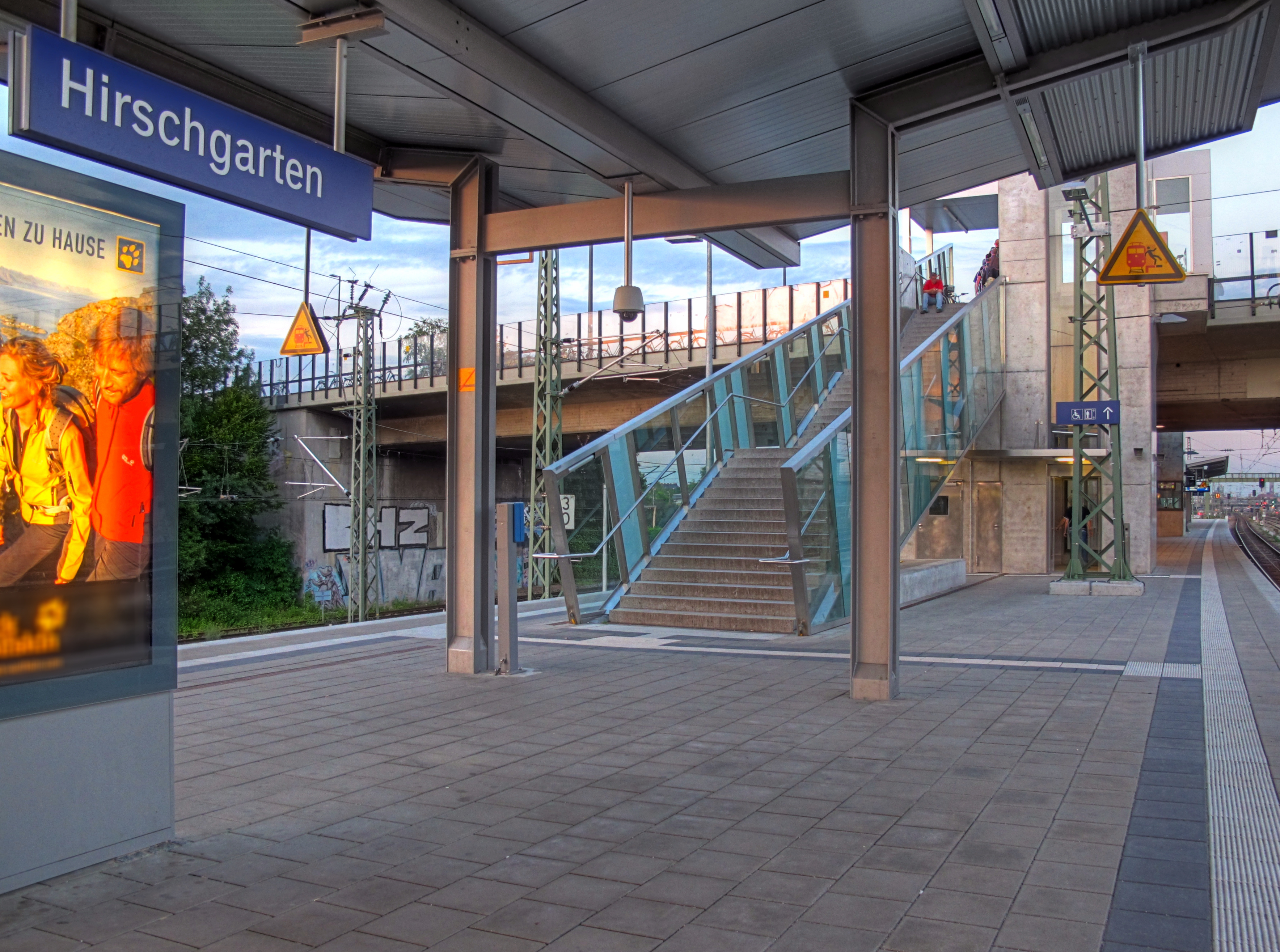
Haltepunkt Hirschgarten

2001 wurde die zuvor von DB Regio betriebene S-Bahn München als eigenständige Gesellschaft mit beschränkter Haftung innerhalb des DB-Konzerns gegründet, zum 1. November 2005 jedoch wieder in die DB Regio eingegliedert.
Im August 1998 beschlossen der Bund, der Freistaat Bayern und die Deutsche Bahn ein sogenanntes 266-Millionen-Euro-Paket, in dessen Rahmen in absehbarer Zeit realisierbare Projekte zur Einführung eines 10-Minuten-Taktes beschlossen und Ende 1998 dazu eine Finanzierungsvereinbarung abgeschlossen. Kernpunkt war die Modernisierung der Leit- und Sicherungstechnik zwischen Pasing und Ostbahnhof, einschließlich des Einbaus einer Linienzugbeeinflussung. Zwischen 2001 und 2005 wurden die Bauarbeiten an den Außenstrecken im Rahmen des 266-Millionen-Euro-Programms zum zweigleisigen Ausbau fortgesetzt. Weiter wurden im Rahmen dieses Programms neue S-Bahn-Stationen am 10. Juni 2001 in Starnberg Nord (S 6 West) und am 11. Dezember 2005 in Untermenzing (S 2 West) eröffnet. Einige schon vorhandene Bahnhöfe an den Außenstrecken konnten noch im finanziellen Rahmen des Projektes barrierefrei ausgebaut werden. Am 21. November 2005 wurde der Streckenabschnitt der Flughafenlinie S 8 auf dem Gebiet der Gemeinde Unterföhring zwischen Johanneskirchen und Ismaning in den Untergrund verlegt, dabei entstand auf Wunsch der Gemeinde der neue Tunnelbahnhof Unterföhring. Am 13. Dezember 2009 wurde an der S-Bahn-Stammstrecke zwischen Laim und Donnersbergerbrücke ein neuer Haltepunkt am Hirschgarten eingeweiht.

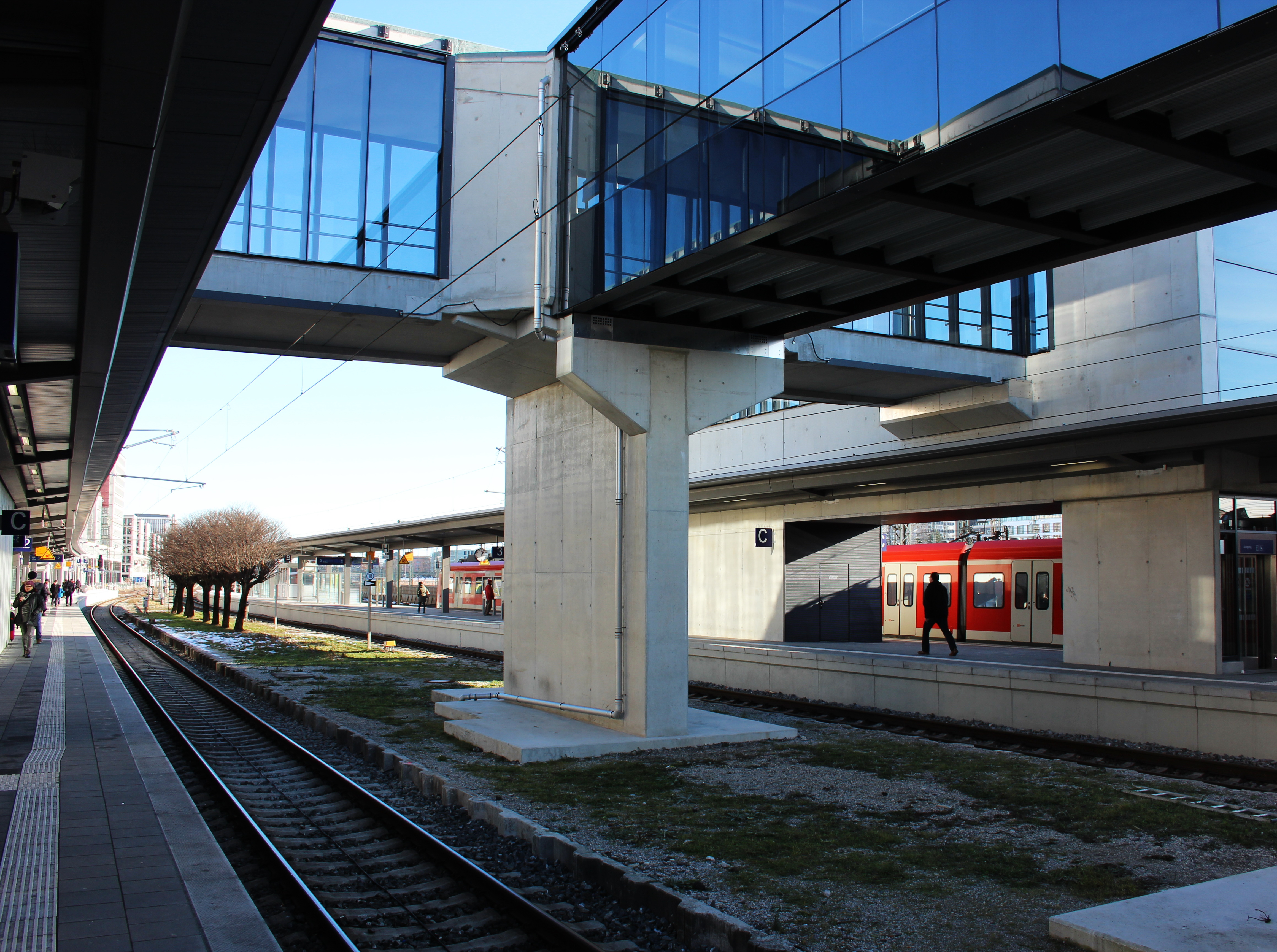
Neugebaute Bahnsteige an der Donnersbergerbrücke (2015)

Im Juni, Juli und August 2012 wurde die Stammstrecke an sieben Wochenenden gesperrt, um im oberirdischen Bereich die Gleisanlagen zu erneuern. Dabei wurden 18 der insgesamt 27 Weichen auf der Stammstrecke mit Heizungen ausgestattet, um das Einfrieren im Winter zu verhindern. Außerdem wurden die Brandschutzanlagen in einigen Tunnelbahnhöfen erneuert, um die Rolltreppen entstanden neue Glasbauten, die das Nachziehen des Rauches, im Falle eines Brands, verhindern sollen. Während der Sperrung wurde Schienenersatzverkehr eingerichtet und die S 8 über den Südring umgeleitet. Da aufgrund fehlender Geldmittel nicht alle Weichen mit Heizungen ausgestattet werden konnten und der Einbau der Brandschutzanlagen noch nicht abgeschlossen ist, wurden die Stammstreckensperrungen im Sommer und Herbst 2013 fortgesetzt. Während dieser Zeit wurde insbesondere der Bahnhof Donnersbergerbrücke modernisiert und barrierefrei mit Aufzügen ausgestattet. Die Sperrungen begannen am 22. Juli 2013 und dauerten bis zum 20. Dezember 2013. An sechs Wochenenden im Sommer wurde die Stammstrecke dabei vollständig gesperrt und ein Schienenersatzverkehr eingerichtet. An den restlichen Wochenenden verkehren Pendel-S-Bahnen zwischen Pasing und Ostbahnhof sowie Hackerbrücke und Ostbahnhof jeweils im 20-Minuten-Takt. Für Restarbeiten am Bahnhof Donnersbergerbrücke fanden an den Wochenenden und im Spätverkehr von März bis Juni 2014 erneut Sperrungen statt. Dabei wurde an zwei Wochenenden Schienenersatzverkehr zwischen Pasing und Hackerbrücke eingerichtet, ansonsten verkehrten Pendel-S-Bahn-Züge.
Am 14. September 2013 wurde an der Linie S 8 der Haltepunkt Freiham eröffnet, der das neue Wohngebiet Freiham anbinden soll. Er befindet sich einen Kilometer östlich des 1975 stillgelegten Bahnhofs Freiham. Die Bauarbeiten hatten am 12. Juni 2012 begonnen.
Am 15. Dezember 2013 wurde die S 27 vom Hauptbahnhof nach Deisenhofen eingestellt, die Fahrten werden von den halbstündlich verkehrenden Meridian-Zügen der Bayerischen Oberlandbahn übernommen, die in der Hauptverkehrszeit über Holzkirchen und die Mangfalltalbahn nach Rosenheim verlängert werden. Zudem wurde der Endpunkt der Linie S 20 von Deisenhofen nach Höllriegelskreuth an der Isartalbahn verlegt. Die Bahnstrecke München–Lenggries wird zwischen Solln und Deisenhofen somit nicht mehr von S-Bahn-Zügen bedient.
2014 wurde die zuvor von der Linie A befahrene Bahnstrecke Dachau–Altomünster elektrifiziert. Des Weiteren wurden ein zweigleisiger Begegnungsabschnitt zwischen Bachern und Schwabhausen sowie ein zusätzlicher Kreuzungsbahnhof in Erdweg errichtet. Das Planfeststellungsverfahren wurde im Januar 2013 abgeschlossen. Vom 28. April bis 13. Dezember 2014 wurde der Betrieb auf der Linie A zwischen Dachau und Altomünster für die Streckenelektrifizierung eingestellt und die Triebzug-Fahrten der Baureihe 628 durch Schienenersatzverkehr mit Bussen ersetzt. Nach dem Abschluss der Umbauarbeiten wurde der elektrische Betrieb am 14. Dezember 2014 aufgenommen. In der Hauptverkehrszeit wurde der Stundentakts zu einem 30-Minuten-Takt verdichtet. Die Strecke wird als Flügelstrecke von der S 2 bedient. Die letzte Kostenschätzung ging von 47 Mio. Euro aus. Ursprünglich sollte der Bau 2012 beginnen, die Fertigstellung war für 2013 geplant.
Ab dem Fahrplanwechsel im Dezember 2016 wurde der bis dahin bereits montags bis donnerstags angebotene 10-Minuten-Takt in der nachmittäglichen Hauptverkehrszeit auch freitags angeboten. Damit seien mehr als hundert zusätzliche Fahrten bzw. bis zu 23 zusätzliche Fahrten je Linie verbunden.

### Ausschreibung 2017
Die BEG schrieb am 16. Juni 2017 die Verkehrsleistungen für das Netz der S-Bahn München europaweit aus. In einer ersten Betriebsstufe sollen ab frühestens Dezember 2019 jährlich rund 21,3 Millionen Zugkilometer erbracht werden. Mit Inbetriebnahme der Zweiten Stammstrecke (voraussichtlich Dezember 2028) beginnt eine zweite, bislang noch nicht genauer durchgeplante Betriebsstufe mit einer deutlich erweiterten Verkehrsleistung. Die exakte Vertragslaufzeit soll verhandelt werden und im Dezember 2027 und spätestens Dezember 2034 enden. Das Eisenbahnverkehrsunternehmen soll während der Laufzeit Neufahrzeuge beschaffen, die vom Freistaat finanziert und nach Vertragsende an den nächsten Betreiber übergeben werden sollen. Zunächst ist der Einsatz von Gebrauchtfahrzeugen ab 1993 zulässig. Die Bewerbungsfrist für Interessenten lief bis zum 23. März 2018. Kritisiert wurde, dass die Bedingungen der Ausschreibung an den Bedürfnissen der Deutschen Bahn AG orientiert wären.
Eine erste Betriebsstufe wurde zum Fahrplanwechsel im Dezember 2020 umgesetzt, u. a. mit einem 20-Minuten-Takt auf den Außenästen am frühen Morgen sowie über 200 verlängerten Zügen pro Tag.
Im Dezember 2024 wurde die Linie S 7 zwischen Wolfratshausen und Kreuzstraße in zwei getrennte Linien aufgeteilt. Während die S 7 von Wolfratshausen kommend aus der Stammstrecke herausgelöst und – wie früher die S 27 – vom Bahnhof Donnersbergerbrücke oberirdisch unter Auslassung des Halts Hackerbrücke zum Gleis 36 im Nordkopf des Hauptbahnhofs geführt wird, setzte eine neue Linie unter Wiedereinführung der Bezeichnung S 5 in Pasing ein, befährt die Stammstrecke und fährt statt der S 7 weiter nach Kreuzstraße. Während der Hauptverkehrszeit setzt die S 5 bereits in Germering-Unterpfaffenhofen bzw. Weßling ein und ersetzt damit vollständig die Takt-10-Verstärker der S 8. Damit steigt in der Nebenverkehrszeit das Angebot zwischen Pasing und Donnersbergerbrücke von 12 auf 15 Fahrten je Stunde, wogegen in der Hauptverkehrszeit die Zahl der Fahrten zwischen Donnersbergerbrücke und Ostbahnhof von 30 auf 27 abnimmt. Durch Verwenden von längeren Zügen soll das stündliche Sitzplatzangebot gleich bleiben. Insgesamt erhofft man sich davon eine Stabilisierung der Fahrplanabläufe und die Reduzierung von Verspätungen.
Eine zweite Betriebsstufe des bis Ende 2034 laufenden Vertrags sollte mit Inbetriebnahme der Zweiten Stammstrecke umgesetzt werden, mit einer Ausweitung der Verkehrsleistung von 20,9 auf 29,1 Millionen Zugkilometer pro Jahr. Der 2. Münchner S-Bahn-Vertrag soll ab 10. Dezember 2034 laufen und zunächst voraussichtlich 29,1 Millionen Zugkilometer umfassen. Die geplante Vertragslaufzeit sowie die zu befahrenden Streckenabschnitte sind offen.

### Besondere Ereignisse
Am Silvestertag 1988 verließ ein Lokführer in Ebersberg den Führerstand eines aus München angekommenen Zugs, ohne die Bremsen angelegt zu haben. Der nicht mehr mit Fahrgästen besetzte Triebzug der Baureihe 420 (420 053) setzte sich daraufhin auf der abschüssigen Strecke in Bewegung. Er rollte bis Wasserburg (Inn) Bahnhof, wo ihn der Fahrdienstleiter auf ein Abstellgleis leiten konnte.
Am 16. August 2003 ereignete sich ein schwerer Unfall im Bahnhof Neufahrn: Ein Zug der S 1 war planmäßig in zwei Zugteile getrennt worden, um nach Freising und zum Flughafen zu fahren. Aufgrund einer Verkettung ungünstiger Umstände (u. a. starker Nebel, falsche bauliche Anlagen im Bahnhof Neufahrn, falsch vergebene Steuercodes aufgrund von Bauarbeiten in der Stammstrecke) kollidierte der hintere mit dem vorderen Zugteil bei einer Geschwindigkeit von etwa 50 km/h. Etwa zwei Dutzend Reisende wurden verletzt, der Triebfahrzeugführer des auffahrenden Zugteils wurde eingeklemmt und schwer verletzt. Die beiden verunglückten Triebzüge (423 225 und 423 227) konnten repariert werden und nach etwa zwei Jahren wieder in den Regeldienst zurückkehren.
Am 8. Mai 2004 stieß eine S-Bahn (423 190) am Bahnhof Leuchtenbergring mit einem Bauzug zusammen, der mehrere haltzeigende Signale missachtet hatte. 54 der rund 110 Fahrgäste wurden verletzt, sieben davon schwer.
Am Abend des 3. November 2008 wurde das erste und bislang einzige Kind in einem Münchner S-Bahn-Zug der Linie S 8 am Bahnhof München-Pasing geboren. Als Geburtsgeschenk erhielt es von der Deutschen Bahn eine lebenslange Freifahrtsberechtigung für alle Münchner S-Bahn-Fahrten.
Am 12. September 2009 wurde Dominik Brunner am S-Bahnhof Solln von zwei Jugendlichen ermordet. Zuvor wollte er vier Schüler vor den Jugendlichen, die die Schüler erpressen wollten, beschützen. Mit schweren Verletzungen starb Brunner im Klinikum Großhadern aufgrund eines Herzstillstandes. In den folgenden Tagen wurde Dominik Brunner mehrmals geehrt, woraufhin auch die Dominik-Brunner-Stiftung für Zivilcourage gegründet wurde.
Am Abend des 21. Februar 2013 wurde auf dem Bahnübergang in Emmering ein liegengebliebener Autotransporter von einer S-Bahn der Linie S 4 erfasst und in Stücke gerissen. Der 62-jährige Fahrer des Lastwagens wurde von umherfliegenden Trümmern getötet. Der Fahrzeugführer der S-Bahn blieb trotz erheblicher Schäden an den beiden Fahrzeugen (423 125 und 423 143) unverletzt. Lediglich ein Fahrgast wurde leicht verletzt und konnte ambulant vor Ort versorgt werden. Beide Fahrzeuge wurden nach mehrmonatigen Reparaturarbeiten ab August 2013 wieder eingesetzt.
Am 7. Mai 2014 ereignete sich ein schwerer Unfall in Olching: Eine S-Bahn kollidierte mit dem Ausleger eines Zwei-Wege-Baggers. Der Zug, der mit rund 100 km/h unterwegs war, wurde durch die Schaufel aufgeschlitzt und schwer beschädigt. Da es eine Leerfahrt war, wurden keine Fahrgäste verletzt; der Triebfahrzeugführer des Zuges hingegen wurde schwer verletzt. Der schwer beschädigte Triebwagen (423 206) konnte vom Hersteller wieder aufgebaut werden. Nach umfangreichen Test- und Abnahmefahrten befindet sich das Fahrzeug seit September 2017 wieder im Fahrgastbetrieb.
Am 14. Februar 2022 kam es gegen 16:40 Uhr nahe dem Bahnhof Ebenhausen-Schäftlarn in einem eingleisigen Abschnitt zum Eisenbahnunfall von Ebenhausen-Schäftlarn, einem Frontalzusammenstoß zweier Züge der Linie S 7. Dabei wurde eine Person getötet und 18 verletzt, sechs von ihnen – darunter die beiden Triebfahrzeugführer – schwer. Insgesamt befanden sich 95 Menschen in den beiden Triebzügen. Rund eineinhalb Jahre danach wurde Anklage gegen einen der Triebfahrzeugführer erhoben. Es gibt Hinweise darauf, dass von den ins Ausbesserungswerk Krefeld verbrachten beschädigten Triebzügen die beschädigten Führerstandswagen und je ein Mittelwagen entfernt werden und die übrigen Wagen wieder zu einem ET 423 verbunden werden.

## Betrieb

### Betriebsführung

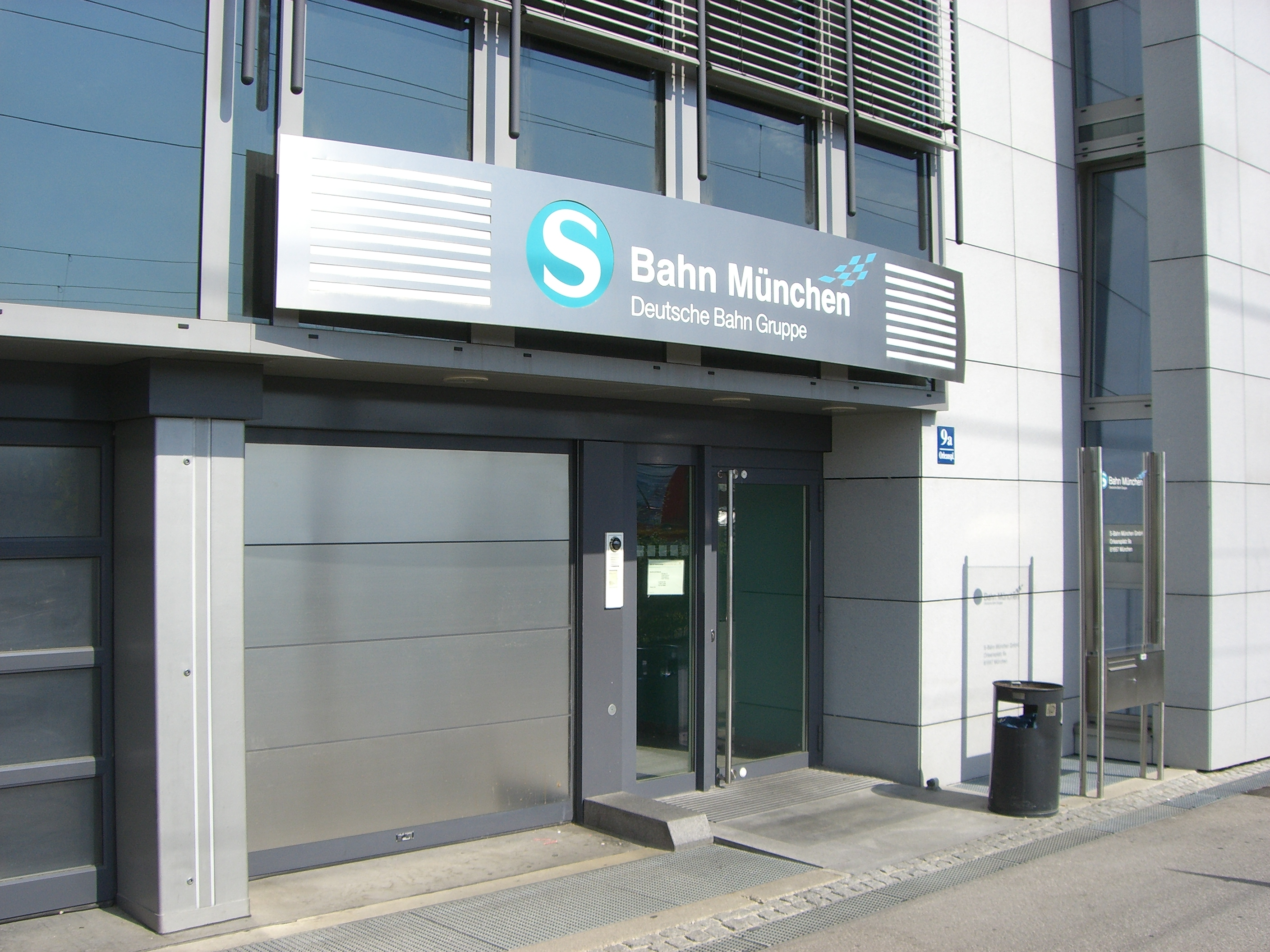
Verwaltungssitz der S-Bahn München am Ostbahnhof

#### Steuerung
Ein Teil des S-Bahn-Betrieb wird über die Betriebszentrale München der DB InfraGO (vormals DB Netz AG) in der Nähe der Donnersbergerbrücke gesteuert. Über drei Rechner werden die Daten aus der Zugüberwachung und aus den Stellwerken an den Außenstrecken mit Hilfe von Fahrplandaten ausgewertet. Über mehrere Monitore wird das Fahrverhalten der S-Bahn-Züge dem Bereichsdisponenten S-Bahn angezeigt, dabei werden auch Betriebsabweichungen im Verkehr besonders gekennzeichnet. Bei Betriebsstörungen oder Zugausfällen werden die Entscheidungen über den weiteren Betriebsablauf vom Bereichsdisponenten in Absprache mit den Disponenten der S-Bahn-Leitstelle übernommen. Im selben Gebäude befinden sich die Fahrdienstleiter für die westlichen Strecken der Linien S 1, S 2, S 3, S 4, S 6 und S 8, die östlichen Äste der jeweiligen Linien werden noch von Fahrdienstleitern an der Strecke gesteuert. Die Leitstelle befindet sich im Verwaltungsgebäude der S-Bahn am Bahnhof München Ost.

#### Fahrgastinformationssystem

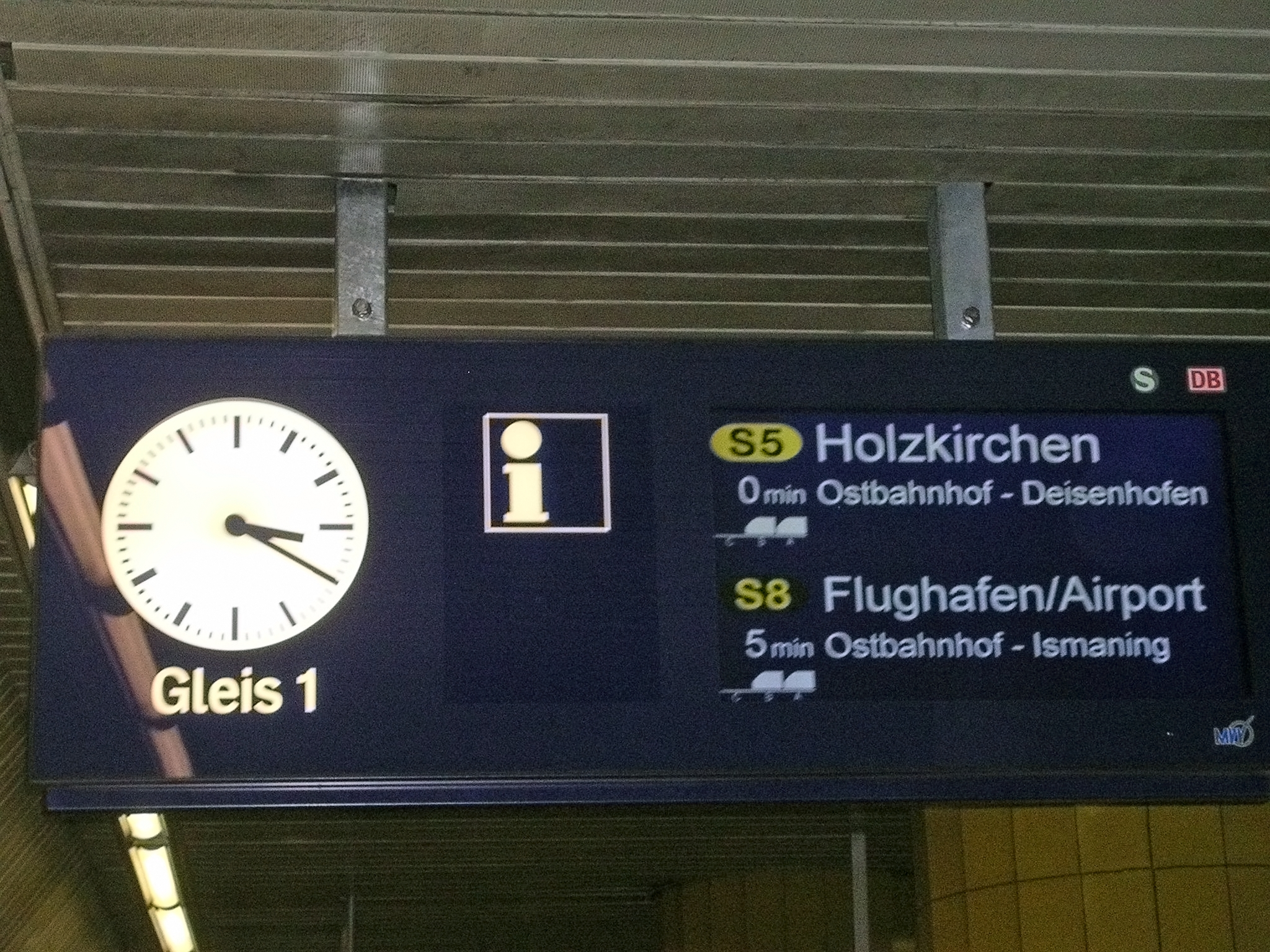
Moderner Zugzielanzeiger im Stammstreckentunnel

Alle Stammstreckenbahnhöfe sowie alle Stationen, an denen damals mindestens zwei S-Bahn-Linien hielten, wurden mit Eröffnung des S-Bahn-Netzes im Jahr 1972 mit ein bis drei Zugzielanzeigern pro Bahnsteigkante ausgestattet. Sämtliche Anzeigen waren als Fallblattanzeiger ausgeführt, an denen die Gleisnummer fest, die Linie sowie das Zugziel angezeigt wurde. An den Tunnelstationen der Stammstrecke wurden leicht modifizierte Fallblattanzeiger verwendet, die zusätzlich noch in Textform über die Zuglänge sowie über den übernächsten Zug informierten. Hergestellt wurden alle Anzeigen von der Firma AEG-TELEFUNKEN, die Technik im Inneren stammt von der Firma Solari. Ab 1977 stattete man alle Zugzielanzeiger mit neuen Fallblattmodulen aus, sodass nun die einzelnen Linien farbig und die Zuglängen in Symbolform dargestellt wurden. Sämtliche Anzeigen wurden über einen zentralen Prozessrechner in der Betriebszentrale automatisch gesteuert, dies erfolgt über den eingespeicherten Fahrplan, über die Gleisbelegungen an anderen Stationen und über Achszählungen. Fahrdienstleiter konnten bei Betriebsstörungen Änderungen an den Anzeigen manuell vornehmen.
Die Fallblattanzeiger waren original steingrau lackiert und mit wechselnder Vorgabe zuerst himmelblau und später nachtblau übergestrichen. Die Technik der Ansteuerung entspricht zum größten Teil – abgesehen von den Anzeigern am Hauptbahnhof und der Südachse Richtung Isartalbahn – derjenigen der Anzeiger der U-Bahn.

Mit der Eröffnung der S-Bahn-Strecke zum Flughafen wurden 1992 erstmals am Flughafen Flüssigkristallanzeiger (LCD) anstatt Fallblattanzeiger verwendet, die hinsichtlich der darstellbaren Informationen deutlich flexibler waren. Mit Einzug der LZB-Technik auf der Stammstrecke im Jahr 2004 wurden dort die Fallblattanzeiger in den offenen Stationen durch LCD-Zugzielanzeiger und in den Tunnelstationen durch TFT-Displays ersetzt. An allen anderen Stationen wurden sie ebenfalls durch LCD-Anzeiger ausgetauscht. Alle Stationen, die keine Zugzielanzeiger besaßen, wurden und werden immer noch sukzessive mit solchen in LCD-Technik ausgerüstet. Über Betriebsstörungen werden die Fahrgäste an Bahnhöfen ohne elektrische Anzeigen durch Lautsprecheransagen informiert. Die Ansagen innerhalb der Züge werden seit Dezember 2009 von Regina Wallner (deutsch) und Graham Baxter (englisch) gesprochen.

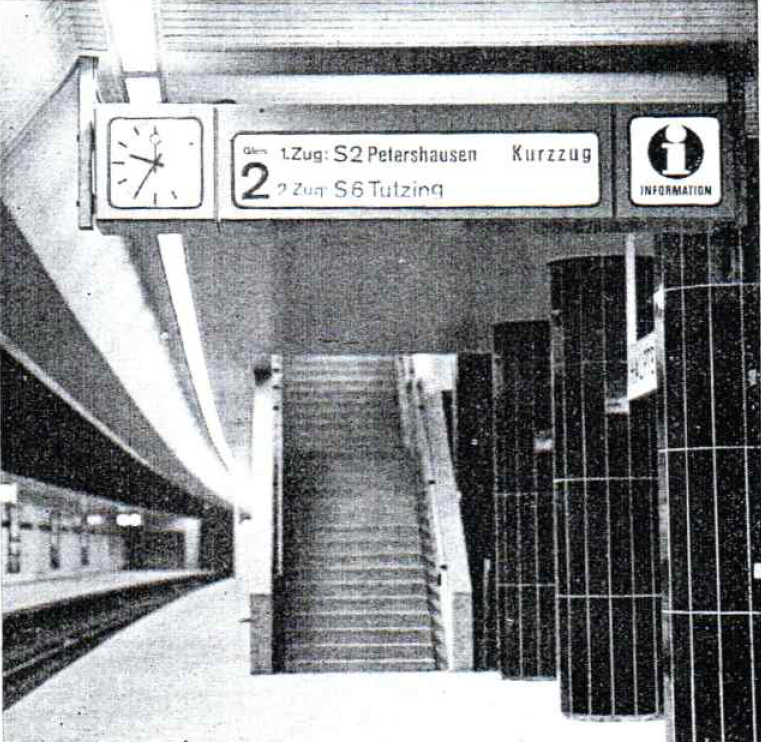
Historisches Bild eines Tunnelanzeigers mit Eröffnungsbedruckung (etwa 1974)
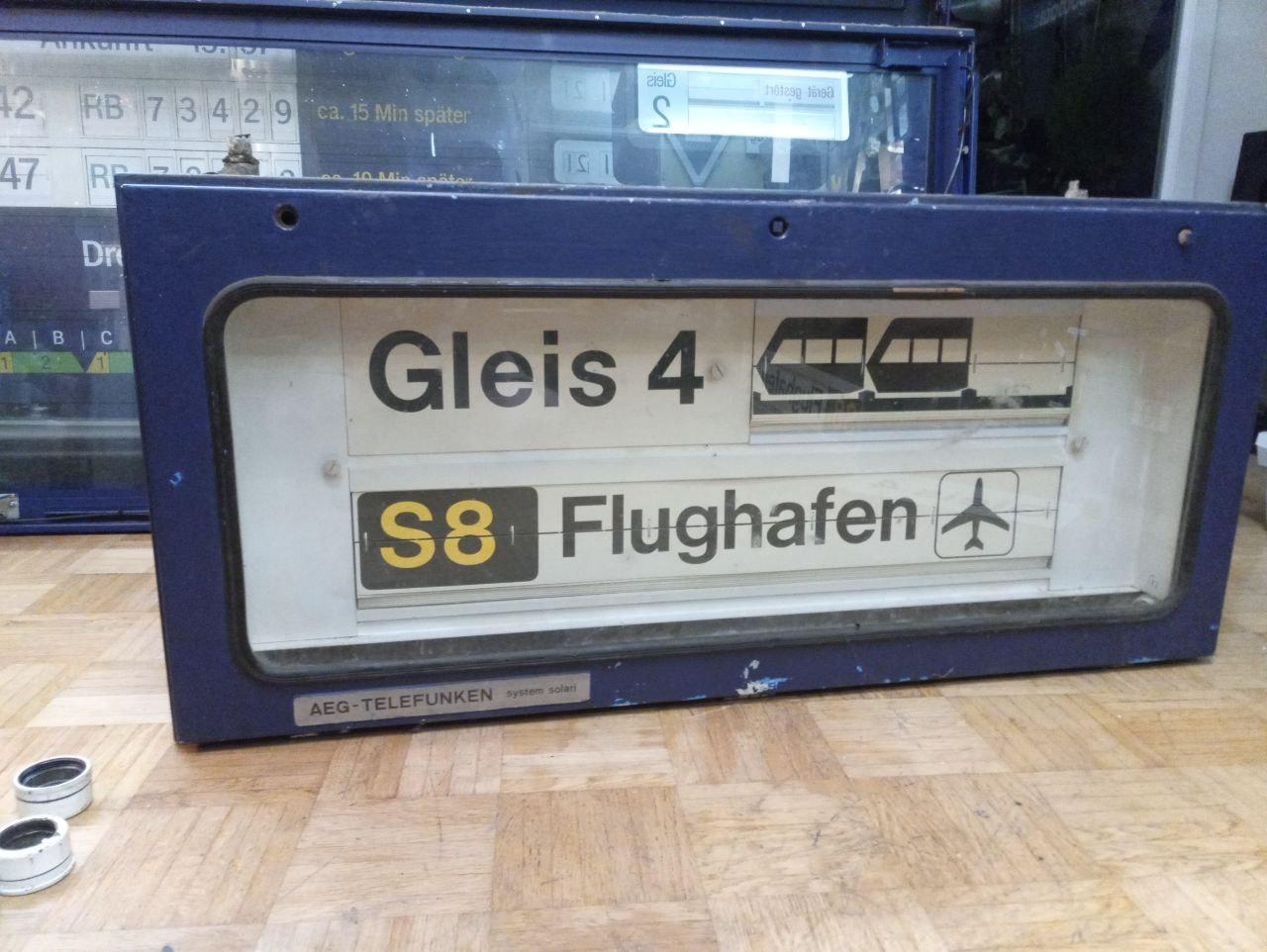
Fallblattanzeiger vom Bahnhof Leuchtenbergring, Gleis 4
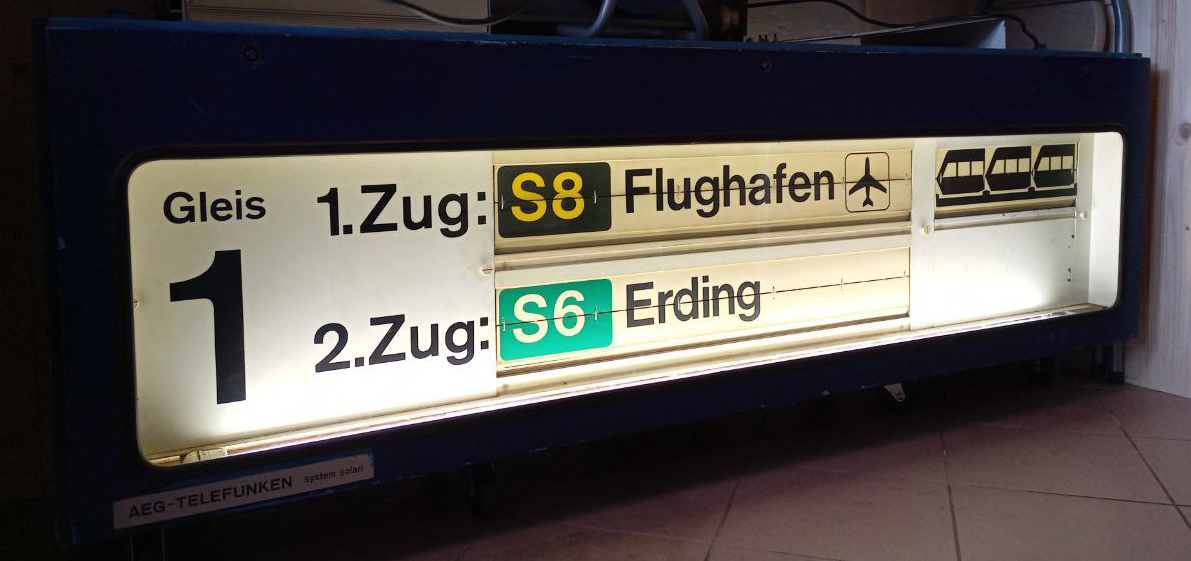
Fallblattanzeiger aus einem der Tunnelbahnhöfe (ohne seitlich angeschraubte Uhr und Info-Würfel)

#### Abfertigungsverfahren
Nach der Eröffnung des S-Bahn-Netzes 1972 wurden alle S-Bahn-Fahrzeuge durch den Triebfahrzeugführer, bei Langzügen durch einen Zugbegleiter abgefertigt. Die Zugbegleiter waren in den Außenbahnhöfen notwendig, da nicht alle Bahnsteige neigungsfrei ausgeführt werden konnten. In drei Stammstreckenbahnhöfen, im Hauptbahnhof, im Ostbahnhof und am Marienplatz, ist seit der Eröffnung des S-Bahn-Netzes örtliches Personal vorhanden. Dieses fertigt mit Hilfe von Kameras und Monitoren die Züge über Lautsprecheransagen am Bahnsteig ab. In den 1960er Jahren ließ das Bundesbahn-Zentralamt Versuche zum drahtlosen Übertragen der Videobilder der Bahnsteige an den Führerstand durchführen. Antennen an den Drehgestellen der Fahrzeuge ermöglichen das drahtlose Übertragen an einigen Bahnhöfen mit großen Neigungsverhältnissen.
Heute werden auch in Langzügen keine Zugbegleiter mehr eingesetzt, die Züge werden vom Triebfahrzeugführer abgefertigt. Grund dafür ist die neuere Fahrzeuggeneration (Baureihe 423), die ein modernes Türschließsystem (Technikbasiertes Abfertigungsverfahren (TAV)) besitzt.
Der ursprüngliche Fahrzeugtyp (Baureihe 420) verkehrt nur noch als Voll- oder Kurzzug-Garnitur und benötigt deshalb kein Zugbegleitpersonal mehr.
An jeder Stammstreckenstation gibt es die technische Ausrüstung zum Abfertigen durch eine örtliche Aufsicht. Jedoch werden nur noch die Halte Hauptbahnhof, Karlsplatz (Stachus), Marienplatz und Ostbahnhof Gleise 1 bis 4 mit einer örtlichen Aufsicht besetzt.
Seit 2020 wurden an den Stationen der Stammstrecke, die nicht mit örtlichen Aufsichten besetzt sind, TV-Systeme installiert, um die Abfertigung für den Triebfahrzeugführer zu erleichtern. Anfang März 2021 waren die Anlagen in Hirschgarten und Donnersbergerbrücke in Betrieb, in Pasing, Laim, Hackerbrücke, Isartor und Rosenheimer Platz wurden im Jahr 2021 ausgerüstet.

### Personal
Derzeit beschäftigt die S-Bahn München rund 1600 Mitarbeiter. Den Hauptanteil bilden etwa 750 Triebfahrzeugführer. Es kam Anfang der Jahre 2012 und 2015 zu einigen Zugausfällen aufgrund Personalmangels, da wegen einer Krankheitswelle einige ausfielen oder andere in den besser bezahlten Güterverkehr wechselten. Die Deutsche Bahn lässt deshalb statt bisher 12 nun 20 Auszubildende zu Lokführern ausbilden. Für den Ausbildungsstart im Jahr 2016 werden statt wie bisher 20 Azubis nur noch 14 eingestellt. Parallel dazu finden im Jahr 2016 fünf Funktionsausbildungen statt. Im Rahmen dieser verkürzten Funktionsausbildungen werden die Lokführer in neun Monaten anstatt der üblichen drei Jahren ausgebildet. Weitere 164 Beschäftigte arbeiten im Bahnbetriebswerk Steinhausen als Wartungstechniker. Die Leitstelle der S-Bahn München ist mit 54 Mitarbeitern besetzt, weitere 70 arbeiten in der Verwaltung. Zusätzlich gibt es 120 Mitarbeiter für den Kundenservice, dieser Bereich bildet drei Teilbereiche, die Fahrgastkontrolle, die Fahrgastinformation und die örtliche Aufsicht. Die örtliche Aufsicht existiert nur in den Stammstreckenbahnhöfen und dient der Auskunft und den Durchsagen auf dem Bahnsteig. Außerdem bildet die S-Bahn München jährlich mehr als 100 Auszubildende in allen Bereichen der S-Bahn München aus.

### Betriebsstörungen
| Ursache                             | West- zweige | Ost- zweige | Stamm- strecke |
| ----------------------------------- | ------------ | ----------- | -------------- |
| sonstige Sperrungen                 | 31           | 11          | 7              |
| Polizeieinsatz                      | 29           | 13          | 3              |
| Notarzteinsatz                      | 19           | 12          | 3              |
| Unwetter                            | 16           | 09          | –              |
| Störung bei Weichen und Oberleitung | 13           | 09          | –              |
| Stellwerkstörung                    | 10           | 10          | 2              |
| Bombendrohung                       | 09           | 05          | –              |
| Feuerwehreinsatz                    | 05           | 05          | –              |
| Sonstiges                           | 14           | 02          | –              |

Im Jahr 2009 gab es während des Betriebes der S-Bahn München 237 Betriebsstörungen. Am störungsanfälligsten sind die Westzweige mit über 40 Notarzt- und Polizeieinsätzen. Die Linie S 1 ist die am häufigsten verspätete S-Bahn-Linie, da die S-Bahn-Gleise auch von den Regionalzügen in Richtung Landshut mitgenutzt werden. Aufgrund der engen Taktfolge im Stammstreckentunnel wird die Verspätung des verspäteten Zuges auf die darauffolgenden übertragen. Mit etwa 15 Betriebsunterbrechungen ereigneten sich auf der Stammstrecke die wenigsten Störungen. Im Falle einer Unterbrechung des S-Bahn-Betriebs auf der Stammstrecke wird ein sogenanntes Notprogramm angewendet, sodass die S-Bahn-Züge bereits am Ostbahnhof bzw. im Starnberger Flügelbahnhof des Hauptbahnhofes enden. Im Falle einer Teilsperrung des Stammstreckentunnels kann der Tunnel aufgrund der Wendemöglichkeit am Isartor noch auf dem Abschnitt Ostbahnhof–Isartor bzw. Isartor–Ostbahnhof mit einzelnen Zügen befahren werden.
Im März 2012 kam es häufig zu Ausfällen der Verstärkerzüge auf den Linien S 2, S. 3 und S 8. Dies lag vor allem an den nur etwa 500 Lokführern, die der S-Bahn München zur Verfügung standen, da einige aufgrund einer Krankheitswelle ausfielen.
Im Sommer 2015 fielen zahlreiche Verstärkerzüge aufgrund von Personalmangel aus. Mitte 2016 verfügte die S-Bahn über rund 600 Triebfahrzeugführer, 60 weniger als für einen stabilen Betrieb benötigt. Ab 1. Juni 2016 werden vorübergehend Triebfahrzeugführer von anderen DB-Konzernunternehmen zur S-Bahn München versetzt. Dafür zahlt der S-Bahn-Betreiber Sonderprämien und stellt Wohnungen bereit.
Im Jahr 2019 verursachten laut einer parlamentarischen Anfrage von Bayerns Landtagsvizepräsident Markus Rinderspacher (SPD) Stellwerkstörungen bei der S-Bahn München im Schnitt täglich elf Zugausfälle. Die Behebung einer durchschnittlichen Stellwerkstörung dauere ein bis zwei Stunden. Die häufigsten Ursachen waren demnach Signalstörungen und schadhafte Kabelverbindungen. Oft spielte auch die Witterung eine Rolle, außerdem Tierverbiss und defekte Gleiskontakte.

### Betriebswerk München-Steinhausen
Die vorhandenen Münchner Bahnbetriebswerke, namentlich Neuaubing und München Ost, verfügten nicht über die Kapazität, auf Dauer zusätzlich die S-Bahn-Züge zu warten, zumal die Expansion des S-Bahn-Verkehrs bereits absehbar war. Die Deutsche Bundesbahn beschloss daraufhin zur Wartung, zum Reinigen und zum Abstellen ein neues Bahnbetriebswerk zu errichten. Im Stadtteil Steinhausen stand eine Teilfläche des damaligen Rangierbahnhofs München Ost zur Verfügung, die in der Nähe eines Industriegebiets liegt. Das Bahnbetriebswerk wurde am 1. Februar 1972 in Betrieb genommen. Anfangs besaß seine Halle vier Gleise mit einer Länge von 210 Metern. Insgesamt war in der Halle Platz für zwölf Fahrzeuge. Alle Gleise erhielten eine Untersuchungsgrube. Drei Gleise wurden mit einer Oberleitung ausgestattet, auf dem vierten Gleis konnten auch die Stromabnehmer untersucht und ausgetauscht werden. Eine hydraulische Drehgestellsenke an einem weiteren Gleis sollte den Austausch und Ausbesserung von Drehgestellen ermöglichen. Die Gleisanlagen und das Bahnbetriebswerk werden von einem Stellwerk im zweistöckigen, an die Halle anschließenden Verwaltungsgebäude gesteuert. Von 1975 bis 1978 wurde die Halle erweitert, sodass eine Erweiterung auf acht Hallengleise möglich war. Zusätzlich wurde ein Mehrzweckgebäude errichtet, das weitere Verwaltungsaufgaben übernehmen sollte. Für die Außenreinigung wurde eine Waschanlage eingebaut, für die Innenreinigung drei Reinigungsbühnen eingerichtet.
Am 30. Dezember 2011 erging der Planfeststellungsbeschluss zum Ausbau des Werkes um zusätzliche 27 Abstellplätze, einer zweiseitigen Anbindung, Innenreinigungsbühnen und dem Ausbau eines Voll-ESTWs. Für den Bau wurden 45 Mio. Euro veranschlagt. Zum 31. Mai 2017 genehmigte das Eisenbahn-Bundesamt die Errichtung einer sechsgleisigen Werkstatthalle für die S-Bahn-Züge. Am 12. Juli 2017 begannen mit dem ersten Spatenstich die Bauarbeiten zur Errichtung der Abstellanlage. Im April 2020 erfolgte die Inbetriebnahme der Abstellanlage mit sieben zusätzlichen Abstellgleisen samt elektronischem Stellwerk. Die Kosten beliefen sich auf rund 70 Millionen Euro.

## Fahrzeuge

### Zugbildung
Ein S-Bahn-Triebzug der Baureihen 420 und 423 besteht aus knapp 70 Meter langen Einheiten. Bei der S-Bahn München bilden jeweils eine, zwei oder drei Triebfahrzeugeinheiten einen Zug. Ein einzelnes Triebfahrzeug wird als Kurzzug bezeichnet und kommt meist an schwach frequentierten Sonn- und Feiertagen zum Einsatz. Eine zweiteilige Garnitur wird meist im Normalbetrieb eingesetzt, diese wird als Vollzug bezeichnet. In den Hauptverkehrszeiten kommen auf einigen Linien aufgrund des hohen Fahrgastaufkommens dreiteilige Garnituren zum Einsatz, die als Langzug bezeichnet werden.
Die Bahnstrecken Markt Schwaben–Erding, Dachau–Altomünster, Giesing–Kreuzstraße ab Höhenkirchen-Siegertsbrunn sowie die Isartalbahn ab Solln sind aufgrund der Bahnsteiglängen nicht für Langzüge geeignet. So verkehren auf den Linien S 2, S 7 und S 20 in diesen Abschnitten nur maximal Vollzüge.

### Aktuell eingesetzte Fahrzeuge

#### Flottenübersicht
Mit der Inbetriebnahme der Fahrzeuge der Baureihe 424 Ende 2023 umfasst die Flotte der S-Bahn München insgesamt 289 Fahrzeuge der folgenden Baureihen:

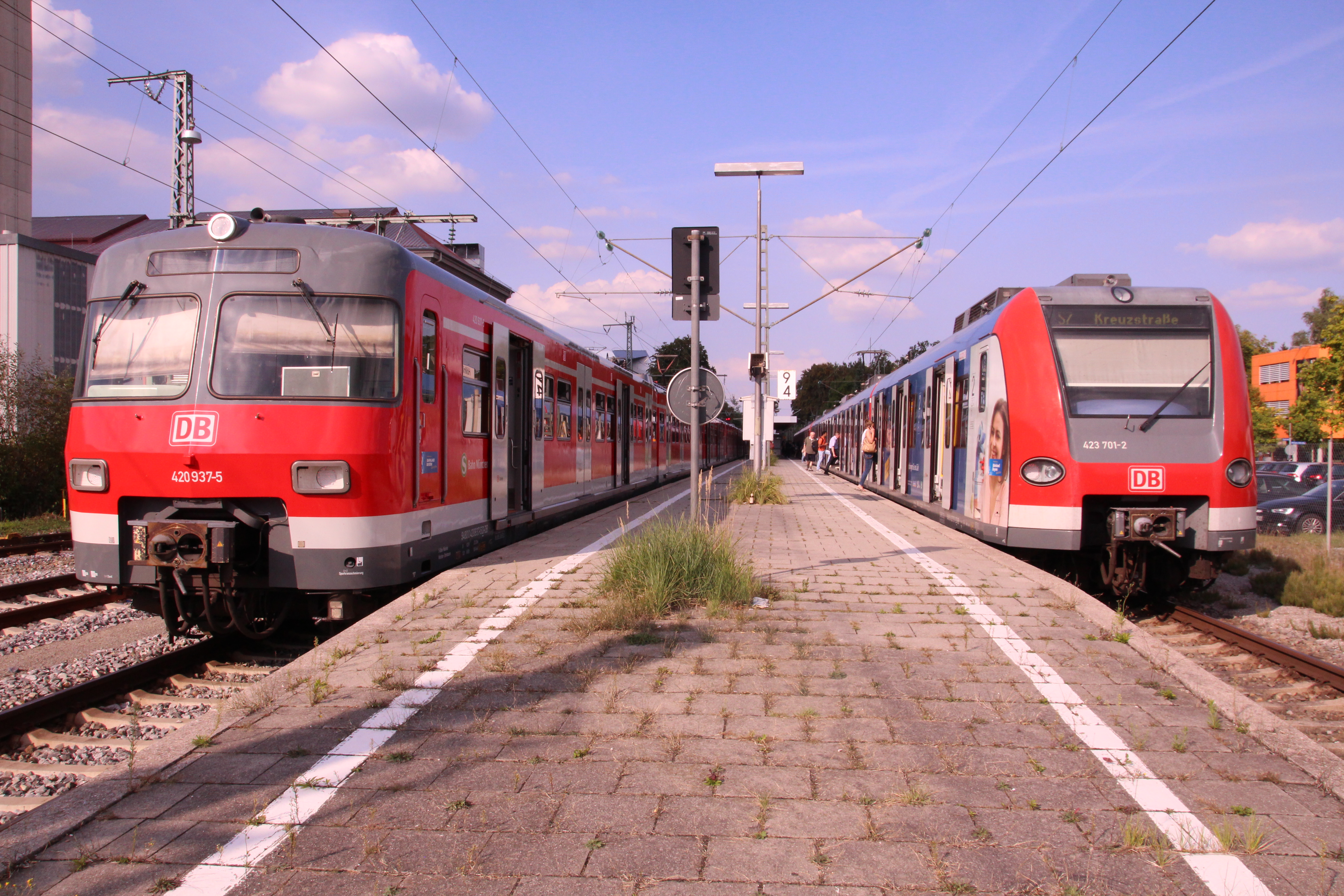
Züge der S 20 (Baureihe 420) und der S 7 (Baureihe 423) treffen sich in Höllriegelskreuth am selben Bahnsteig.

| Baureihe | Anzahl |
| -------- | ------ |
| 420      | 036    |
| 423      | 237    |
| 424      | 016    |

#### Baureihe 420

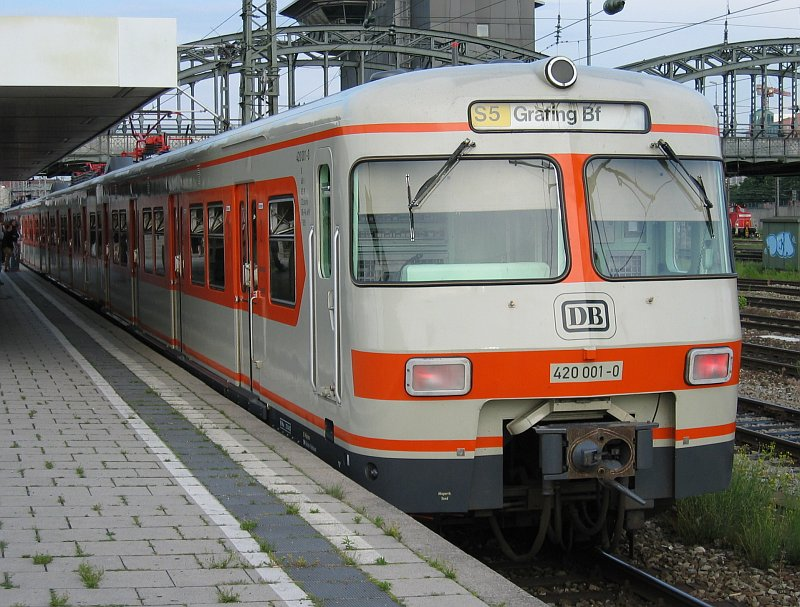
Baureihe 420 „Olympiatriebzug“

Seit der Eröffnung des S-Bahn-Netzes 1972 bis 2004 wurden im Münchner S-Bahn-Netz Fahrzeuge der Baureihe 420 eingesetzt. 1972 standen jedoch nur 101 der bestellten 120 Triebfahrzeugen zur Verfügung, sodass auf einigen Strecken bis 1975 noch mit Wendezügen gefahren werden musste. Die ersten 120 Fahrzeuge stammten aus der ersten Bauserie dieser Baureihe. In den folgenden Jahren kamen durch den höheren Bedarf an Fahrzeugen auch rund 30 Fahrzeuge der zweiten Bauserie nach München. Die Zahl der Züge der zweiten Bauserie variierte, da diese auch mit Fahrzeugen aus anderen Städten ausgetauscht wurden. Von 1979 bis 1982 kamen auch Fahrzeuge der fünften und sechsten Bauserie nach München, diese wurden nach 1982 jedoch wieder in anderen S-Bahn-Netzen eingesetzt. Ab 1992 kamen einige Fahrzeuge der siebten und ab 1996 der achten Bauserie hinzu, sodass der Fahrzeugbestand in München 1996 209 Fahrzeuge umfasste. Nach der Auslieferung der Fahrzeuge der Baureihe 423 wurden die Züge der Baureihe 420 an andere Städte abgegeben, verkauft oder verschrottet. Die vorerst letzte reguläre Personenleistung im Münchner S-Bahn-Netz führte ein Zug dieser Baureihe am 5. Dezember 2004 auf einem Verstärkerumlauf der Linie S 8 aus und war seitdem nur noch im Museumsdienst bei regelmäßigen Sonderfahrten anzutreffen.
Aufgrund der Elektrifizierung der Strecke nach Altomünster und des dadurch entstandenen zusätzlichen Bedarfs an elektrischen Fahrzeugen kommen seit Dezember 2014 wieder Triebzüge der Baureihe 420 zum Einsatz. Hierbei handelte es sich zunächst um 15 von der S-Bahn Stuttgart übernommene Einheiten der 8. Bauserie, die vor ihrer Rückkehr in den Linienbetrieb der S-Bahn München einer Modernisierung unterzogen wurden, um die Fahrzeuge vor allem im Fahrgastraum zeitgemäßer erscheinen zu lassen. Aufgrund fehlender Linienzugbeeinflussung konnten sie anfangs jedoch in den Hauptverkehrszeiten nicht auf der Stammstrecke fahren. Sie übernahmen daher montags bis freitags ausschließlich den Pendelverkehr auf der S 2 zwischen Dachau und Altomünster sowie Verstärkerfahrten auf dem Westast der Linie S 4 und die Linie S 20. Ab Juni 2017 kamen die Züge zudem am Wochenende auf den Linien S 2 und S 4 zum Einsatz und verkehrten dabei auch über die Stammstrecke. Ende 2018 planten die S-Bahn München und die BEG, weitere Einheiten aus Stuttgart nach München zu holen, um die wachsende Nachfrage zu bewältigen. Insgesamt wurden 21 weitere Triebzug der 8. Bauserie aus Stuttgart nach München überführt. Diese wurden ebenfalls modernisiert und zusammen mit den 15 bestehenden Einheiten nach und nach mit der Linienzugbeeinflussung ausgerüstet, um die Fahrzeuge auch werktags problemlos auf der Stammstrecke einsetzen zu können. Alle 36 Einheiten wurden entsprechend nachgerüstet und übernahmen werktags zusätzliche Leistungen auf der kompletten S 6 sowie den S 2- und S 8-Verstärkern.
Da der Fahrzeugbedarf aber weiter anhielt, wurden ab Mitte Januar 2020 zwei Fahrzeuge von der S-Bahn Köln und eines von der S-Bahn Rhein-Ruhr ausgeliehen, die den Münchner Fahrzeugbestand temporär erweiterten. Aufgrund des zeitweise durch die COVID-19-Pandemie eingeschränkten Verkehrsangebots wurde der eigentlich bis Mai bzw. Juni vorgesehene Leiheinsatz nicht über den vollständigen Zeitraum hinweg realisiert, sondern die Fahrzeuge bereits Anfang April wieder abgegeben. Während des Leiheinsatzes stellte die S-Bahn München Überlegungen an, das Leihfahrzeug 420 427 der 7. Bauserie dauerhaft in den Fuhrpark einzugliedern. Der Verkehrsvertrag ließ dies allerdings nicht zu, sodass man sich dazu entschied, einen anderen Triebzug der 8. Bauserie (420 442) von der S-Bahn Rhein-Ruhr zu kaufen, der entsprechend modernisiert wurde.
Mit dem Fahrplanwechsel im Dezember 2024 wurde der Einsatz auf den Linien S 3 und S 8 sowie am Wochenende überwiegend der S 4 beendet, dafür übernahmen sie wieder die Züge der S 20 und einzelne Zubringerfahrten der S 4 nach Geltendorf sowie die Verstärkerzüge der S 2 Dachau–Altomünster und einzelne Züge der Linie S 5.

#### Baureihe 423

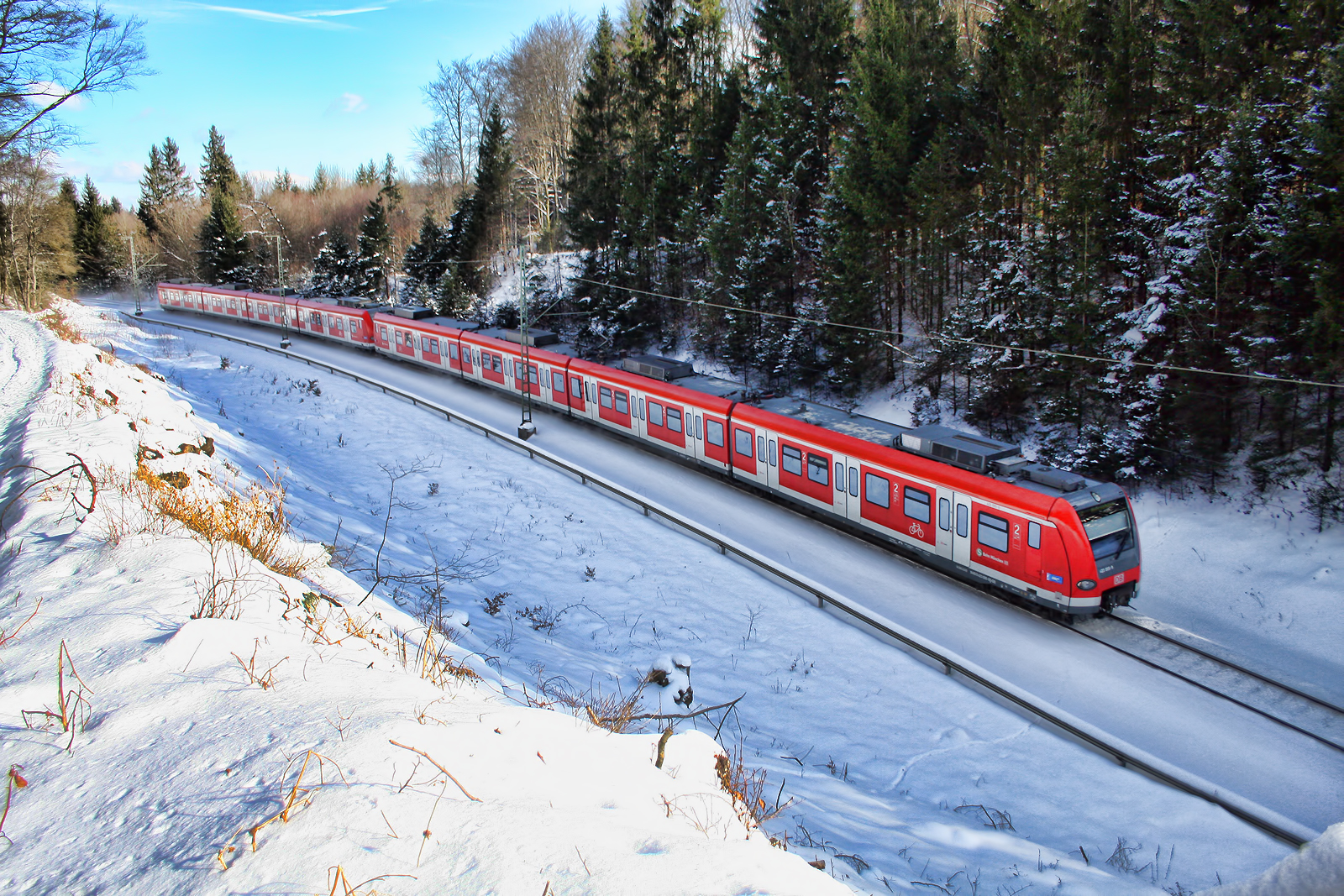
Baureihe 423 auf der S 8 zwischen Steinebach und Weßling

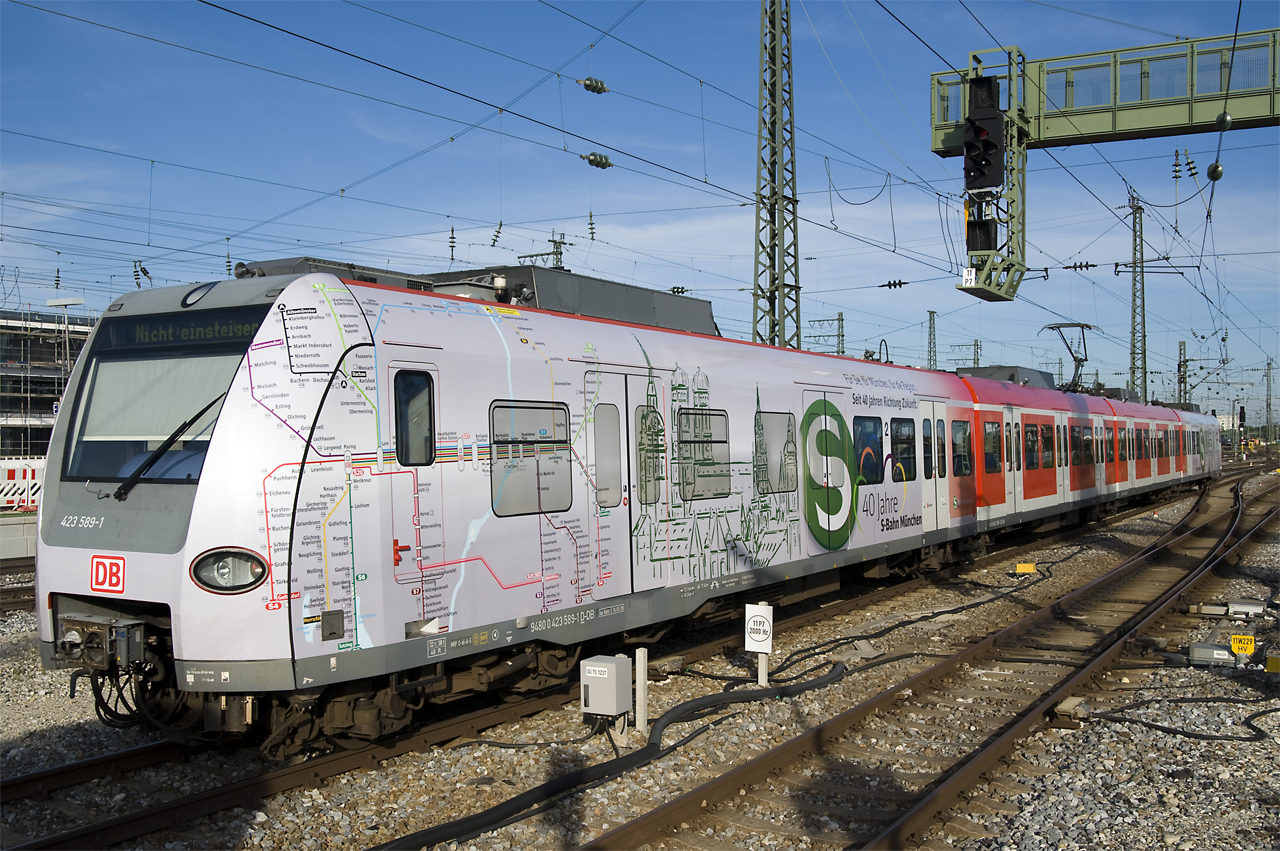
423 089 mit Sonderbeklebung anlässlich „40 Jahre S-Bahn München“ in München-Pasing

Ab Herbst 2000 wurden die teilweise über dreißig Jahre alten Triebzüge der Baureihe 420 durch neue Fahrzeuge der Baureihe 423 ersetzt. Die neuen Fahrzeugeinsätze wurden linienweise durchgesetzt, da die Baureihen nicht untereinander gekuppelt werden können. Als erstes wurde die Linie S 7 von den neuen Triebfahrzeugen bedient. Bis 2003 wurden 211 Triebfahrzeuge ausgeliefert. Für das Takt-10-Programm wurden 2004 weitere 23 Einheiten beschafft. 2005 wurden vier weitere Züge ausgeliefert, sodass seitdem 238 Triebfahrzeuge bei der S-Bahn München im Bestand sind.
Von Januar bis Juli 2008 installierte die Deutsche Bahn in 105 Zügen der S-Bahn München Videokameras. Diese wurden vor allem wegen brutaler Übergriffe in den vorherigen Monaten gefordert. Außerdem sollte in den Fahrzeugen Vandalismus, durch den zuvor jährlich Schäden von über fünf Millionen Euro entstand, verhindert werden. Nach 2008 wurde der Einbau der Videoüberwachung fortgesetzt. Der durch die Bayerische Eisenbahngesellschaft (BEG) geförderte Einbau sollte bis Mitte 2013 abgeschlossen werden. Der Vandalismus an den S-Bahn-Zügen ging danach stark zurück. Die Schäden innerhalb der Züge gingen beispielsweise von etwa 630.000 Euro im Jahr 2008 auf rund 520.000 Euro im Jahr 2011 zurück.
Bis 2016 wurden alle Fahrzeuge der Baureihe 423 der S-Bahn München für ein zentrales Öffnen der Türen vom Führerstand aus ausgerüstet. Mit dem Beginn des Fahrplanjahres 2017 wurde das zentrale Öffnen an den Stationen der stark frequentierten Stammstrecke zwischen 6 und 22 Uhr eingeführt, um die Fahrgastwechselzeiten zu verkürzen.

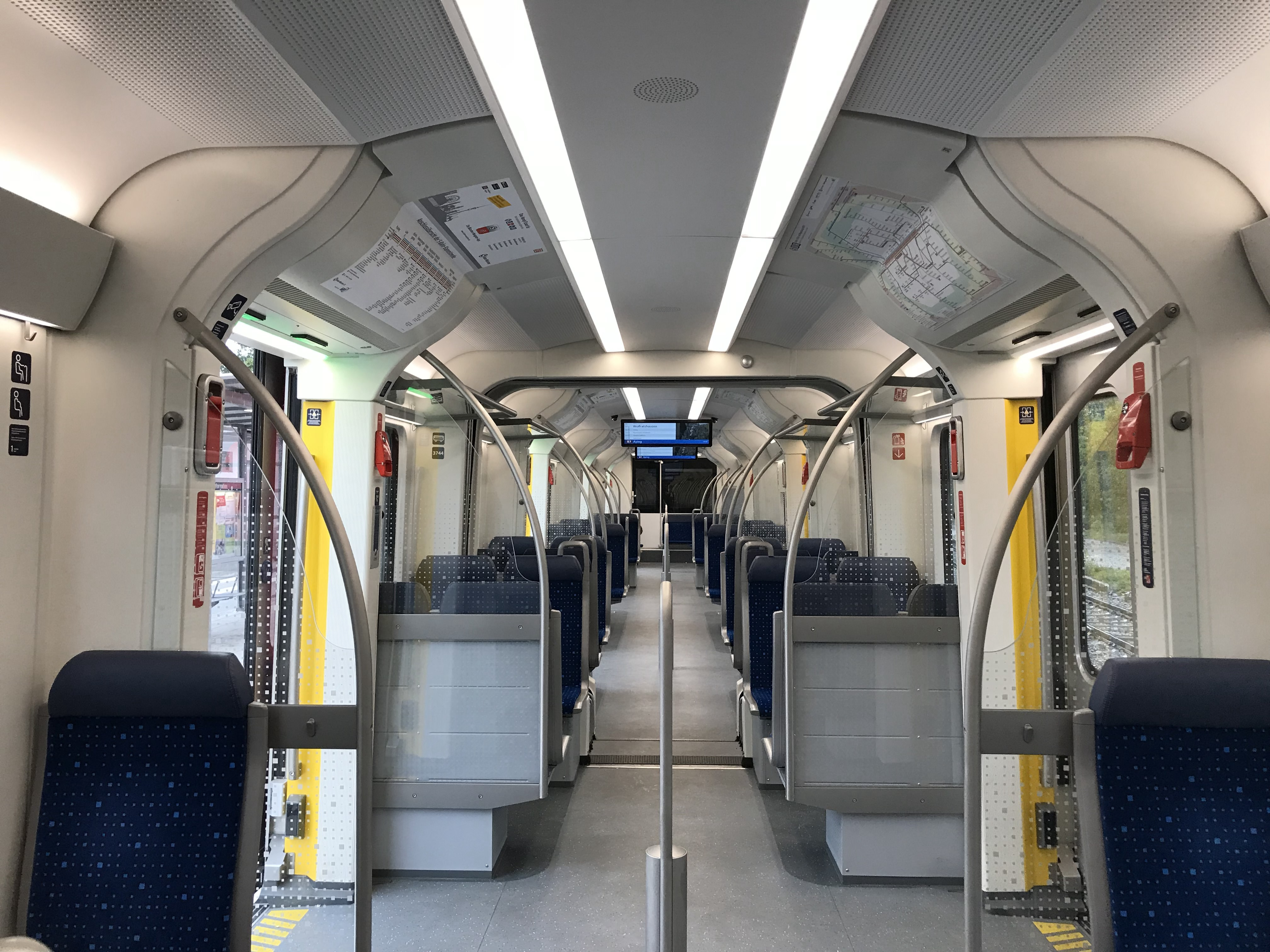
Innenraum eines modernisierten Triebzugs

Um mehr Platz für Fahrgäste zu bieten und den Passagierfluss zu verbessern, wurde alle 238 Triebzüge der Baureihe 423 nacheinander zwischen Juli 2018 und dem 5. November 2021, an dem der letzte modernisierte Triebzug wieder eingesetzt wurde, modernisiert. Neben der Umbildung der Sitzbereiche wurden die Fahrzeuge unter anderem mit farbigen LED-Außenanzeigen und einer neuen Innenraumgestaltung mit großen Monitoren und neuer LED-Beleuchtung ausgestattet. Bis Juli 2023 wurden alle Fahrzeuge mit WLAN ausgestattet.
Bei der S-Bahn München wurden sechs Einheiten der Baureihe 423 auf Orte, die im S-Bahn-Netz liegen, getauft. Hierbei handelt es sich um folgende Einheiten:
| Triebzug | Taufnahme  |
| -------- | ---------- |
| 423 058  | Starnberg  |
| 423 089  | Zorneding  |
| 423 166  | Grafing    |
| 423 201  | Herrsching |
| 423 212  | Freising   |
| 423 350  | Tutzing    |

Zudem gibt und gab es verschiedene Sonderlackierungen, wie unter anderem 423 089/689 mit der „40 Jahre S-Bahn München“-Beklebung oder 423 183/683 mit der „50-Jahre-S-Bahn München“-Beklebung.

#### Baureihe 424
Aufgrund des erhöhten Fahrzeugbedarfs der Angebotsverbesserungen ab dem Fahrplanjahr 2023 wurden Gebrauchtfahrzeuge der Baureihe 424 von der S-Bahn Hannover übernommen. Nach einer Modernisierung sollten ursprünglich 15 Fahrzeuge schrittweise ab Herbst 2022 in München eintreffen. Nach Verzögerungen bei den Umbauten begann der Fahrgasteinsatz mit den ersten von 16 Fahrzeugen in der Woche vor Weihnachten 2023. Aufgrund der Einstiegshöhe von 76 Zentimetern über Schienenoberkante dürfen sie nicht durch den Stammstreckentunnel verkehren. Daher wurden sie im Fahrplanjahr 2024 nur auf den Verstärkerzügen der Linien S 2 (Dachau–Altomünster), S 4 und S 20 eingesetzt. In diesem Jahr waren noch nicht alle Triebzüge der Baureihe nach ihrer Modernisierung einsatzbereit. Mit der Kürzung der Linie S 7 auf den Abschnitt München Hbf–Wolfratshausen zum Fahrplanwechsel 2025 wurde das Einsatzgebiet auf diese Linie verschoben. Der Einsatz soll bis zur Inbetriebnahme der Neufahrzeuge andauern.

### Zukünftige Fahrzeuge

#### Neufahrzeuge
Im Oktober 2020 hat die DB Regio im Auftrag der Bayerischen Eisenbahngesellschaft eine Ausschreibung für die Beschaffung von neuen rund 200 m bis max. 210 m langen elektrischen Triebzügen gestartet. Dabei sollten zwischen 110 und 200 Fahrzeuge direkt bestellt werden und die restliche Anzahl bis 200 Stück eine Option werden. Die voraussichtliche Inbetriebnahme der ersten Fahrzeuge war ab Dezember 2026 geplant.
Anfang 2023 ging S-Bahn-Chef Heiko Büttner von einer Anzahl von etwa 90 Stück und einer Inbetriebnahme gegen Ende der 2020er Jahre aus. Die Finanzierung der Fahrzeuge soll über ein Leasingmodell erfolgen. Die Fahrzeuge sollen die Baureihen 420 sowie 424 und teilweise die Baureihe 423 ablösen und auch nach 2034 im 2. Münchner S-Bahn-Vertrag von dessen Betreiber eingesetzt werden.
Nach Zurückweisung der Anfechtung der Auftragsvergabe an Siemens Mobility durch den Konkurrenten Alstom erhielt Siemens den Zuschlag über die Fertigung von 90 Triebzügen und optional 90 weiteren Triebzügen.
Die Vorstellung der Baureihe erfolgte am 2. August 2023. Die Farbgestaltung der Fahrzeuge wurde im September 2024 vorgestellt. Ein Einsatzbeginn ist ab Dezember 2028 vorgesehen. Die Fahrzeuge wurden durch Siemens als Mireo City eingeordnet.

#### S-Bahn 2029+
Im Februar 2025 schrieb die DB Regio einen Rahmenvertrag über die Entwicklung und Herstellung von auch für die S-Bahn München einsatzbaren Triebzügen aus.

### Frühere eingesetzte Fahrzeuge

#### Baureihe 425
Ab Oktober 2019 kamen bei der S-Bahn München aushilfsweise vier für den dortigen S-Bahn-Betrieb frisch modernisierte Fahrzeuge der Baureihe 425 der S-Bahn Rhein-Main zum Einsatz, die die angespannte Fahrzeugsituation entschärfen sollten. Zum Fahrplanwechsel im Dezember 2019 wurden diese Fahrzeuge allerdings wieder abgegeben. Anfang 2020 wurden erneut Fahrzeuge der Baureihe 425 eingesetzt, die diesmal aber aus verschiedenen Regionen (z. B. Hessen, Nordrhein-Westfalen und Trier) kamen und keiner vorherigen Modernisierung unterzogen worden. Auch werden diese wie gewöhnlich im Regionalverkehr eingesetzt. Alle diese Leihfahrzeuge wurden ausschließlich für Verstärkerfahrten auf dem Westast der Linie S 4 und auf der Linie S 20 eingesetzt.

#### Baureihe 628
Da die Strecke der Linie A von Dachau nach Altomünster nicht elektrifiziert war, verkehrten auf dieser bis April 2014 sechs zweiteilige Dieseltriebzüge der Baureihe 628. Diese waren im Bahnbetriebswerk der Südostbayernbahn in Mühldorf am Inn beheimatet. Die Fahrzeuge wurden 1998 für die Strecke neu beschafft, zuvor wurden auf der Linie A n-Wagen-Wendezüge mit Diesellokomotiven eingesetzt. Die Einstiege in die Züge waren jedoch wegen Treppenstufen nicht barrierefrei. Nach der Elektrifizierung der Linie werden seit dem 13. Dezember 2014 Fahrzeuge der Baureihe 420 und Baureihe 423 eingesetzt.

#### n-Wagen-Wendezüge
Da nach der Eröffnung des S-Bahn-Netzes 1972 der Deutschen Bahn nicht genügend Triebfahrzeuge der Baureihe 420 zur Verfügung standen, mussten auf dem Ostast der S 1 (heute S 5) zwischen Hohenbrunn und Kreuzstraße, auf dem Ostast der S 2 (heute S 3) zwischen Deisenhofen und Holzkirchen auf der S 22 (später S 27) und auf der S 10 (heute S 7) Wendezüge mit n-Wagen eingesetzt werden. Nachdem 1975 weitere Fahrzeuge der zweiten Bauserie der Baureihe 420 nach München gekommen waren, konnte die S 2 auf dem gesamten Streckenverlauf und die S 22 mit Fahrzeugen der Baureihe 420 bedient werden. Im Herbst 1976 wurden auch die Wendezüge auf dem Ostast der S 1 durch Triebzüge der Baureihe 420 ersetzt. 1981 wurden die S-Bahn-Triebzüge auf der S 27 wieder zurückgezogen, um den Westast der S 7 (zuvor S 10) mit diesen bedienen zu können. Mit der Lieferung neuer Fahrzeuge 1983 konnte auch die S 27 wieder mit S-Bahn-Triebzüge gefahren werden. Außerdem verkehrten bis 1998 auf der Linie A n-Wagen-Wendezüge mit Diesellokomotiven der Baureihe 212.

#### Versuch mit Doppelstockwagen
Die Deutsche Bundesbahn testete zwischen dem 28. Mai und dem 21. Juni 1989 auf der S 4 zwischen Geltendorf und Ebersberg einen Zug aus vier DDM-Doppelstockwagen der niederländischen Staatsbahn, der mit zwei Elektrolokomotiven der Baureihe 120 in Sandwichtraktion bespannt war. Mit 600 Sitz- und 440 Stehplätzen bot dieser Zug eine um etwa 20 Prozent höhere Kapazität als ein Vollzug aus zwei Triebzüge der Baureihe 420 und war dabei nur zehn Meter länger. Das bewährte sich aber nicht. Weil dieser Zug weniger Türen hat, waren die Fahrgastwechselzeiten viel länger.

## Planungen zum weiteren Ausbau

### Zweite Stammstrecke

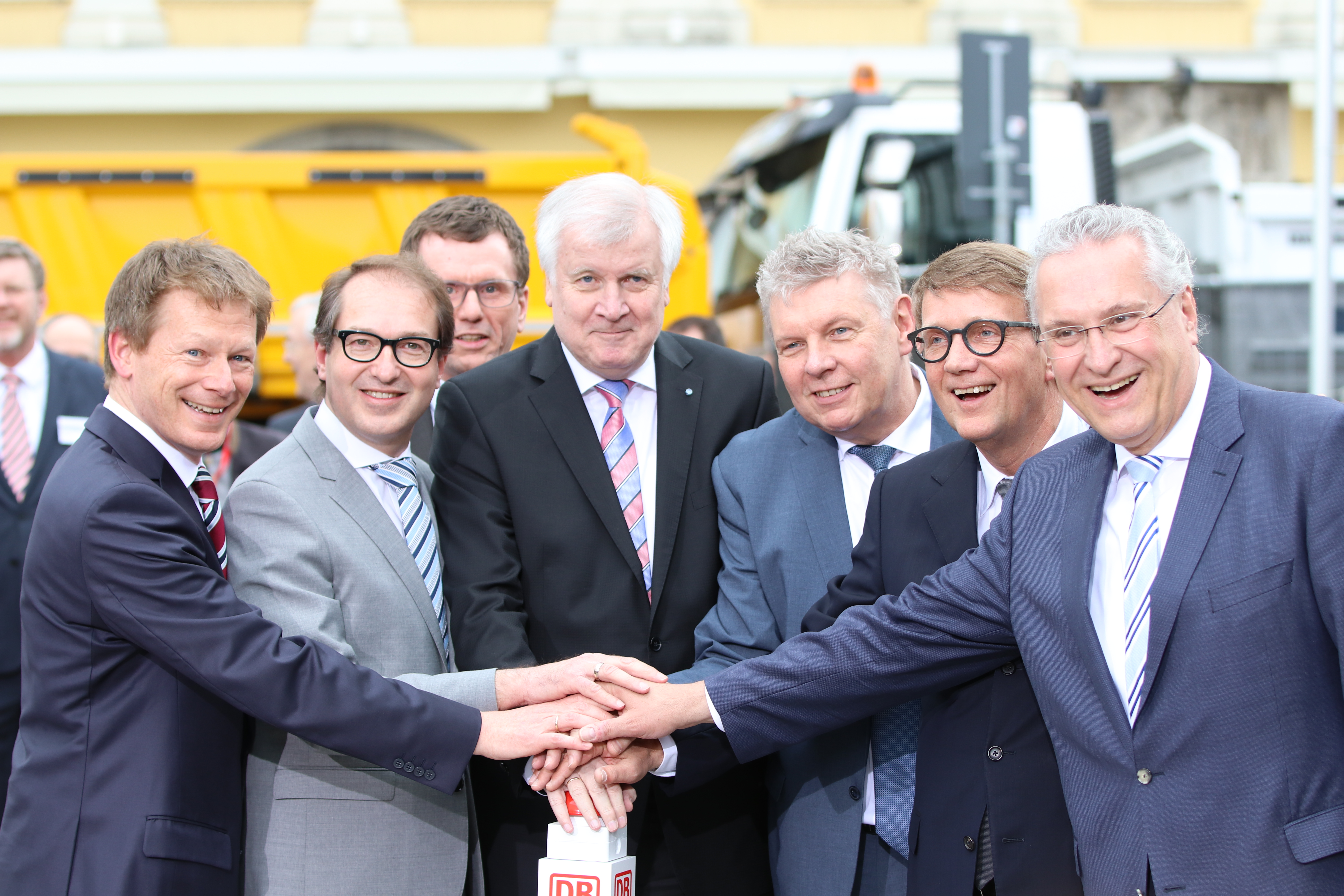
1. Spatenstich für die Zweite Stammstrecke

Netzplan der S-Bahn München mit Zweiter Stammstrecke nach dem Planungsstand von 2017

Die Zweite Stammstrecke der Münchner S-Bahn wurde seit den 1990er Jahren kontrovers diskutiert. Das Ausbauprojekt der S-Bahn München besteht in einer Tunnelverbindung zwischen dem Hauptbahnhof und dem Ostbahnhof, die nördlich der bereits bestehenden Tunnelverbindung, der bisher einzigen Stammstrecke, verläuft. Diese neue Trasse soll, von Laim über Hauptbahnhof, Marienhof und Ostbahnhof zum Leuchtenbergring führend, die erste Stammstrecke entlasten. Neben den an allen Stationen haltenden S-Bahn-Zügen sind auch Express-S-Bahn-Linien geplant. Auf den Abschnitten Weßling–Pasing, Maisach–Pasing und Leuchtenbergring–Grafing Bf sollen diese nur an ausgewählten Stationen halten. Das S-Bahn-System soll darüber hinaus auf einen 15-/30-Minuten-Takt umgestellt werden. Ausnahmen hiervon sind lediglich die Linien Petershausen–Holzkirchen und Wolfratshausen–Kreuzstraße.
Der Spatenstich für die Zweite Stammstrecke erfolgte am 5. April 2017, die Inbetriebnahme war damals für 2026 vorgesehen und verzögerte sich in den folgenden Jahren mehrfach. Laut im Juni 2022 erschienenen Berichten ist eine Verzögerung bis 2037 zu erwarten.

### Südring
Als Alternative zum zweiten Innenstadttunnel wurden Pläne ausgearbeitet, die Bahnstrecke München-Laim–München Süd und den Abschnitt München Hbf–München Ost der Bahnstrecke München–Rosenheim für den S-Bahn-Verkehr zu ertüchtigen. Die drei Bahnhöfe Heimeranplatz, Poccistraße (neu, nahe dem alten Bahnhof München Süd) und Kolumbusplatz (neu) böten jeweils Umsteigeverbindungen zur U-Bahn. Ein Ausbau dieser drei Stationen ist auch Bestandteil des Konzeptes für eine Ringbahn bestehend aus Nord- und Südring.

### Nordtunnel
2009 wurde von Vieregg-Rössler als weiterer Ausbau ein Nordtunnel vorgeschlagen, der den Hauptbahnhof über das Kunstareal (mit den drei Pinakotheken) und die Münchner Freiheit mit dem Münchner Norden (Münchner Nordring, Fußballstadion, Garching, Flughafen) verbinden soll. Im Innenstadtbereich entspricht die geplante Trasse etwa der der geplanten U-Bahn-Linie U 9. Die Strecke würde neben der S-Bahn auch Regional- und Fernverkehr aufnehmen, auf diese Weise soll die Zentralausrichtung des Münchner Nahverkehrssystems auf die Innenstadt abgelöst werden. Der Nordtunnel wurde, unter anderem aufgrund höherer Kosten bei gleichzeitig geringerer Wirtschaftlichkeit, nicht weiterverfolgt.

### Nordring
Seit 2015 existieren Überlegungen, den Münchner Nordring, der aktuell (Stand 2020) nur für den Güterverkehr genutzt wird, auch für den Personenverkehr zu ertüchtigen. Insbesondere der Autobauer BMW forciert mit Stand 2016 diese Erschließung, da zukünftig etwa 15.000 weitere Arbeitsplätze durch den Ausbau des Forschungs- und Innovationszentrums in Milbertshofen entstehen sollen. Die Freien Wähler haben 2016 mit dem Planungsbüro Vieregg-Rössler ein Konzept erarbeitet, wonach Fahrten von Pasing bis Trudering um die Innenstadt herumgeführt werden und bis zu acht neue Stationen gebaut werden könnten. Der Nordring würde von Pasing über einen neuen Bahnhof Berduxstraße nach Moosach führen. Danach würden Stationen an folgenden Punkten entstehen: Lasallestraße, Lerchenau, Knorrstraße, Ingolstädter Straße, Freimann bis nach Oberföhring (im Plan „Unterföhring Süd/West“). Danach würden die S-Bahnen auf die S 8-Trasse einbiegen und dort über Johanneskirchen, Englschalking und Daglfing nach Trudering führen mit einem optionalen Halt „Berg am Laim (Ost)“. Die Kosten wurden auf etwa 500 Millionen Euro und das tägliche Fahrgastaufkommen auf rund 70.000 Personen geschätzt.

### Innenstadtbereich

#### Haltepunkt Berduxstraße
Im Januar 2011 wurde in Abänderung der für 2012 beschlossenen 2. Fortschreibung des Nahverkehrsplanes München beschlossen, die Errichtung des Haltepunktes Berduxstraße zwischen Obermenzing und Laim (S 1/S 2 West) nicht weiter zu verfolgen. Zum einen wurde dies damit begründet, dass das umliegende Gebiet wenig besiedelt sei – östlich der Bahnanlagen liegt nur der Schlosspark Nymphenburg. Zum anderen wurde 2008 an dieser Stelle das Überwerfungsbauwerk Neulustheim errichtet, dies hätte den Bau von Bahnsteigen erheblich verteuert.
Mit Stand April 2022 ist dieser Haltepunkt jedoch wieder in Diskussion, nachdem auf einem in unmittelbarer Nähe gelegenen Neubaugebiet 2400 Wohnungen errichtet werden. Am 27. September 2023 wurde dazu eine Finanzierungsvereinbarung zwischen dem Land Bayern und der Stadt München unterzeichnet, dabei werden die Kosten auf 14 Millionen Euro geschätzt.

#### Weitere Vorhaben
- Ertüchtigung der Sendlinger Spange zwischen Pasing und Heimeranplatz (S 20)
- Im Mai 2014 regte BMW den Bau eines S-Bahn-Haltepunkts am Nordring, Höhe Knorrstraße, an, um die geplante Erweiterung des Firmengeländes im Stadtbezirk Milbertshofen/Am Hart verkehrstechnisch besser zu erschließen.[205] Dieser S-Bahn-Halt würde eine Ertüchtigung des Nordrings für den S-Bahn-Verkehr voraussetzen, wie zuvor bereits von verschiedenen Parteien gefordert. Möglich wäre ein Anschluss an die Linien S 1 und S 8 in Richtung Flughafen oder die Einrichtung einer Ringbahn unter Ertüchtigung des Südrings.

### Außenstrecken

#### Fest eingeplante Maßnahmen
- Erdinger Ringschluss: Zweigleisige Verbindung der Enden der S 2-Ost (Erding), der S 1 und S 8 am Flughafen, mit Weiterführung der S 2 über den neuen Haltepunkt Mintraching und die Neufahrner Gegenkurve mit einem anschließend viergleisigen Ausbau nach Freising. Für den Abschnitt Flughafen–Schwaigerloh fand am 7. November 2022 der erste Spatenstich statt.[206]
- Sobald die östlich von Markt Schwaben bislang eingleisige, nicht elektrifizierte Bahnstrecke München–Simbach im Rahmen des Projekts ABS 38 ausgebaut sein wird, können die Stationen Hörlkofen, Walpertskirchen, Thann-Matzbach und Dorfen durch eine S-Bahn-Linie bedient werden.[207]
- Verlängerung der S 7 bis Geretsried mit den Stationen Gelting, Geretsried Mitte und Geretsried Süd als 9,2 km lange eingleisige Strecke.[208] Für diese war schon 2010 das Planfeststellungsverfahren vorbereitet, jedoch wegen der Vielzahl an Einwendungen gegen die Planung eines höhengleichen Bahnübergangs der Sauerlacher Straße in Wolfratshausen gestoppt worden.[209] 2016 wurde dann mit der Planung in Tieflage begonnen,[210] Ende 2019 stimmte das Eisenbahn-Bundesamt (EBA) zu. 2021 fand die Anhörung im Rahmen des Planfeststellungsverfahrens statt und der Antrag wurde der Regierung von Oberbayern übergeben. Die Bahn AG erwartete die Genehmigung um den Jahreswechsel 2021/22. Der Baubeginn lässt sich noch nicht abschätzen, weil die Bauplanung für den Tiefbahnhof Wolfratshausen noch aussteht.[211] Laut einem Zeitungsbericht vom November 2021 ist das Projekt in Frage gestellt, da der Nachweis eines positiven Nutzen-Kosten-Verhältnisses erneut erbracht werden müsse, nachdem dieses 2009 nur knapp über 1 lag.[212] Ein angedachter Baubeginn-Termin 2024 war mit Stand Februar 2022 kaum zu halten.[213] Laut einem Zeitungsbericht vom Juli 2024 ist ein Baubeginn „nicht einmal ansatzweise in Sicht“.[214]
- Viergleisiger Ausbau[215] der S 4-West zwischen Pasing und Eichenau (in Planung). Die Maßnahme wurde für die Umsetzung des Deutschlandtakts in den Bundesverkehrswegeplan aufgenommen.

#### Optionen
- Anbindung von Moosburg, Langenbach und Marzling ans S-Bahn-Netz (zurzeit Regionalbahn Freising–Landshut)
- Anbindung von Odelzhausen und Dasing über eine Neubaustrecke nach Karlsfeld.[216] Die Verbindung von München nach Odelzhausen, die eine Lücke im strahlenförmigen S-Bahn-Netz bildet, wird derzeit über die Schnellbuslinie 732 des MVV (Pasing–Odelzhausen–Gaggert) sichergestellt, die zwischen Pasing und Haidhof ohne Halt über die A 8 verkehrt.
- Anbindung von Aichach über Altomünster
- Neubau eines Haltepunktes im Gewerbegebiet Eching/Neufahrn an der S 1
- Bei Einführung des Regio-Schienen-Taktes Augsburg (in Planung) möglicher Übergang am Endbahnhof Mammendorf der S 3-West und eventuell am Endbahnhof Geltendorf der S 4-West

### Flughafenexpress
Es bestehen unverändert Planungen, den Flughafen München schneller an die Münchener Innenstadt anzubinden. Dazu muss neben Errichtung der zweiten Stammstrecke auch der viergleisige Ausbau der S 8 im Bereich Daglfing–Johanneskirchen erfolgen. Damit wäre der Einsatz des Münchener Flughafenexpress möglich, der im 15-Minuten-Takt verkehren und die Fahrzeit zwischen Flughafen und Hauptbahnhof um etwa 15 Minuten verringern soll. Mit Stand Ende 2021 ist allerdings seitens der Bahn nur ein viergleisiger Ausbau ohne Tunnel im Vorplanungsstadium, während die Stadt München weiterhin eine Tunnellösung fordert.